# Antinoo
Antinoo (in greco antico Ἀντίνοος Antínoos, in latino Antinous; Claudiopoli, 27 novembre 110 o 111 – Egitto, 30 ottobre 130 o poco prima) è stato un giovane greco originario della Bitinia, noto per la relazione sentimentale e amorosa avuta con l'imperatore romano Adriano, il quale lo divinizzò dopo la sua morte prematura avvenuta in circostanze alquanto misteriose.
Venne adorato sia nell'Oriente egizio sia nell'Occidente greco-latino, a volte come Theos, una vera e propria divinità, altre semplicemente come un eroe mortale deificato.
Molto poco si sa della sua vita, anche se è noto che egli era nato a Claudiopoli (l'attuale Bolu), nella provincia romana di Bitinia in Asia Minore. Fu probabilmente introdotto alla corte imperiale nel 123, poco prima di essere portato in Italia per il completamento della sua istruzione superiore. Divenne il favorito nonché amante dell'imperatore a partire dal 128, anno in cui fece parte del seguito personale di Adriano durante il suo giro di ispezione della provincia d'Africa; accompagnò l'imperatore anche in Grecia durante la partecipazione di Adriano agli annuali misteri eleusini svoltisi a Atene, e fu presente durante la caccia e l'uccisione del leone sacro in terra libica.
Alla fine del mese di ottobre dell'anno 130, mentre si trovava a bordo di una flottiglia che percorreva il Nilo, Antinoo morì cadendo in acqua in circostanze rimaste parzialmente oscure. Varie ipotesi sono state avanzate a proposito: annegamento accidentale, suicidio, assassinio per gelosia, intenzionale sacrificio umano.
Dopo la sua morte, Adriano divinizzò Antinoo e fondò un culto organizzato dedicato alla sua persona, che si diffuse presto a macchia d'olio in tutto l'Impero; poi, sempre per commemorare il proprio diletto, fondò la città di Antinopoli, fatta sorgere vicino al luogo dove il giovinetto aveva trovato la sua fine terrena prematura e che divenne un centro di culto per l'adorazione del "dio Antinoo" in forma di Osiride. Adriano istituì anche giochi in commemorazione del ragazzo, che si tenevano in contemporanea ad Antinopoli e ad Atene, con Antinoo divenuto simbolo dei sogni panellenici dell'imperatore.
La figura del bel giovane nella cultura occidentale venne presto associata all'omosessualità e apparve in moltissime opere letterarie e poetiche, tra cui quelle di Oscar Wilde, Fernando Pessoa e Marguerite Yourcenar.

## Biografia

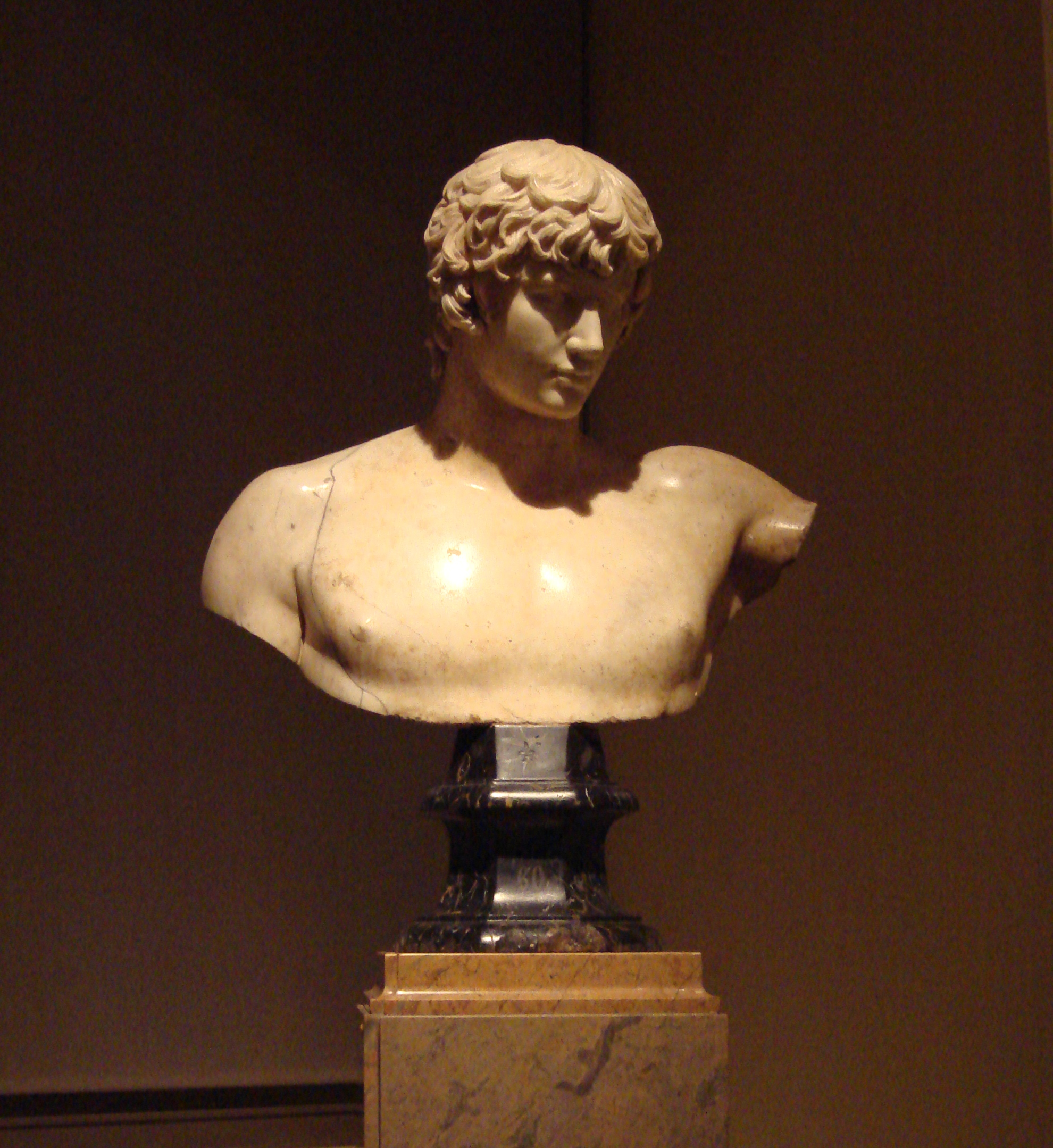
Busto di Antinoo scolpito in marmo di Carrara intorno al 131-132 e conservato al Museo del Prado, collezione Reale

Lo storico Thorsten Opper del British Museum ha osservato che quasi nulla si sa della vita di Antinoo prima del suo incontro e della vita assieme ad Adriano, e il fatto che le fonti in nostro possesso divengano molto più dettagliate dopo la sua morte non ispirano fiducia al riguardo. Anche il biografo Royston Lambert ha espresso lo stesso punto di vista, commentando che le informazioni su di lui sono state inevitabilmente contaminate, sia a favore sia contro, da chi era un suo fedele e da chi si trovò ad avere forti pregiudizi a suo riguardo.

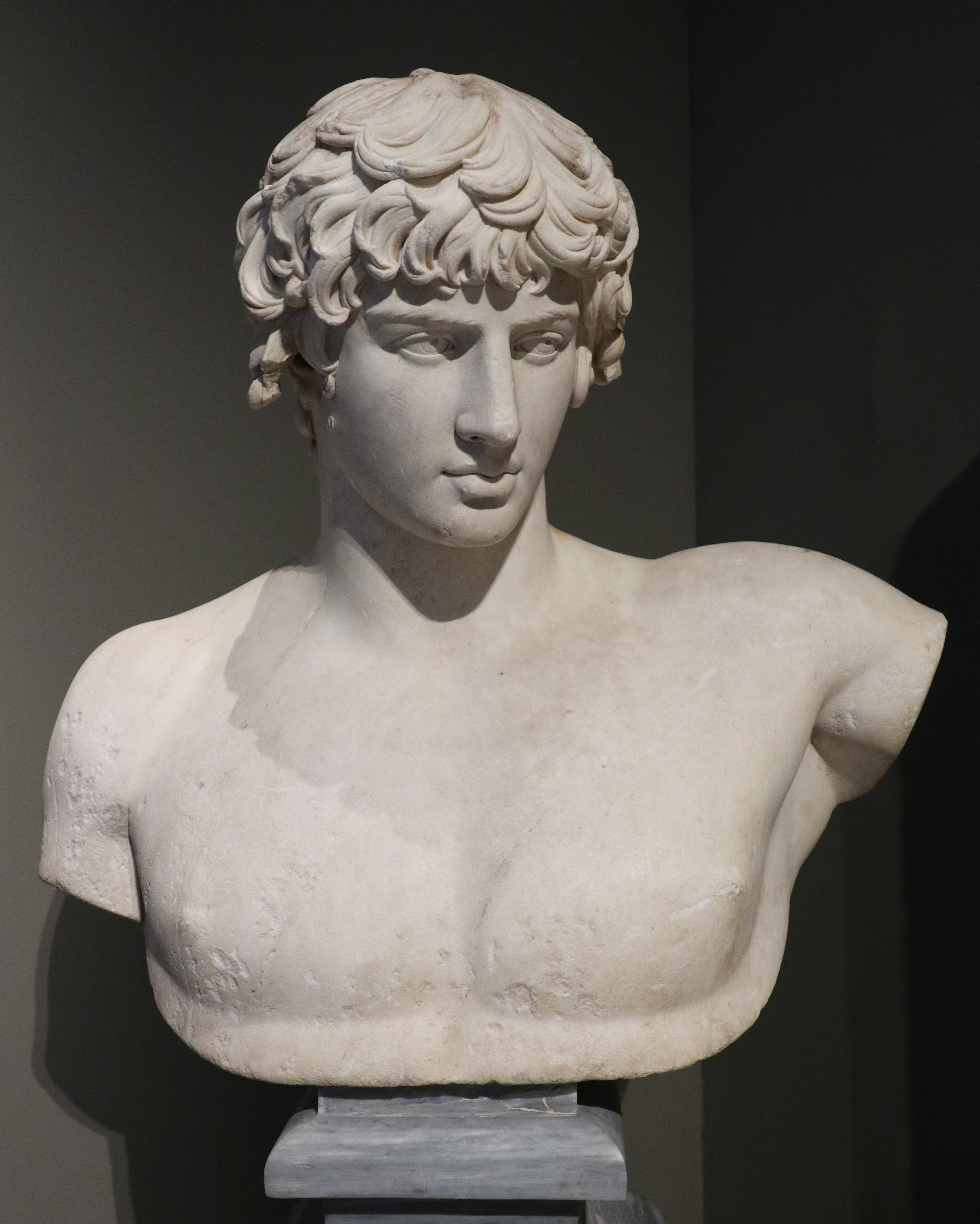
Busto di Antinoo rinvenuto a Patrasso e conservato al Museo archeologico nazionale di Atene

### Infanzia
È noto che Antinoo nacque da una famiglia greca abitante nella provincia romana della Bitinia, zona oggi situata nel nord-ovest della Turchia. L'anno di nascita non è registrato, anche se si stima che sia probabilmente tra il 110 e il 112 d.C.; le fonti disponibili concordano nel dire che il suo compleanno cadesse nel mese di novembre, e benché il giorno esatto resti sconosciuto, Lambert indica il 27 come data più probabile. Sia dal luogo di nascita sia dall'aspetto fisico di Antinoo si desume che la sua ascendenza fosse greca solo in parte.
Anche l'origine del suo nome resta incerta. È infatti possibile che egli sia stato chiamato come il personaggio mitologico dell'Odissea, Antinoo, uno dei maggiori pretendenti alla mano di Penelope e avversario di Telemaco nel poema epico di Omero, o che Antinoo sia l'equivalente maschile di Antinoe figlia di Cefeo che (come afferma Pausania il Periegeta nella sua Descrizione della Grecia, 8-8-4) rifondò Mantinea, centro urbano che intratteneva buoni rapporti commerciali proprio con la Bitinia, dopo essere stata guidata da un serpente al sito ove essa andava ubicata.
Sebbene molti storici, dal Rinascimento in poi, abbiano dedotto che il giovane fosse stato uno schiavo, la cosa risulta essere altamente improbabile in quanto sarebbe stato assolutamente controverso divinizzare un ex-schiavo nella società romana. Non sono pervenute fino a noi prove attestanti le origini della sua famiglia, anche se Lambert crede probabile ch'egli provenisse da un clan familiare di piccoli imprenditori o proprietari terrieri dediti all'agricoltura, che s'innalzavano e distinguevano quindi rispetto ai settori più poveri della società; lo stesso Lambert, inoltre, ritiene probabile che Antinoo avesse ricevuto un'istruzione di base nella sua prima infanzia, imparando sia a leggere sia a scrivere.

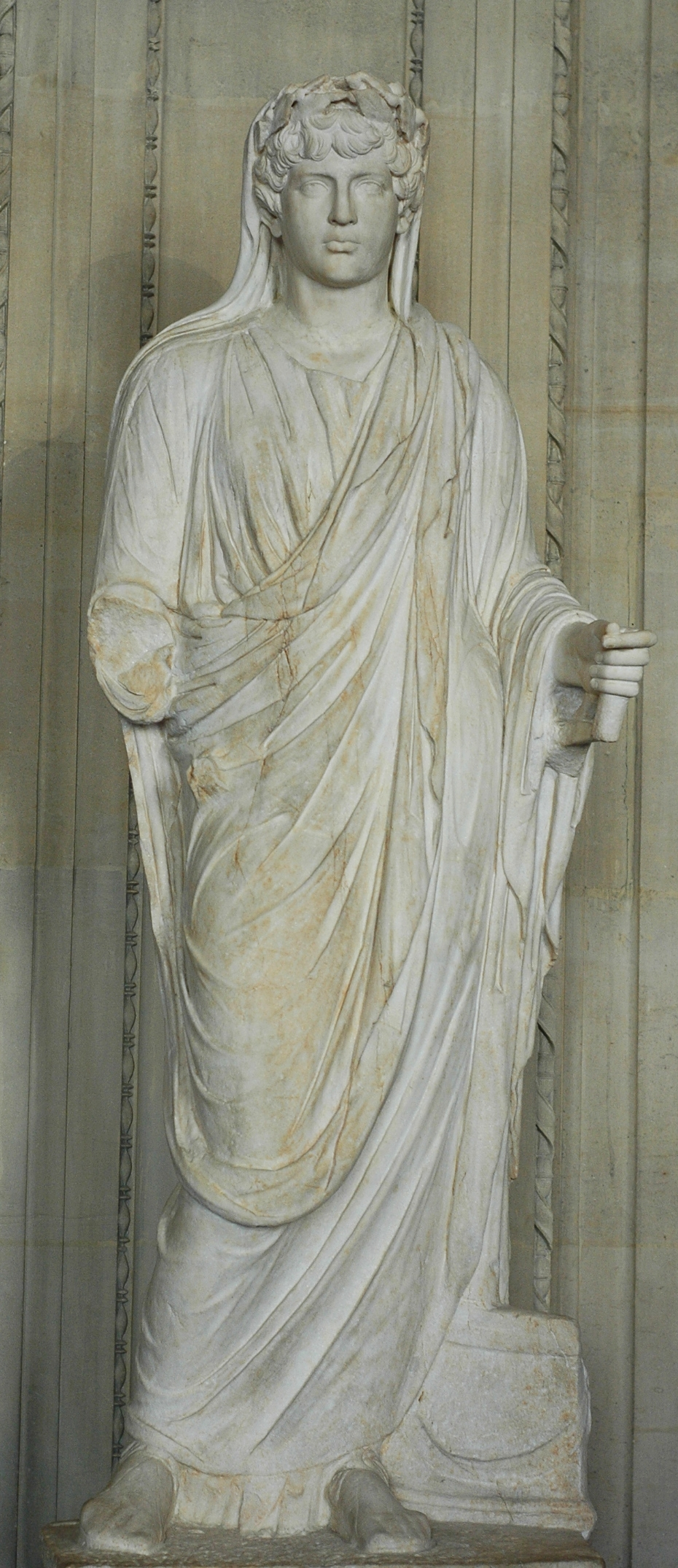
Antinoo in veste di sacerdote del culto imperiale, al Louvre

### La vita con Adriano
(Royston Lambert, 1984)
Adriano trascorse molto tempo del suo regno in visita ai vari territori dell'Impero, e arrivò a Claudiopoli nel giugno del 123; fu probabilmente in quest'occasione che incontrò per la prima volta il ragazzino. Data la personalità dell'imperatore, Lambert pensa non verosimile l'ipotesi che li vuole diventati amanti in quell'occasione, suggerendo invece che il giovane sia stato scelto per essere inviato in Italia ove fu istruito al Paedagogium imperiale situato sul colle Palatino. 
In quel momento Adriano aveva 47 anni, mentre Antinoo appena 12.
Adriano nel frattempo aveva continuato a visitare le province del suo vasto Impero, per far poi ritorno in Italia solo nel settembre del 125, quando si stabilì nella sua residenza nella cittadina laziale di Tivoli, oggi conosciuta come Villa Adriana. Il 14enne Antinoo divenne quindi il suo ragazzo preferito nel corso dei tre anni successivi: lo dimostra il fatto che nel 128, al momento di partire per la Grecia, Antinoo faceva parte del seguito personale dell'imperatore.
Il biografo ha descritto Antinoo come l'unica persona che sembra esser stata intimamente vicina ad Adriano lungo tutto il corso della vita dell'imperatore; il suo matrimonio con la cugina di secondo grado Vibia Sabina fu difatti, come oggi sappiamo bene, infelice e non v'è alcuna prova attendibile ch'egli abbia d'altronde mai espresso un qualche interesse o attrazione sessuale nei confronti delle donne; di contro, vi sono molte prove affidabili che fosse sessualmente molto attratto dai ragazzi e dai giovani uomini.
Per secoli la pederastia greca ha svolto un ruolo sociale accettato tra le classi dei cittadini agiati dell'antica Grecia; questa prescriveva che un erastès (un maschio di età compresa tra i 30 e i 50 anni) intrattenesse una relazione sentimentale (di amoroso accudimento) con un eromenos (un maschio di età compresa tra i 12 e i 18 anni), assumendo un ruolo fondamentale e attivo nella sua educazione e istruzione. Tale istituzionalizzazione sociale della pederastia non era estranea alla cultura romana, anche se la bisessualità era di fatto la norma nelle alte sfere sociali durante i primi secoli dell'Impero.

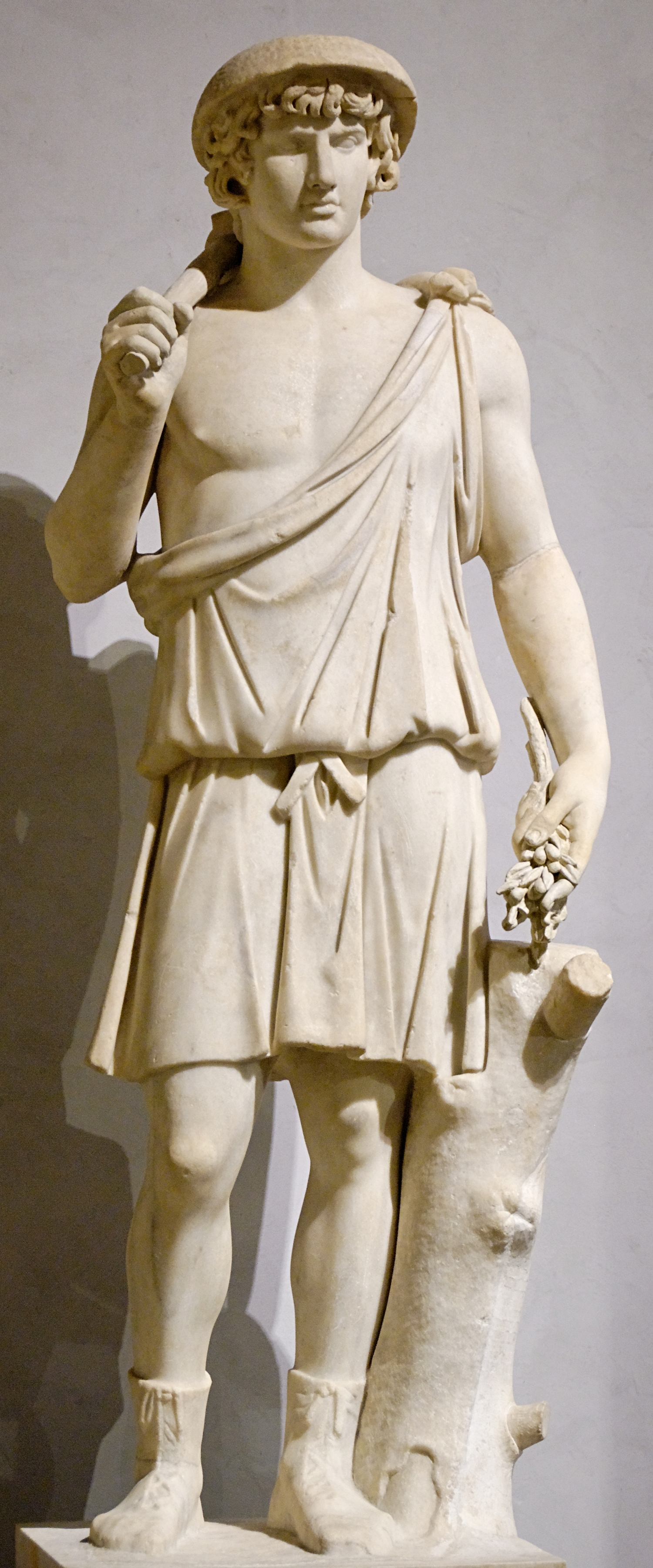
Antinoo come Aristeo

È noto come Adriano considerasse Antinoo intelligente nonché "il più bello del mondo", e che il ragazzo contraccambiasse stimandolo e ammirandolo come un saggio; questa sintonia intellettuale potrebbe ulteriormente spiegare la forte attrazione presente tra i due. Un altro fattore era la comune passione per la caccia, che era vista come uno sport particolarmente virile all'interno della cultura romana. Anche se non sono pervenute fino a noi, si sa che l'imperatore avrebbe scritto sia un'autobiografia sia una serie di componimenti poetici dedicati ai suoi amati ragazzi; si suppone quindi che vi fossero anche i versi in onore di Antinoo.
Le prime fonti sono concordi ed esplicite nel dichiarare che il rapporto intercorrente tra l'uomo e l'adolescente fosse anche di natura fortemente sessuale: infine, durante tutto il periodo in cui durò la loro relazione, non vi è prova alcuna che Antinoo abbia mai utilizzato a proprio favore l'influenza che aveva sull'imperatore per trarne un qualche guadagno personale.
Nel marzo 127 Adriano - probabilmente accompagnato da Antinoo - viaggiò in varie zone d'Italia, attraversando la regione abitata dai Sabini, il Regio V Picenum e la Campania Intanto tra il 127 e il 129 l'imperatore fu afflitto da uno strano male che i medici non furono mai in grado di spiegare (tornerà questa misteriosa malattia come ipotesi sulla causa della morte stessa di Antinoo). Nell'aprile del 128 pose la prima pietra di un tempio da dedicare a Venere nella capitale, presiedendo un rituale in cui potrebbe essere stato accompagnato proprio da Antinoo; da lì, come sempre assieme, partirono per un viaggio nell'Africa del Nord.
Alla fine del 128 sbarcarono a Corinto, procedendo poi in direzione di Atene dove rimasero fino al maggio del 129, accompagnati in quest'occasione anche dalla moglie, la sorella, la nipote e Pedanio Fusco il giovane (futuro cognato). Nel settembre del 128 ad Atene Adriano partecipa alle celebrazioni annuali dei grandi misteri eleusini e qui l'imperatore assume il ruolo di epoptes nel telesterion: è generalmente accettato, anche non dimostrato, che Antinoo rimase al suo fianco per assisterlo e che in quest'occasione lo stesso ragazzo sia stato iniziato ai misteri sacri.
Da lì si diressero verso l'Asia minore, stabilendosi nel giugno del 129 ad Antiochia e in seguito visitarono le province di Siria, Arabia e Giudea; dopo aver introdotto forti politiche anti-ebraiche, con il divieto della circoncisione e la sostituzione del tempio dei giudei con un altro dedicato a Giove, l'imperatore col suo seguito passò in Egitto.
Giunti a Alessandria d'Egitto nell'agosto del 130, fecero visita al sarcofago di Alessandro Magno custodito in un mausoleo della città. Sebbene la cerimonia fosse accolta tra le lodi pubbliche, alcuni degli atteggiamenti e delle azioni di Adriano irritarono l'élite della società ellenizzata cittadina, che cominciò a spettegolare sulle sue attività sessuali, compresi i rapporti intimi che l'imperatore intratteneva con Antinoo.

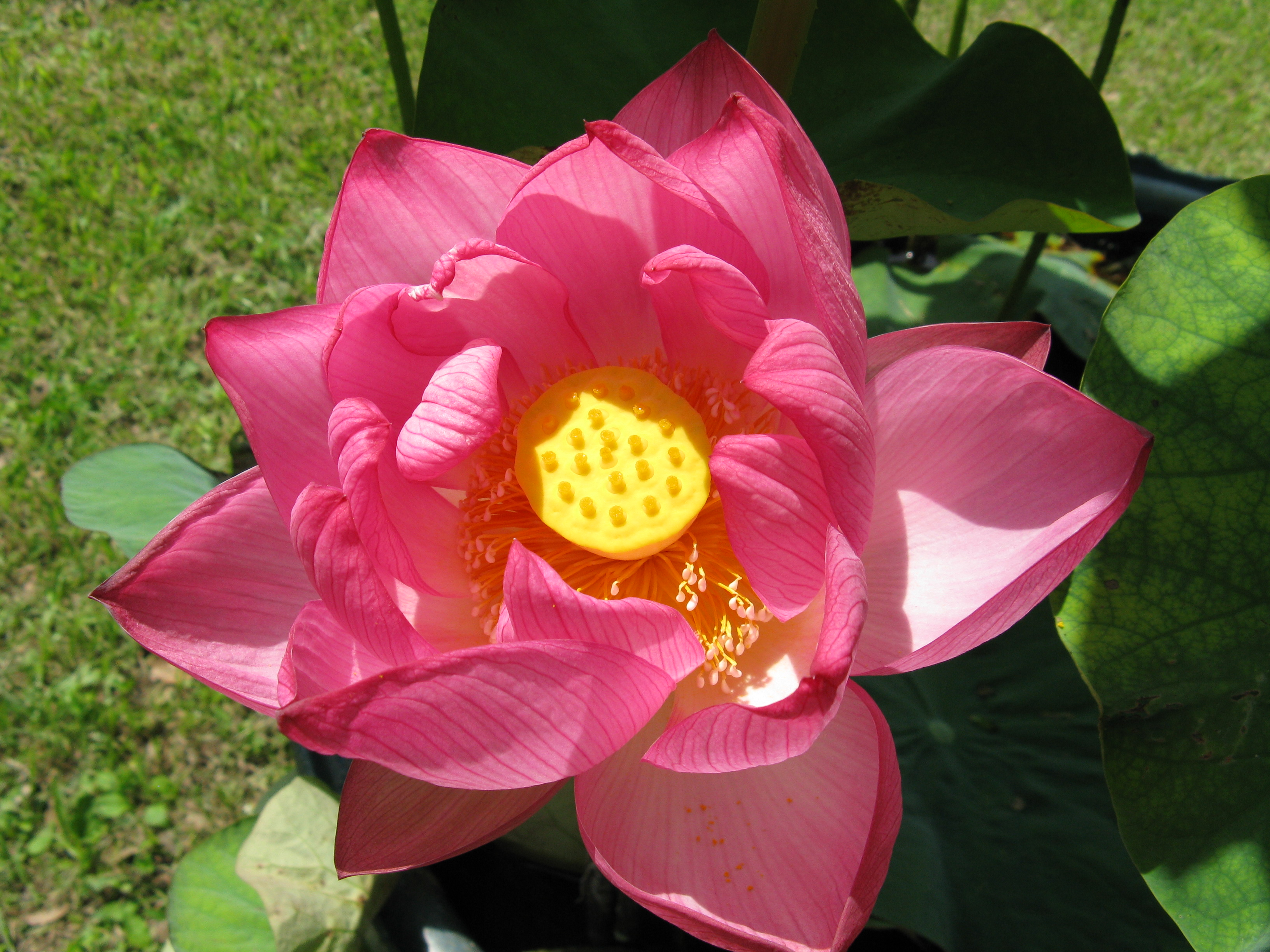
Un nelumbo nucifera o "fior di loto rosso", che il poeta Pancrate di Alessandria ribattezzerà antinóeios in onore del giovane dio

Poco dopo, probabilmente nel settembre 130, Adriano e Antinoo viaggiarono verso ovest in direzione del territorio libico, dove avevano sentito parlare di un leone che causava problemi alla popolazione locale. Si misero così a braccare la bestia feroce e, anche se gli eventi esatti non sono perfettamente chiari, risulta evidente che Adriano abbia salvato la vita di Antinoo durante quella caccia al leone, prima che la fiera venisse uccisa. Adriano fece ampiamente pubblicizzare l'evento, tramite anche la produzione di tutta una serie di medaglioni in bronzo. In quell'occasione, secondo la versione poetica datane da Pancrate di Alessandria ne “Le cacce di Antinoo”, il sangue del giovinetto rimasto ferito schizzato sulla sabbia fece germogliare l'antinóeios, un bellissimo fior di loto rosso (il nelumbo).
Un tondo raffigurante la scena di caccia è stato successivamente posto sull'Arco di Costantino: su questo tondo era chiaro che Antinoo non fosse più giovane, di una bellezza adolescente eterea e glabra, essendo diventato invece sempre più muscoloso e peloso; da questo fatto, si può ritenere come probabile che il suo rapporto con Adriano stesse cambiando di conseguenza.

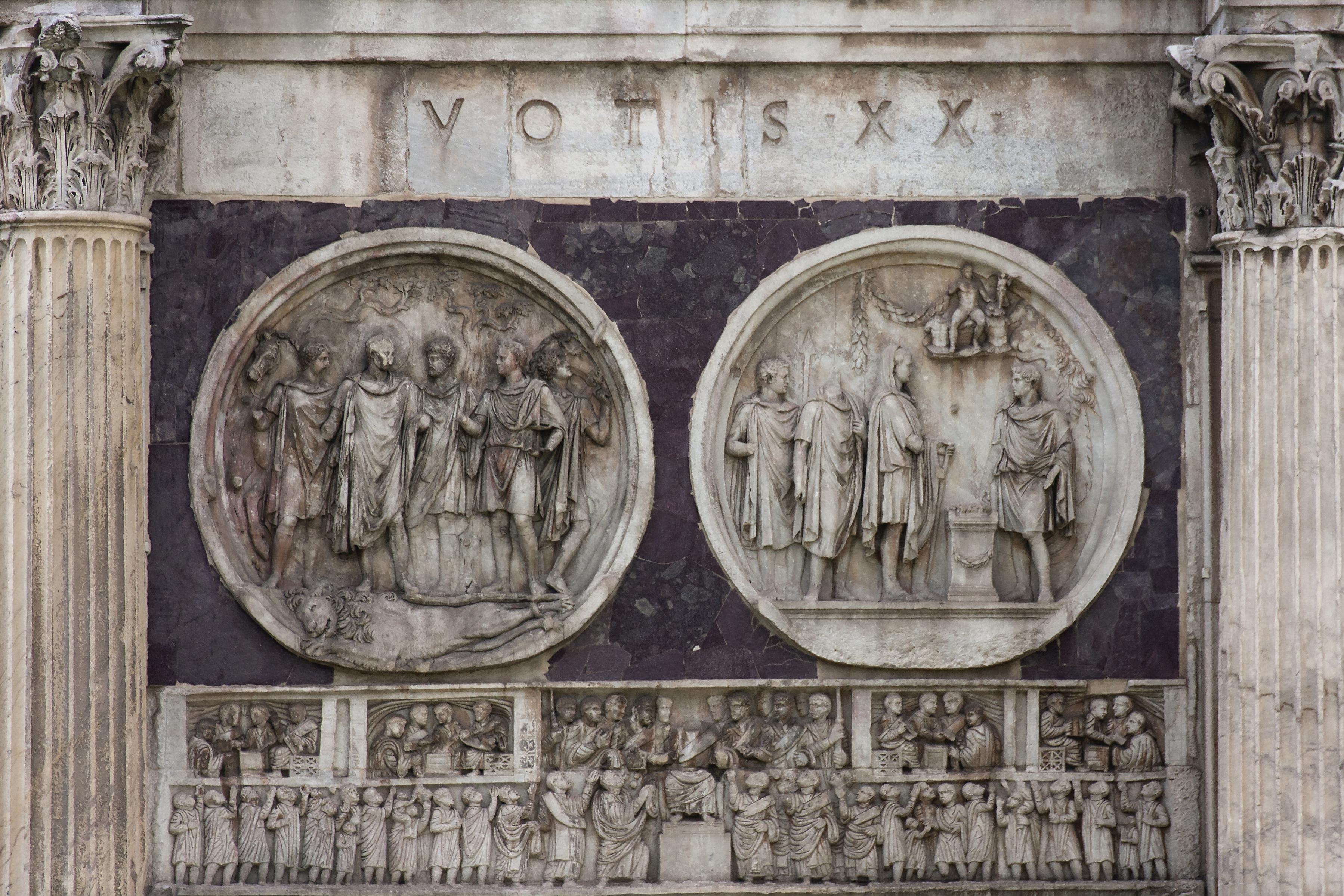
Il doppio tondo raffigurante a sinistra la caccia al leone di Adriano, accompagnato da Antinoo, e a destra il sacrificio effettuato a Ercole

### I medaglioni di Antinoo nell'Arco di Costantino

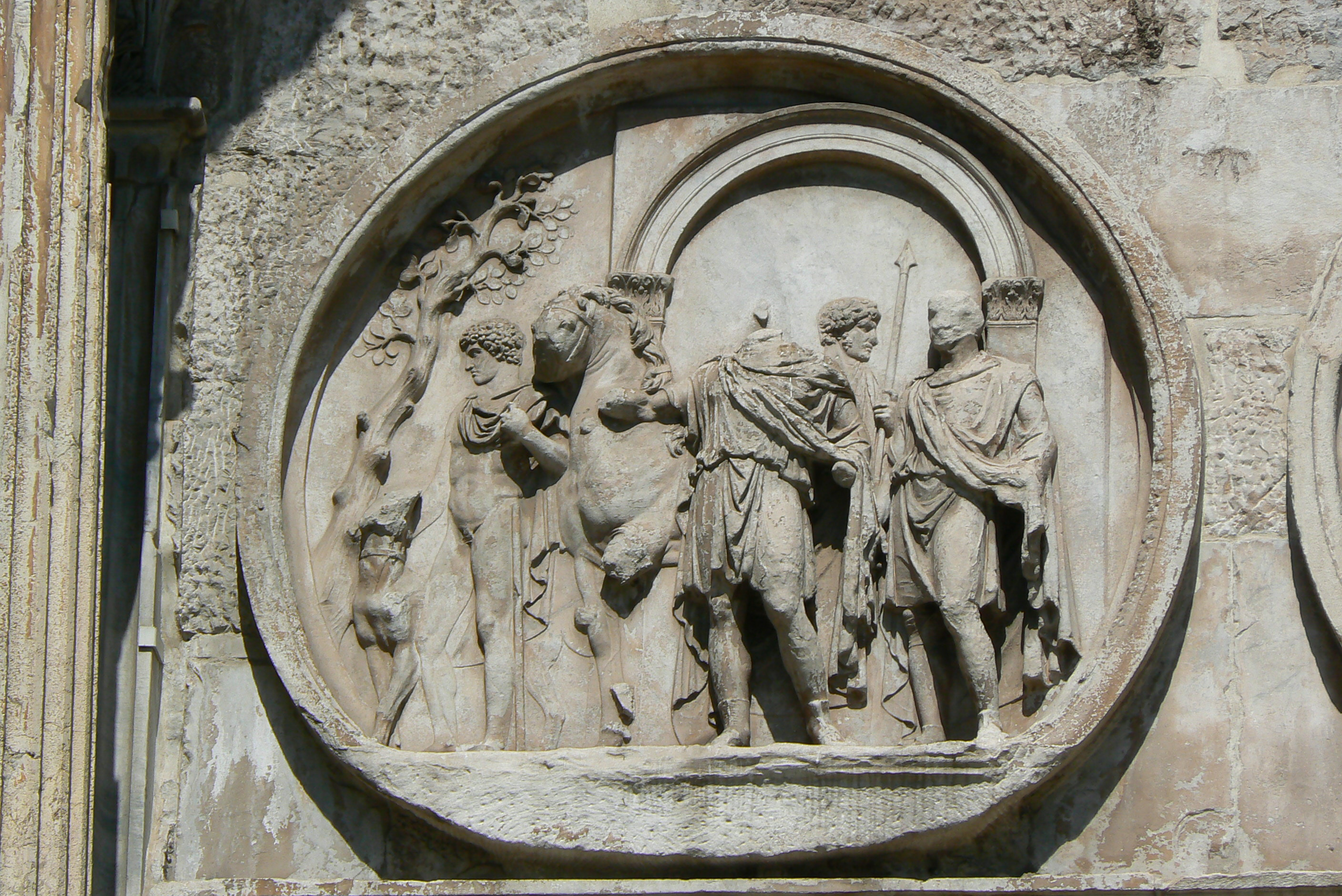
La "Partenza per la caccia"

Il cosiddetto Arco di Costantino ha in realtà fondazioni databili all'età adrianea; la datazione è stata fatta in base al tipo di ceramica trovata nello strato inferiore e ai frammenti di un tipo di marmo utilizzato in quell'epoca. Si può pertanto ritenere che Costantino I (successivo di due secoli) abbia riutilizzato un arco di trionfo romano già esistente, ma aggiungendovi le sue parti più personali: l'iscrizione, il fregio commemorativo e vari altri rilievi decorativi. Una delle ipotesi è che Adriano avesse voluto realizzare proprio lì il suo arco, vicino anche al suo progettato grande tempio da dedicare a Venere, per introdurre i fedeli del nuovo culto dell'amasio imperiale al previsto mausoleo da porsi lungo la pendice est del colle Palatino.
I tondi adrianei, come detto, appartengono all'originaria decorazione; le scene rappresentate si riferiscono a reali episodi accaduti all'imperatore mentre si trovava in compagnia del suo ragazzo: Costantino fece però riscolpire i ritratti di Adriano, col proprio nelle scene di caccia e con quello di Licinio nelle raffigurazioni sacrificali.
Di questi otto tondi, quattro rappresentano scene di caccia: la partenza per la caccia, la caccia all'orso, al cinghiale e al leone; la celebrazione della caccia (soprattutto quella al leone), di cui Adriano era un gran appassionato, è motivo ornamentale innalzato a valore di "Virtus" nel periodo ellenistico e risalente quindi almeno ad Alessandro Magno. Gli altri quattro sono scene di sacrificio silvestre compiute in onore di Apollo, Diana, Ercole e Silvano.

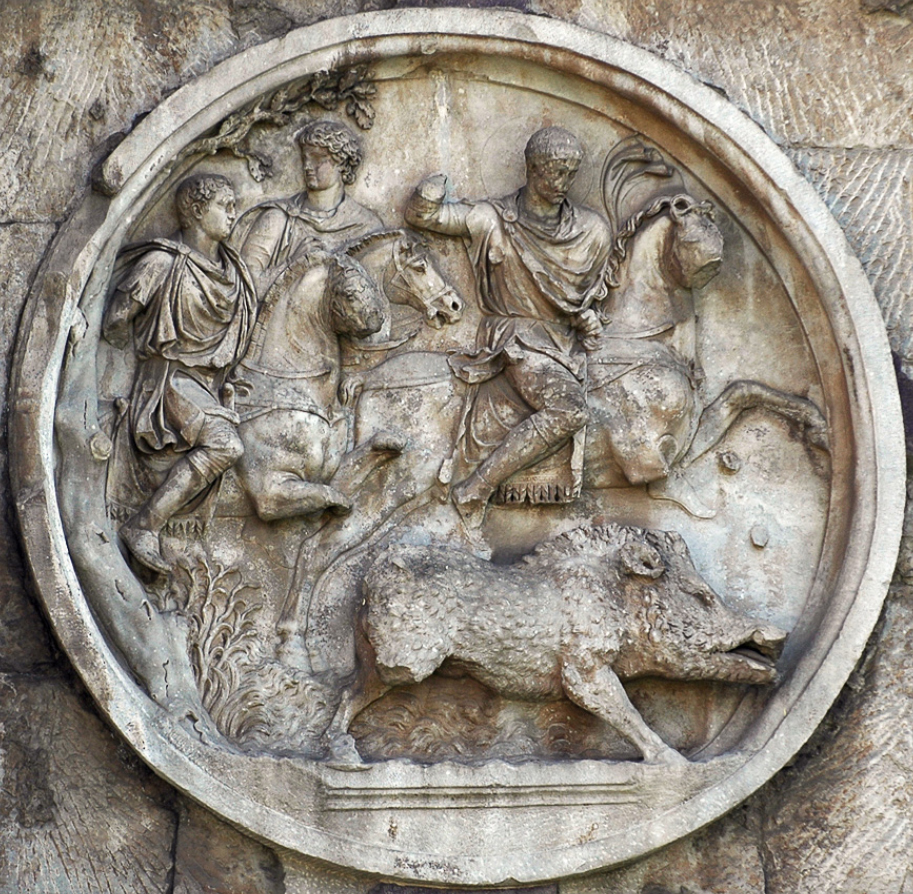
La "Caccia al cinghiale"

La figura di Antinoo spicca nettamente riconoscibile in almeno tre di essi: nella partenza per la caccia ov'è in stato di nudo eroico (appartato sulla sinistra, con un cane rivolto a lui e un arco che sovrasta il tutto; si trova di profilo e sta appoggiato a un bastone, la testa è china e indossa solo una clamide, la bocca tumida e la chioma folta). Nella caccia al cinghiale è il giovane a cavallo sulla destra, il capo lievemente chino e la chioma folta. Nella caccia al leone vi è ritratto l'episodio effettivamente accaduto in terra libica.
A questi vi si può infine aggiungere il sacrificio a Silvano, divinità italica a cui il giovane viene presto assimilato; forse all'interno, nelle intenzioni di Adriano, di una nuova religione misterica.

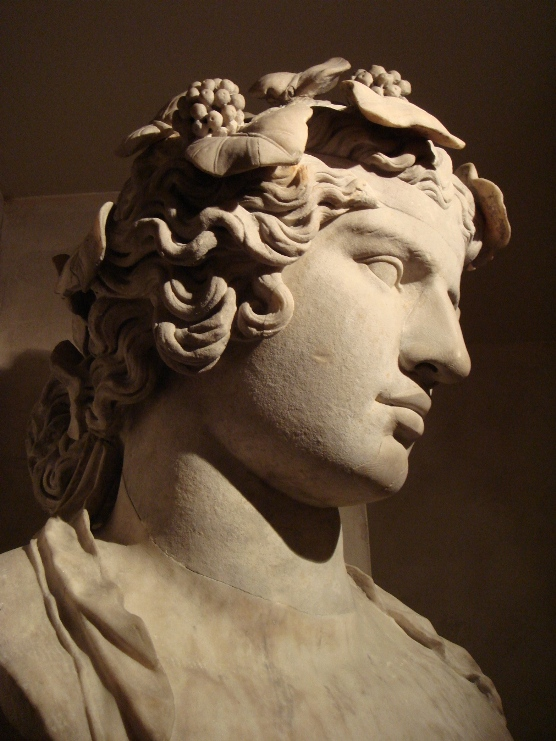
Antinoo come Dioniso, conosciuto come "Antinoo Lansdowne". Marmo, opera romana imperiale, circa 130-140 d.C.; ritrovato nel 1769 a villa Adriana e conservato al Fitzwilliam Museum di Cambridge

### Morte
(Elio Sparziano, Historia Augusta 14)
Alla fine di settembre (o all'inizio di ottobre) del 130 Adriano e il suo seguito, tra cui Antinoo, dopo essersi riuniti a Eliopoli decisero di imbarcarsi e risalire lungo il corso del Nilo. Il corteo comprendeva funzionari, il Prefetto, i comandanti dell'esercito e quelli navali, nonché figure letterarie e accademiche. Forse era presente anche Lucio Elio Cesare, un giovane aristocratico che Antinoo avrebbe immediatamente considerato un rivale nell'affetto di Adriano.
Durante il loro percorso lungo il fiume, si fermarono a Ermopoli, sede di uno dei principali santuari del paese dedicati al dio Thot. Poco dopo, verso la fine del mese di ottobre, ecco che "Antinoo affogò nel Nilo": ciò avvenne nei pressi dell'oracolo di Bes (vicino all'ordierna Mallawi) nella regione dell'antica Tebaide (Egitto) proprio attorno al periodo della festa (22 ottobre) di Osiride, il dio che muore e risorge. Caduto in acqua - gettatosi, caduto accidentalmente o buttatovi a forza - il quasi diciannovenne annegò.
Adriano annunciò pubblicamente la sua avvenuta scomparsa e una gran quantità di pettegolezzi e voci disparate si diffusero presto in tutto l'Impero, riguardanti il fatto che il giovane fosse stato intenzionalmente ucciso; l'esatta natura degli eventi accaduti rimane un mistero fino a oggi, ed è possibile che lo stesso imperatore non abbia mai conosciuto la verità, ma purtuttavia diverse ipotesi sono state avanzate. Non si sa bene se la sua morte sia stata frutto di un banale quanto tragico incidente, di un suicidio, di un assassinio, o magari non fu un caso di "morte vicaria", una sorta di sacrificio compiuto dallo stesso ragazzo a favore del suo imperatore al quale un astrologo aveva predetto la morte entro l'anno.

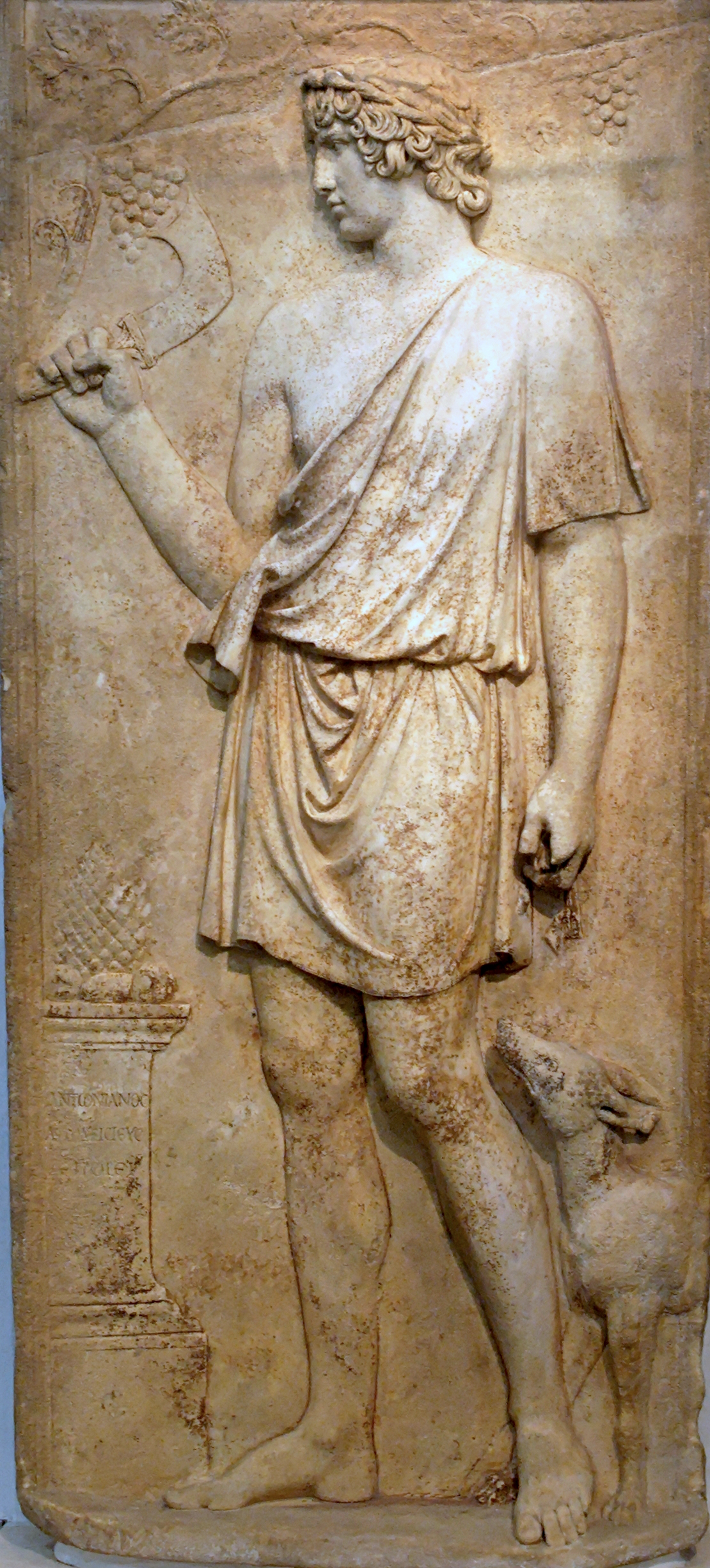
Antinoo come Silvano al Museo nazionale romano

Una possibilità è che sia stato ucciso in una congiura di corte; Lambert però ne attesta l'alta improbabilità in quanto manca qualsiasi prova storica a sostegno e anche perché Antinoo ha sempre apparentemente esercitato ben poca influenza sulle scelte e decisioni politiche di Adriano, ciò pertanto significa che un suo assassinio sarebbe servito a ben poco. Da un punto di vista moderno non si possono tuttavia del tutto escludere intrighi di palazzo, magari con l'intervento indiretto della moglie dell'imperatore, che certamente non sarebbe rimasta particolarmente addolorata dalla morte di colui che le contendeva l'amore del marito.
Ma è stato anche suggerito che Antinoo sia morto nel corso di un volontario tentativo di castrazione; il rendersi cioè eunuco come unica maniera per poter mantenere un aspetto giovane e bello privo di forti caratterizzazioni sessuali maschili, proprio come piaceva a Adriano: anche qui però si sa che l'imperatore considerava assai negativamente ogni sorta di mutilazione sessuale, compresa la circoncisione religiosa eseguita dagli ebrei, e inoltre una tal operazione sarebbe risultata in parte inefficace in un'età compresa tra i 18 e i 20 anni, quella che aveva Antinoo al momento della morte.
Una terza possibilità pare asserire che la morte sia stata del tutto accidentale, col ragazzo ubriaco o assonnato dopo il banchetto serale che precipita fuori bordo a seguito di uno scossone dell'imbarcazione; ma anche qui le evidenze che ci giungono indicano che Adriano non abbia mai considerato la fine del giovane come frutto d'un banalissimo incidente, l'ha invece subito circondato di un'aura sacrale, quasi mistica, e ciò è quantomai sospetto.

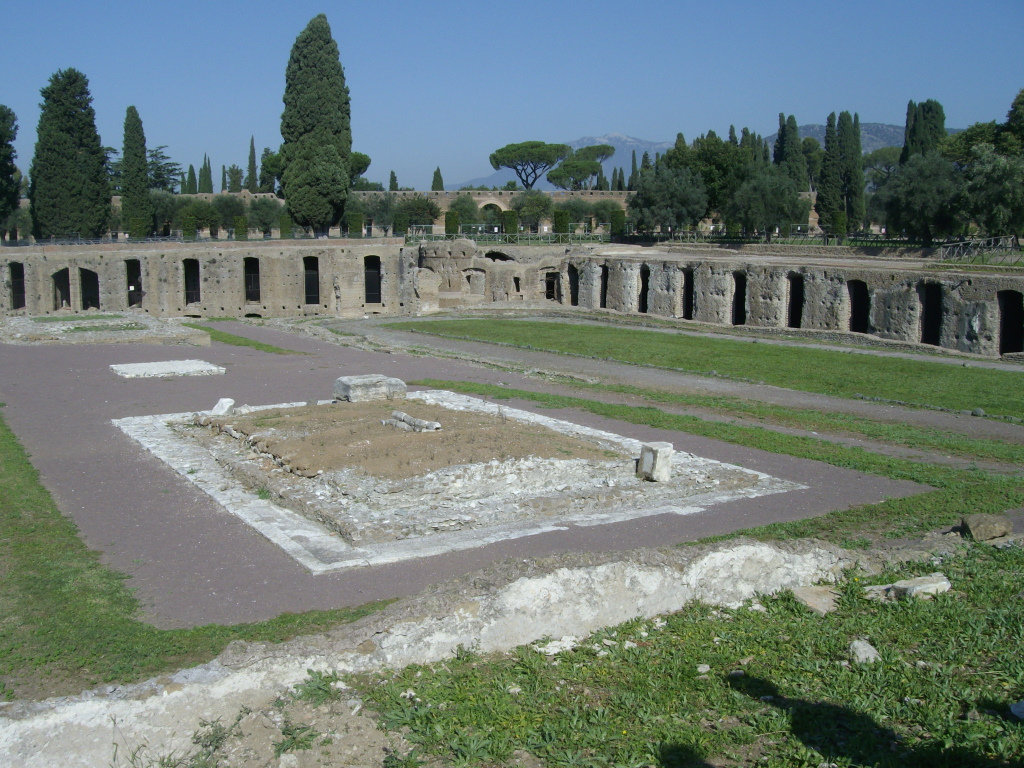
L'"Antinoeion" a Villa Adriana, presunto luogo di inumazione di Antinoo

Infine si può supporre che quello di Antinoo rappresentasse un sacrificio umano compiuto volontariamente. Una prova a tal riguardo ci viene dagli scritti di Cassio Dione Cocceiano: questi difatti sostiene che si fosse sacrificato spontaneamente in relazione a non meglio precisate pratiche magiche. Dione esprime la sua opinione 80 anni dopo l'evento, ma ciò sarebbe poi stato ripetuto in molte delle fonti successive; Sesto Aurelio Vittore aggiunge che il sacrificio serviva a prolungare la vita e la buona salute dell'imperatore.
Nel II secolo vi era la convinzione molto diffusa che la morte di una persona avrebbe potuto ringiovanire o ridare la salute a un'altra, e Adriano era malato e cagionevole da molti anni; in questo scenario, Antinoo avrebbe sacrificato sé stesso nella convinzione che il suo amato avrebbe potuto così recuperare le forze. In alternativa, nell'ambito della tradizione egiziana si riteneva che i sacrifici di maschi adolescenti al "Signore Nilo", in particolare al momento della festività che si svolgeva proprio in ottobre al signore dell'oltretomba Osiride, garantiva che il fiume alla sua piena successiva avrebbe dato un'alluvione abbondante e ciò sarebbe stato favorevole alla concimazione dell'intera valle; questo era reso ancora più urgente in quanto le inondazioni del Nilo nei due anni precedenti (129 e 130) erano state del tutto insufficienti per la produzione agricola complessiva necessaria a sfamare ampie zone imperiali.
In questa situazione, Adriano potrebbe non aver rivelato di proposito la causa reale della morte di Antinoo perché non voleva apparire agli occhi esterni fisicamente o politicamente debole. Per contro, a questa possibilità si oppone il fatto che ad Adriano non piacessero affatto i sacrifici umani: aveva difatti rafforzato le leggi contro questa pratica all'interno dei confini imperiali.
Altri ancora hanno sostenuto che si fosse suicidato per rimanere eternamente giovane, nel fiore degli anni e in perfetta bellezza, per non dover sopportare cioè di veder invecchiare e imbruttire il proprio corpo.
Come che sia, nella Historia Augusta Elio Sparziano (Vita Hadriani, cap. 14) cita la sua morte e il conseguente lutto dell'imperatore ("Adriano piange come una donnicciola"), e tutti gli onori che gli furono decretati.

#### L'Antinoeion
Il corpo venne inumato, ma ancora non si sa con precisione dove fu sepolto. Nelle iscrizioni e raffigurazioni presenti sull'obelisco del Pincio viene citata - secondo alcune interpretazioni - la sua sepoltura, che doveva situarsi in un giardino di proprietà dell'imperatore; la si è voluta identificare con i resti di un edificio scoperti nella "Vigna Barberini" sul colle Palatino e che furono più tardi trasformati nel tempio dell'Elagabalium dall'imperatore adolescente di origine siriana Eliogabalo. Fu forse proprio in questa occasione che l'obelisco venne fatto trasportare nell'anfiteatro castrense dove fu poi rinvenuto nel 1630 spezzato in tre.
Nel 1998 gli archeologi hanno sostenuto che i resti monumentali appena scoperti all'interno della Villa Adriana a Tivoli fossero quelli della tomba di Antinoo, o comunque di un tempio a lui dedicato, anche se poi ciò è stato messo in discussione sia per la natura inconcludente dei resti archeologici sia per la testimonianza proveniente dalle fonti patristiche (Epifanio e Clemente di Alessandria), indicante che Antinoo fu sepolto nel tempio dedicatogli ad Antinoopolis, la città egiziana fondata in suo onore.
Tuttavia alla fine del 2005 è stato annunciato il ritrovamento di un monumento funerario, l'"Antinoeion", presso l'ingresso di Villa Adriana. È allo studio l'ipotesi che l'obelisco possa essere stato in origine collocato in - o destinato a - questa tomba, che ha molte probabilità di essere quella di Antinoo (o almeno un cenotafio a lui dedicato).

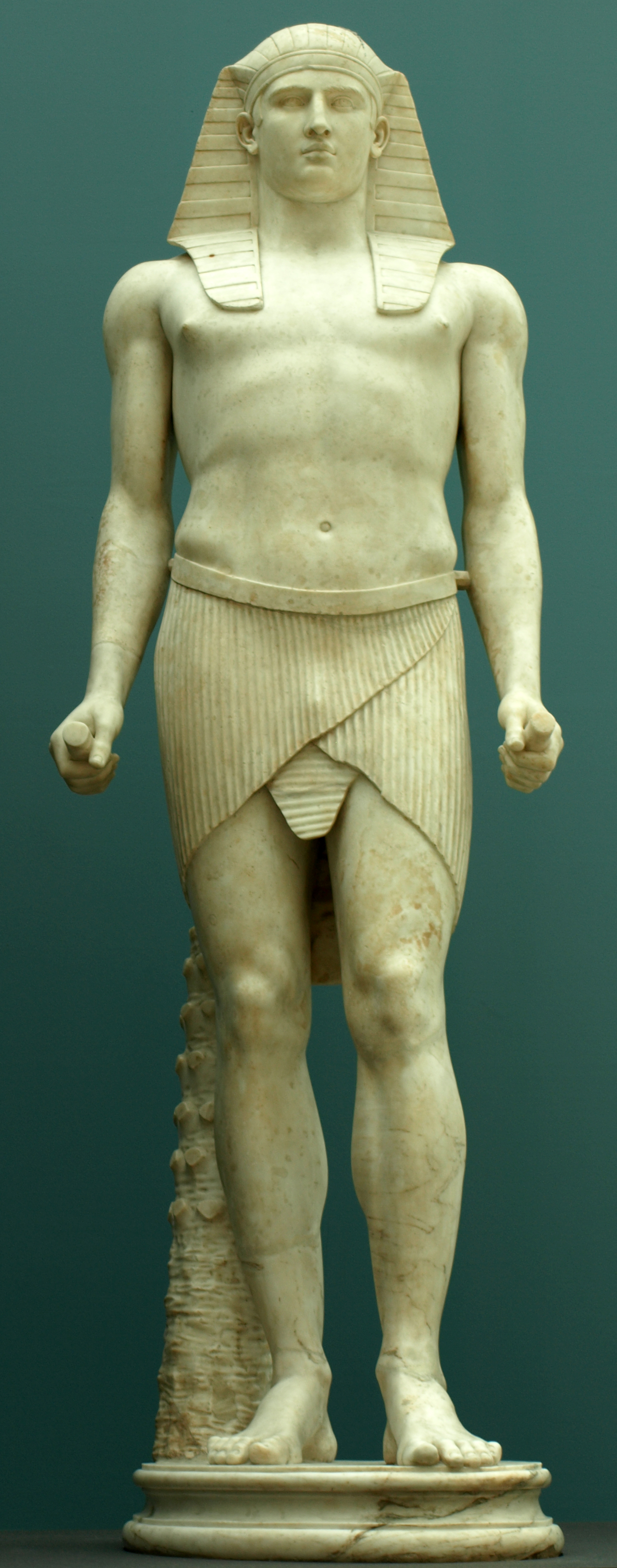
Antinoo come Osiride

## L'Apoteosi: deificazione e culto
(Elio Sparziano Historia Augusta 14)
Adriano rimase devastato dalla morte di Antinoo, sperimentando forse anche una certa qual forma di rimorso; la casta sacerdotale egizia, su suo ordine preciso e diretto, divinizzò immediatamente il giovane identificandolo con Osiride, ciò a causa delle modalità in cui era avvenuta la sua tragica scomparsa. Inoltre, sempre in linea con l'abitudine egiziana, il corpo fu imbalsamato e mummificato; il lungo processo che richiede la mummificazione potrebbe ben spiegare il motivo per cui l'imperatore si attardò senza altre apparenti motivazioni in Egitto fino alla primavera successiva.
Adriano proclamò così l'essenza divina di Antinoo e annunciò nel contempo che avrebbe dovuto essere costruita una città, da far sorgere esattamente sullo stesso luogo dov'era avvenuta la morte del giovane, in commemorazione di lui e che si sarebbe chiamata Antinopoli.
La deificazione degli esseri umani non era cosa così rara nel mondo classico, ma la divinizzazione pubblica e formale era un privilegio riservato solamente all'imperatore e ai membri della sua famiglia; quindi la decisione di Adriano di dichiarare Antinoo un dio e di creare un culto formale a lui dedicato era cosa quantomai insolita: lo fece inoltre senza il permesso che avrebbe dovuto essere accordato dal Senato romano previa consultazione.
Per questo motivo, benché il nuovo culto fosse correlato al culto imperiale ufficiale, ne rimase al tempo stesso separato e distinto.
Non si conosce con certezza il luogo di sepoltura; si è sostenuto che parte delle reliquie siano state conservate in un santuario situato nei pressi della nuova città egizia a lui dedicata, ma questo non è ancora mai stato identificato con precisione. Tuttavia un obelisco giunto fino a noi contiene una scritta indicante che il corpo del ragazzo fu sepolto nella villa di campagna dell'imperatore, a Tivoli, villa Adriana.
Non è del tutto chiaro fino a che punto Adriano credesse sinceramente al fatto che il suo amante fosse diventato un dio; la creazione di un culto organizzato avrebbe anche potuto avere motivazioni almeno in parte politiche, col compito di sancire la lealtà personale nei confronti dell'imperatore. Nel mese di ottobre di quello stesso 131 Adriano giunse difatti ad Atene e poco dopo istituì il Panhellenion, un tentativo istituzionale di promozione dell'auto-coscienza greca; doveva sradicare le faide endemiche interne presenti ancora tra le città-stato e promuovere il culto degli antichi dei: essendo egli stesso greco, il "dio Antinoo" ben si prestava quindi ad aiutare la causa imperiale, rappresentando egli stesso un simbolo di unità pan-ellenica. Ad Atene Adriano istituì anche una celebrazione festiva che si doveva tenere in onore di Antinoo nel mese di ottobre, le Antinoeia.
La sua immediata divinizzazione dopo la morte, come detto solitamente riservata agli imperatori e ai membri della famiglia imperiale, assieme alla forte caratterizzazione egizia del suo culto, ne fanno un caso unico nella storia dell'impero romano. Secondo una tradizione religiosa greco-egiziana la morte per immersione comportava la divinizzazione; le iscrizioni e raffigurazioni presenti sull'obelisco del Pincio identificano Antinoo con gli dei egizi.

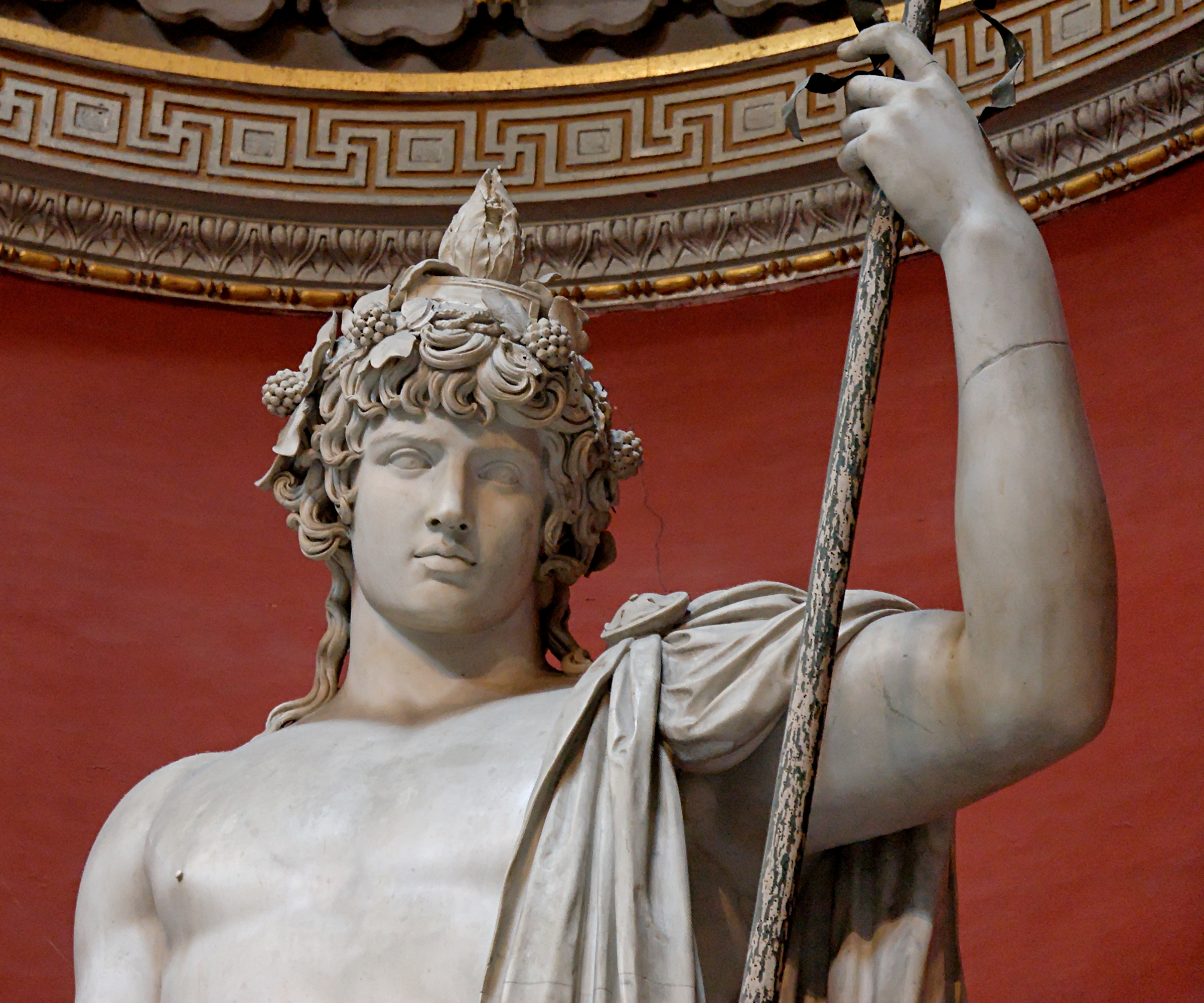
Antinoo nelle vesti di Bacco, particolare

Anche gli otto tondi adrianei reimpiegati sull'Arco di Costantino, dove viene più volte raffigurato il giovane, potrebbero provenire dal monumento funerario.
Antinoo è stato interpretato in maniera diversa dai suoi vari fedeli, in parte a causa di varianti regionali e culturali. In alcune iscrizioni viene identificato come un eroe divino, in altri come un dio vero e proprio; in molte iscrizioni egizie egli è descritto sia come un eroe sia come un dio, mentre in altri ancora è stato spesso veduto e inteso come un daimon-demone greco. Le iscrizioni indicano che Antinoo è stato percepito principalmente come una divinità benevola, che portava aiuto ai suoi adoratori; è stato visto anche come vincitore della morte, con il suo nome e la sua immagine spesso incisi nelle bare.
Anche a Eleusi, i cui misteri avevano ripetutamente interessato Adriano, fu venerato come Iacco ed ebbe giochi in suo onore. Un'iscrizione proveniente dal tempio di Iside in Campo Marzio a Roma afferma che lì vi si trovava un altare sacro a Antinoo (il quale in qualità di Osiride veniva considerato compagno della Dea). A Tivoli un'altra iscrizione lo paragona alla divinità protoceltica della luce Belanu o Beleno assimilato a Apollo. Anche nel porto di Ostia vi fu un analogo tempio in cui il giovane viene associato al dio italico della vegetazione Vertumno. Infine, a Lavinio, veniva sacrificato congiuntamente a Diana e a Antinoo.

L'ossessione per l'immagine di Antinoo, che caratterizzò la vita dell'imperatore Adriano dopo la morte del giovane amante, e la profusione di statue a lui dedicate a questo scopo, rendono il viso del giovane bitino uno dei meglio conservati dell'antichità, presente su busti, statue, gemme, bassorilievi, disegni e incisioni: senza dubbio un caso unico nella storia dell'arte di tutti i tempi di conservazione della memoria di un volto in nome dell'amore di un uomo nei confronti di un altro uomo.

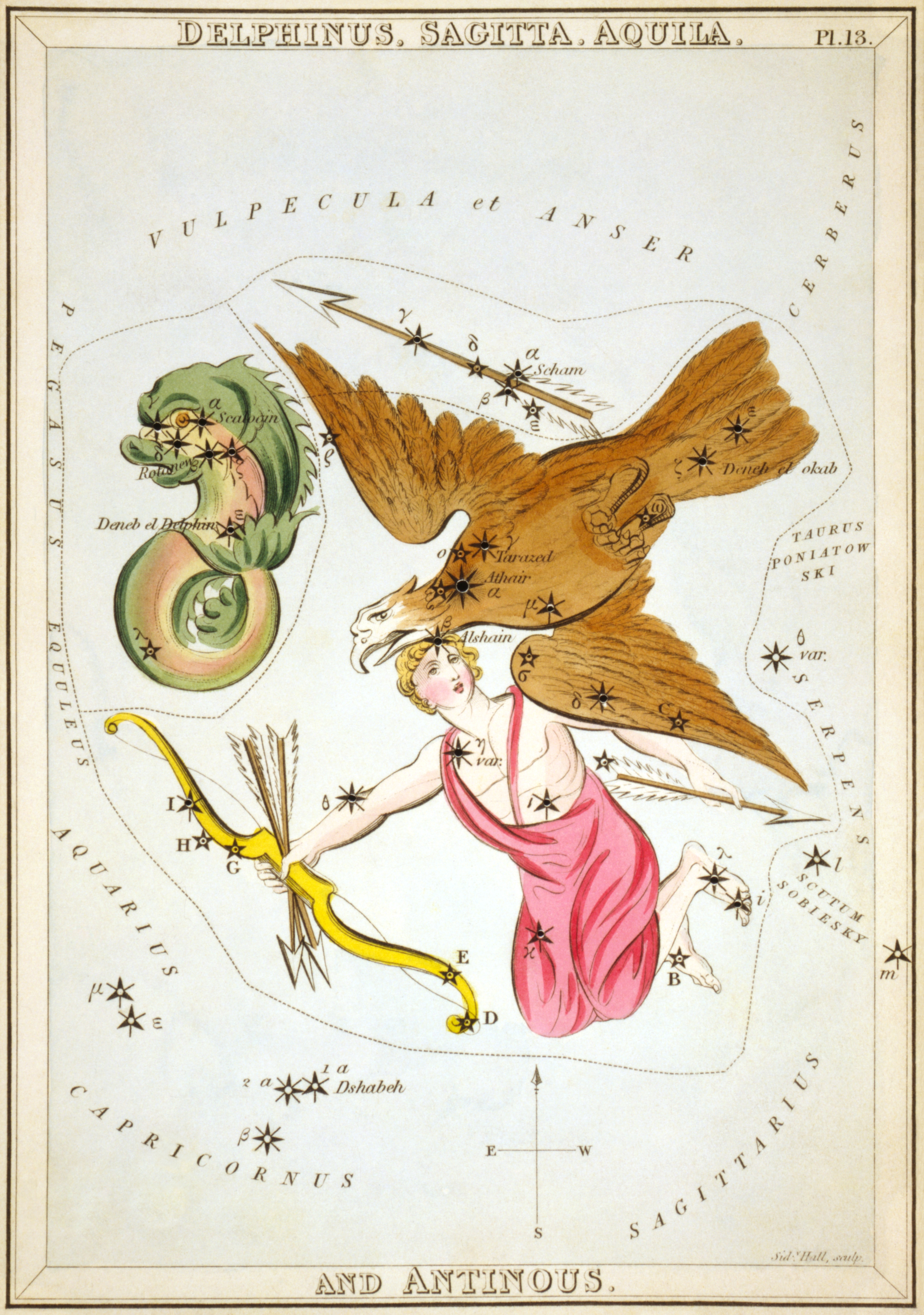
La costellazione dedicata ad Antinoo è rimasta ben visibile in cielo per quasi due millenni, per scomparire solo quando le costellazioni sono state formalizzate dall'International Astronomical Union nel 1930

### La costellazione
(Elio Sparziano Historia Augusta 14)
Antinoo fu commemorato da Adriano anche con l'attribuzione delle stelle a sud della costellazione dell'Aquila, che presero da allora il nome di "Antinous", raffigurato qui mentre sta per essere sollevato in cielo da un'aquila (come fece Zeus con Ganimede); è giunto inoltre ad associare, come già detto, il loto roseo che cresceva sulle rive del grande fiume Nilo come il "fiore di Antinoo".
Elio Sparziano nella Historia Augusta afferma che l'imperatore tributò all'anima dell'amato ogni sorta di onori, sino al suo catasterismo, ovvero la metamorfosi in una stella; fu uno studioso di astrologia a veder apparire del tutto inusitatamente nel cielo notturno un nuovo "astro errante" in congiunzione con la fase di luna crescente: lì con tutta evidenza doveva essere stato portato il Ka di Antinoo. A trasportarne in cielo l'anima sarebbe stato il dio greco Zefiro, lo stesso ministro di Afrodite che vi condusse anche la Chioma di Berenice a quanto afferma Callimaco.
Tale stella, raffigurata a sette punte, la si può vedere in una varietà di monete emesse dalle città di Nicopoli del Ponto, Calcedonia e Hierapolis. Alcune delle monete calcedonesi rappresentano il giovane dio in groppa a un grifo volante, mentre altre provenienti da Corinto lo mostrano a cavalcioni del cavallo alato Pegaso.
Fu Claudio Tolomeo nel suo Almagesto (scritto vent'anni circa dopo l'annegamento del ragazzo) a riportare il nome di "Antinoo" per la costellazione un tempo detta di Ganimede, ossia quella posta appena sotto l'Aquila - rappresentazione di Zeus - e vicino alla Freccia - dai più ricollegata al dio Eros -: la saetta stellare che colpì diritto al cuore il re degli dèi non appena vide il bellissimo ragazzo troiano, la stessa che colpì l'imperatore davanti al ragazzo bitinio.
Raggruppati gli uni vicino agli altri, gli astri della costellazione di Antinoo figurano come un piccolo ammasso luminoso intrappolato fra gli artigli dell'Aquila: Antinoo era così divenuto il nuovo Ganimede.

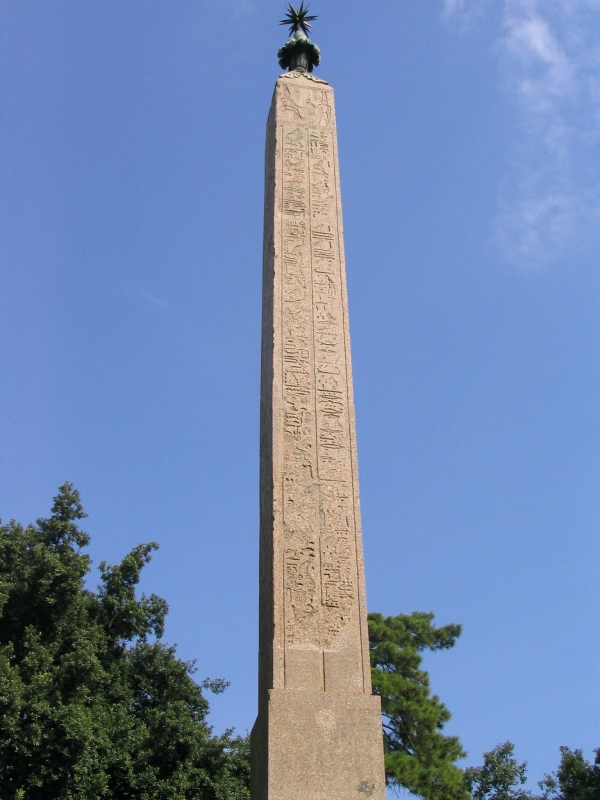
L'Obelisco del Pincio con le iscrizioni in geroglifico che narrano dell'avvenuta deificazione di Antinoo

### L'obelisco
Rappresentato in numerosissime sculture (dove fu raffigurato nella veste di molte divinità, quali Dioniso e Ermes) e su monete, è anche citato in fonti epigrafiche. Un obelisco, il cosiddetto obelisco di Antinoo con iscrizioni in caratteri geroglifici, a lui dedicato, fu ritrovato nel XVI secolo e successivamente (nel 1822) innalzato a Roma sul Pincio dal papa Pio VII.
L'obelisco, alto 9 m, oggi a Roma nei giardini del Pincio, proviene certamente da un monumento funerario andato perduto, un cenotafio, cioè una tomba “vuota”, sacro a Antinoo; si crede possa trattarsi di uno dei due obelischi presenti, similmente a quelli posti a ornamento del Mausoleo di Augusto, all'ingresso di un tumulo funerario dedicato all'amasio dell'imperatore: il monumento porta, in caratteri geroglifici e su tutti i lati, una lunga iscrizione che commemora il diletto dell'imperatore, narrando le fasi delle sue esequie e descrivendo le cerimonie proprie del suo culto.
Antinoo è rappresentato nei rilievi della sommità dell'obelisco nell'atto di ricevere gli onori divini dalle divinità egizie. Sul lato sud, si vede il dio Ammon-Ra seduto in trono mentre regge un ramo di palma che termina in una rana (simbolo di "centomila anni", sinonimo di eternità): davanti a lui vi è un altare con vasi e del pane, mentre Antinoo con lo stesso copricapo regge nella mano un occhio simbolico. L'iscrizione afferma: "Io ti consegno il titolo a te spettante". Lo stesso lato presenta una preghiera rivolta da Osiride-Antinoo, il cui cuore è in grande festa, dopo che ha riconosciuto il proprio corpo dopo la sua risurrezione, e che ha visto suo padre Ra..
A est il dio Thot, col capo a forma di ibis (uccello del Nilo datore di vita e felicità), siede sopra un trono e ha davanti a sé un altare con vasi e del pane: di fronte a lui Antinoo, col copricapo del dio Socharis, divinità funeraria memfitica a testa di falco, porge un vaso e il simbolo egizio della vita. Thot gli dice: "Io ti do feste per migliaia di anni". Sul lato nord Antinoo si trova davanti a Horus, con la testa a forma di falco, con lo stesso atteggiamento presente negli altri lati. Il fianco ovest manca della figura del dio, ma vi si può riconoscere il ramo di palma con la rana, il solito altare e sempre il giovane appena divenuto dio rappresentato con la stessa iconografia precedente.

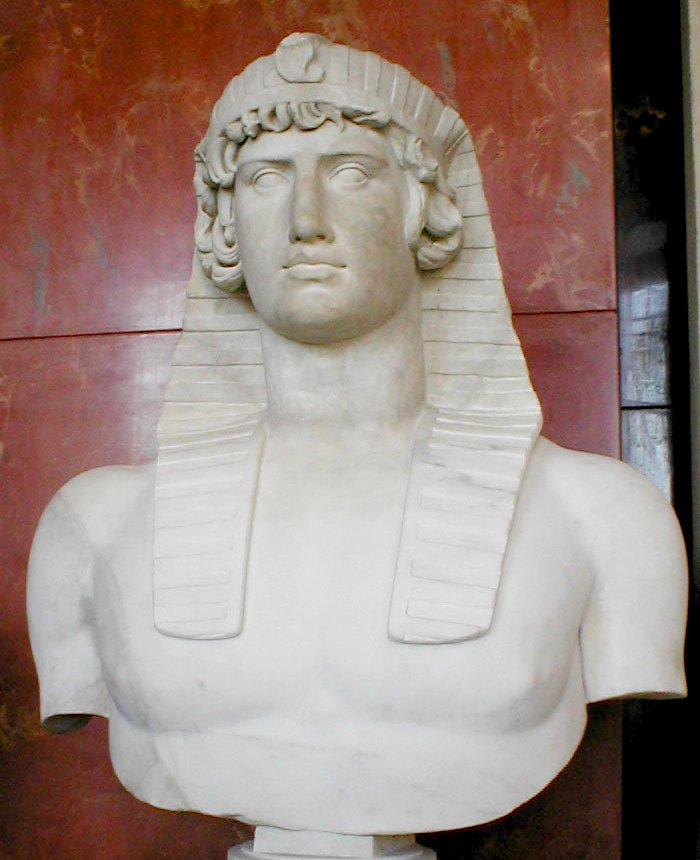
Busto di Antinoo nelle vesti di Osiride

### La città: Antinoopolis
La città di "Antinoopolis" fu eretta sul sito di un villaggio, un po' più a sud di Besa e quasi di fronte alla grande Ermopoli. Tutti gli edifici preesistenti furono rasi al suolo e sostituiti, con l'eccezione del tempio di Ramses II. Adriano ha indubbiamente avuto anche delle precise motivazioni politiche per la creazione della nuova città, che doveva essere nelle sue intenzioni il primo grande centro urbano filo-ellenico nella regione del medio Nilo, servendo in tal maniera anche come una sorta di baluardo della cultura greca in terra egizia.
Per incoraggiare gli Egiziani a integrarsi con questa cultura importata, permise ai cittadini greci ed egizi di sposarsi tra loro, permettendo inoltre alla divinità principale precedente, Bes, di continuare a essere adorata a Antinopoli accanto alla nuova divinità primaria, Osiride-Antinoo. Incoraggiò a tal fine i greci provenienti dall'estero a stabilirvisi, adottando anche vari incentivi a loro favore. La città è stata progettata su un piano a graticola tipico dei siti urbani ellenici, impreziosita da colonne e molte statue di Antinoo, con un grande tempio in onore alla sua acquisita divinità.
Adriano proclamò quindi i giochi, tenuti presso la città nella primavera del 131, espressamente indetti per la commemorazione di Antinoo e che si sarebbero conosciuti con la denominazione di "Antinoeia"; questi si tennero annualmente per diversi secoli e le loro celebrazioni divennero l'evento più importante nella terra dei faraoni: erano incluse gare atletiche, corse con i carri e attività equestri, oltre a festival artistici e musicali con vari premi tra cui la cittadinanza, forti somme di denaro o un vitalizio, a scelta.
Antinopoli ha continuato a crescere e svilupparsi anche per tutta l'età bizantina ma ha mantenuto, anche dopo essere stata cristianizzata con la conversione ufficiale dell'imperatore Costantino, una stretta associazione con le pratiche magiche e occulte anche per i tempi a venire.
Col trascorrere dei secoli, una quantità innumerevole di pietre della città è stata rimossa per permettere la costruzione di abitazioni e moschee a seguito della penetrazione musulmana nel paese. Nel XVIII secolo le sue rovine erano ancora ben visibili, come registrano i viaggiatori europei.'; ne fanno testimonianza un missionario gesuita, tal Sigard, ivi giunto nel 1715, e il geometra Edme François Jomard (curatore della Description de l'Égypte) che vi si recò attorno al 1800, durante la campagna d'Egitto di Napoleone Bonaparte.
Tuttavia nel corso del XIX secolo fu quasi interamente distrutta dalla produzione industriale locale, col gesso e il calcare riutilizzati in massa, mentre la pietra è stata usata per la costruzione della vicina diga e di uno zuccherificio.

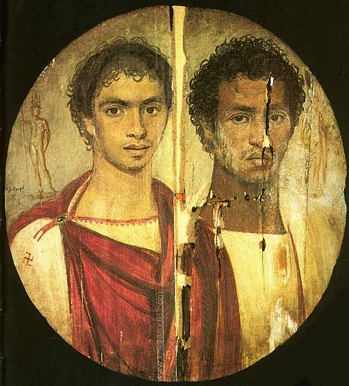
Ritratto funebre proveniente da Antinopoli dei due fratelli/amanti del culto di Antinoo, facente parte dei cosiddetti ritratti del Fayum. Pittura a tempera su pannello di legno (II secolo), conservato al museo egizio del Cairo

#### Il ritratto degli adepti-amanti del culto di Antinoo
Nella città fondata in suo onore, durante gli scavi avvenuti nel primo Novecento sotto l'egida di John Albert Gayyet, apparve un tondo funerale dipinto su tavola, assai realistico, che probabilmente rappresenta due amanti sepolti assieme. Anche se la storiografia tradizionale li ha identificati inizialmente come "fratelli", nonostante il fatto lampante che uno sia di un'etnia differente da quella dell'altro (uno più anziano con la pelle scura e i capelli crespi, l'altro un adolescente dalle fattezze greche) sembra che sia una coppia di amanti perché dietro il ragazzo imberbe appare una rappresentazione del dio Antinoo-Osiride, unica raffigurazione pittorica giunta fino a noi di una statua del giovane divinizzato.

### Diffusione del culto
Adriano volle diffondere il culto di Antinoo in tutti gli angoli dell'impero, concentrandosi maggiormente però nelle terre di lingua greca o comunque grecizzanti/ellenizzate. A partire dall'estate del 131, viaggiò in queste aree promuovendo il culto del suo amato, presentandone la figura in una forma di sincretismo associandolo al più familiare Ermes.
Durante una tappa a Trebisonda proclamò la fondazione di un tempio dedicato al messaggero divino, dove per la prima volta la divinità venerata era un Hermes-Antinous. Anche se fin dall'inizio Adriano ha preferito assimilare il giovane specificamente a Ermes, fu alla fine di gran lunga più ampia in tutto l'Impero la sua sincretizzazione con Dioniso. Il culto si diffuse anche attraverso l'Egitto e nel giro di pochi anni altari e templi dedicati al nuovo dio erano stati eretti a Ermopoli, Alessandria d'Egitto, Ossirinco, Tebtynis, Lykopolis e Luxor.

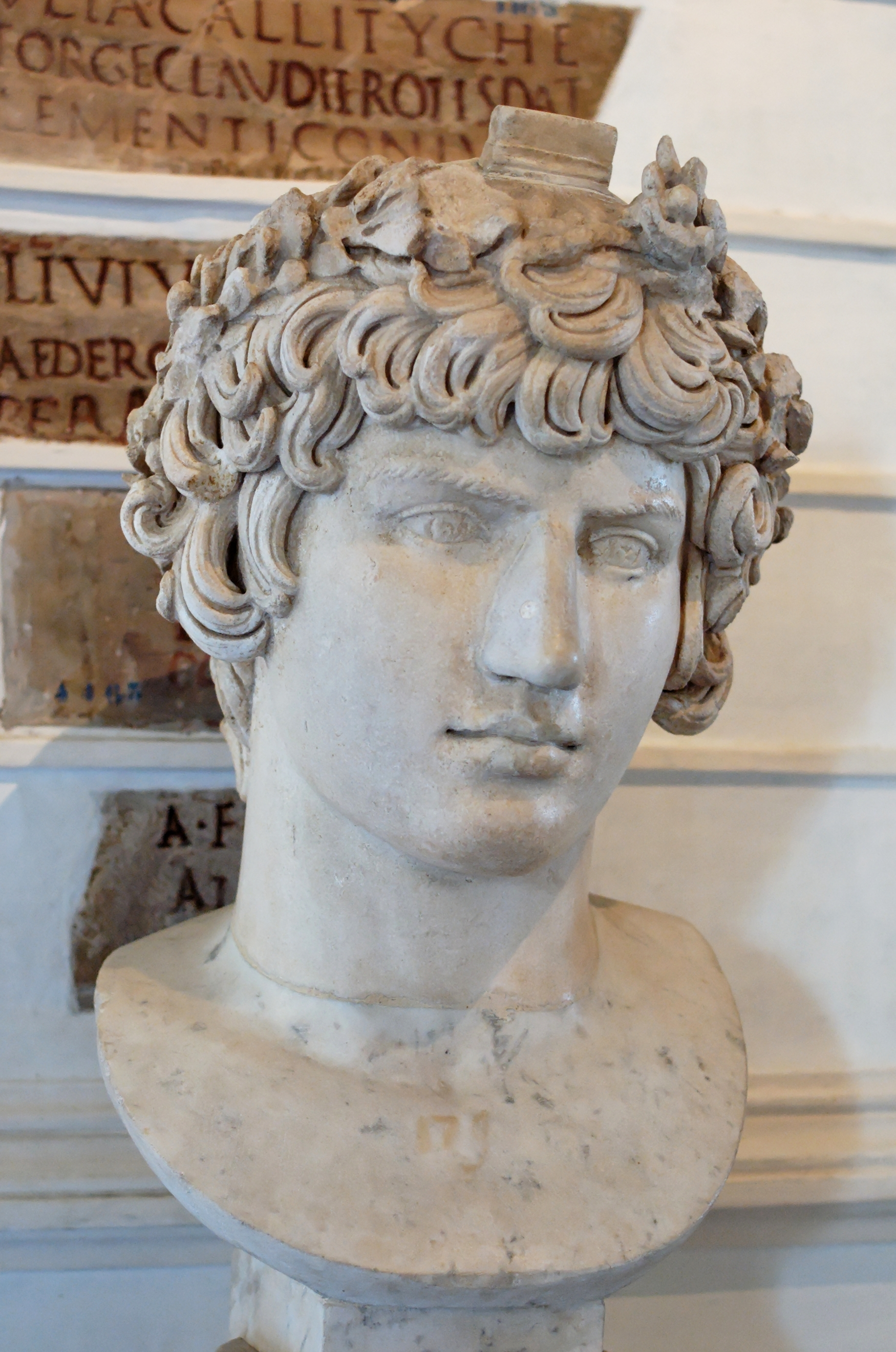
Testa di Antinoo-Bacco, conservata ai Musei capitolini

Il culto di Antinoo non raggiunse mai le proporzioni e i livelli delle divinità già consolidate a lui associate come Zeus, Dioniso, Demetra o Asclepio, o grandi come quei culti che stavano crescendo in popolarità proprio in quegli anni, come Iside e Serapide, ed era anche minore del culto imperiale ufficiale rivolto all'imperatore stesso. Si trovava tuttavia in grado di diffondersi in qualsiasi regione, con tracce del suo culto che sono state rintracciate in almeno 70 grandi centri urbani, anche se poi la forza di penetrazione nel tessuto sociale è stata di gran lunga maggiore in alcune regioni rispetto ad altre.
Sebbene l'adozione del nuovo culto fosse in alcuni casi attuata con l'intento primario di compiacere ed entrar così nelle grazie di Adriano, l'evidenza rende chiaro il fatto che fosse realmente popolare tra le più disparate classi sociali; parte del fascino era chiaramente costituito anche dal fatto che un tempo il dio-Antinoo fosse stato un comune essere umano egli stesso, come tutti. Per questo era più facilmente riconducibile all'esperienza quotidiana dei cittadini rispetto a molte altre divinità. In Egitto e a Atene, in Macedonia e in Italia i neonati cominciarono sempre più frequentemente a prendere il suo nome.
Almeno 28 templi dedicati al culto di Antinoo furono costruiti in tutto l'Impero, anche se la maggior parte di essi era abbastanza modesta per dimensioni e design; quelli presenti a Tarso, Alaşehir, e Lanuvium consistevano di un portico a quattro colonne. È probabile tuttavia che quelli in cui Adriano era direttamente coinvolto, come per esempio Antinopoli, Bithynion e Mantinea, fossero decisamente più ampi; nella maggior parte dei casi santuari e altari venivano eretti in prossimità di preesistenti templi rivolti al culto imperiale o dedicati a Ermes e Dioniso.
Gli adoratori avrebbero presentato offerte votive alla divinità presso questi altari; sono attestati cibo e bevande in terra egizia, mentre libagioni e sacrifici erano più comuni in terra greca. I sacerdoti del dio supervisionavano il tutto e le iscrizioni pervenuteci tramandano i nomi di alcuni di loro; vi sono infine prove di oracoli presenti in alcuni dei suoi templi.
Le opere scultoree dedicate al ragazzo-dio si diffusero a macchia d'olio, con Adriano stesso che deve con ogni probabilità aver approvato un modello di base effettivamente somigliante al suo amato, seguito dai vari scultori. Queste statue e mezzibusti furono prodotte in gran quantità, con stime approssimative che le quantificano nel numero di almeno duemila: a noi ne è giunto poco più di un centinaio, 44 delle quali rinvenute in Italia, di cui la metà a Villa Adriana, mentre 12 sono state rinvenute tra Grecia e Asia minore e 6 in Egitto, tutte le altre infine sparpagliate nelle altre regioni, dalla Siria alla Macedonia all'Africa e all'Illiria.

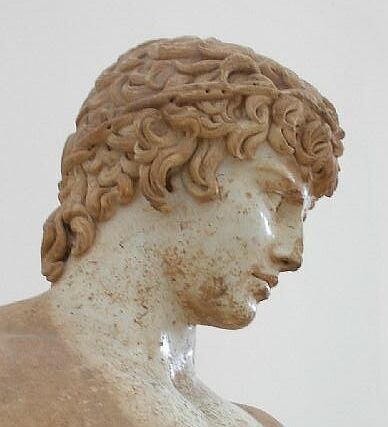
Particolare dell'Antinoo delfico nella sua qualità di divino efebo, trovato nel tempio di Apollo a Delfi e conservato al museo archeologico di Delfi

In più di 30 città dell'Impero, la maggioranza in Grecia e in Asia Minore, vennero emesse monete raffiguranti Antinoo, soprattutto tra gli anni 134 e 135. Molte di queste furono espressamente progettate per essere utilizzate come medaglioni piuttosto che come valuta; alcune mostrano un foro, praticato affinché fosse possibile portarle al collo come talismano. La maggior parte della produzione di questi manufatti cessò poco dopo il 138, anche se tali elementi continuarono a venir utilizzati dai suoi seguaci per diversi secoli.
Giochi in onore di Antinoo iniziarono a tenersi in almeno nove grandi città e includevano componenti sia atletiche sia artistiche. I giochi a Bythynion, Antinopoli e Mantinea erano ancora in piena attività all'inizio del III secolo, mentre quelli a Atene e Eleusi erano ancora celebrati nel 266-267. Voci diffuse in tutto l'Impero volevano che al centro del culto per Antinoo a Antinopolis vi fossero state delle "Notti sacre" caratterizzate da gozzoviglie e ubriachezza, tra cui forse anche orge sessuali.
Si trasformò in Attis, giovinetto dal cui sangue sbocciano le viole e il cui corpo rimane incorrotto per volontà della sua dea, madre e sposa, Cibele. Fu anche Adone, Narciso e Ermes, perché tutti i riti misterici si realizzano in lui: edera e grappoli d'uva, alloro e spighe, aghi di pino e pigne, fino al papavero, il fiore di Demetra simboleggiante la vita nella morte e la morte nella vita, che viene raggiunta attraverso l'ebbrezza delle celebrazioni misteriche.
Indossò l'himation a Eleusi; fu Apollo, come vediamo nella statua di Leptis Magna che lo raffigura col tripode delfico, o in quella ritrovata proprio a Delfi a fine Ottocento e che era posizionata proprio all'interno del tempio di Apollo. Ma fu anche Dioniso, come nell'Antinoo di Londra, in quello di Cambridge e in quello del Vittoriale. Apollineo e dionisiaco in lui si sono ricomposti come nella più perfetta tragedia greca.
Fu un pastore, ma anche un satiro, quasi un ermafrodito nel sensuale Antinoo Grimani, dai glutei perfettamente torniti. Fu Osiride, il dio egizio che nell'acqua del Nilo muore per poi rinascere. Al luogo in cui annegò fu dato il nome di Antinopolis, "la città di Antinous".

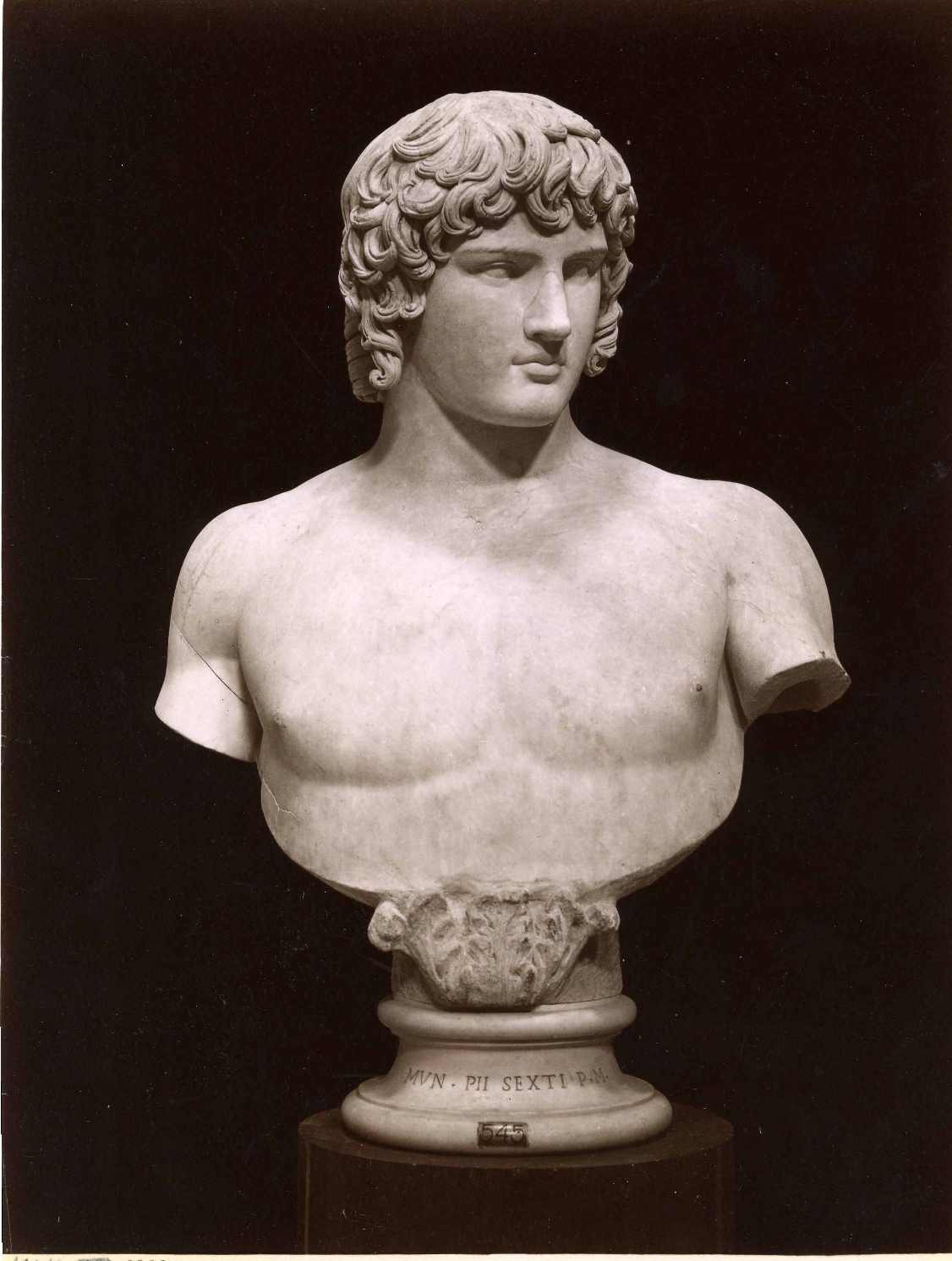
Busto di Antinoo ai Musei vaticani

### Condanna e declino
Il culto di Antinoo, basato su principi teologici essenzialmente greco-egiziani, può considerarsi l'ultima creazione cultuale, e anche mitica, del paganesimo; esso è basato sulla tradizione religiosa che voleva che la morte per immersione comportasse la divinizzazione seguita da apoteosi, ossia la risalita al cielo in mezzo alle altre divinità. Il gesto sacrificale, se tale fu, del ragazzo può ricollegarsi del resto anche al rituale del romano "devodere" ovvero la consacrazione: un gesto che in alcuni casi e specialmente in tempo di guerra fu risolutivo, come afferma anche lo stesso Tito Livio (Ad Urbe condita, VIII, 10).
In ogni caso il culto di Antinoo è stato criticato da molte personalità autorevoli, sia pagane sia cristiane; tra i critici anche seguaci di altri culti pagani, come Pausania Luciano di Samosata e l'imperatore Flavio Claudio Giuliano, passato alla storia come "l'apostata": tutti egualmente scettici circa l'apoteosi del giovane così intensamente amato da Adriano. Così pure gli oracoli sibillini che si rivolgevano la loro critica più in generale verso l'imperatore.
Anche il filosofo pagano Celso criticò il culto di Antinoo per come l'aveva recepito dalla "natura corrotta" dei devoti egiziani, sostenendo inoltre che incoraggiava comportamenti ritenuti immorali; e proprio per tali motivi lo aveva paragonato alla fede professata dal cristianesimo.
Ma com'era facilmente prevedibile, la maggiore opposizione al mito di Antinoo venne proprio dall'emergente cristianesimo, più esattamente dalla penna dei Padri della Chiesa, che videro in lui un riflesso della corruzione dei giovani: la relazione omosessuale fra Adriano e Antinoo fu oggetto di scherno da parte degli scrittori cristiani del tardo Impero, che sottolinearono il rapporto fra la turpitudine della relazione e la turpitudine dell'idolatria (un parallelo già presente nelle Lettere di Paolo).
Autori cristiani criticarono il culto religioso rivolto a Antinoo: Tertulliano, Origene, Girolamo e Epifanio di Costantinopoli lo interpretarono come rivale blasfemo del cristianesimo, insistendo nel rimarcare il fatto che il giovane fosse un semplice essere umano mortale, e nel condannare fermamente in quanto peccaminose le sue attività sessuali con Adriano. Essi associarono infine la religione di Antinoo con la magia nera, sostenendo che l'imperatore avesse voluto imporre il suo culto attraverso le minacce e la paura.
Ma, lungi dal distruggere il mito di Antinoo, i cristiani alimentarono la creazione di una nuova leggenda sopravvissuta in parte fino ai tempi recenti: l'immagine del giovane corrotto dall'imperatore e sottoposto ai suoi capricci sessuali prese forma attraverso uno stereotipo più raffinato, sviluppato soprattutto dal patriarca di Atanasio di Alessandria nella metà del IV secolo.
Durante le lotte tra cristiani e pagani avvenute a Roma per tutto il corso del IV secolo, i sostenitori di Antinoo si trovavano tra i membri del secondo gruppo; come conseguenza di ciò, il poeta cristiano Prudenzio denunciò il suo culto nel 384, proprio mentre una serie di sette contorniati raffiguranti Antinoo venivano emessi, sulla base dei disegni dei primi risalenti al II secolo.
La maggior parte delle immagini di Antinoo restò nei luoghi pubblici fino a quando venne emesso il divieto ufficiale di professare le religioni pagane sotto il regno dell'imperatore Teodosio I nel 391. Molte sculture di Antinoo furono distrutte dagli stessi cristiani, altre dalle tribù degli invasori barbari, anche se in alcuni casi furono poi nuovamente erette; la statua di Antinoo situata all'interno del tempio di Apollo a Delfi fu rovesciata e le furono spezzati gli avambracci, prima di essere di nuovo eretta altrove in una cappella.
L'attuale Basilica di San Giovanni Maggiore a Napoli è stata eretta su un preesistente tempio pagano con molta probabilità dedicato ad Antinoo.

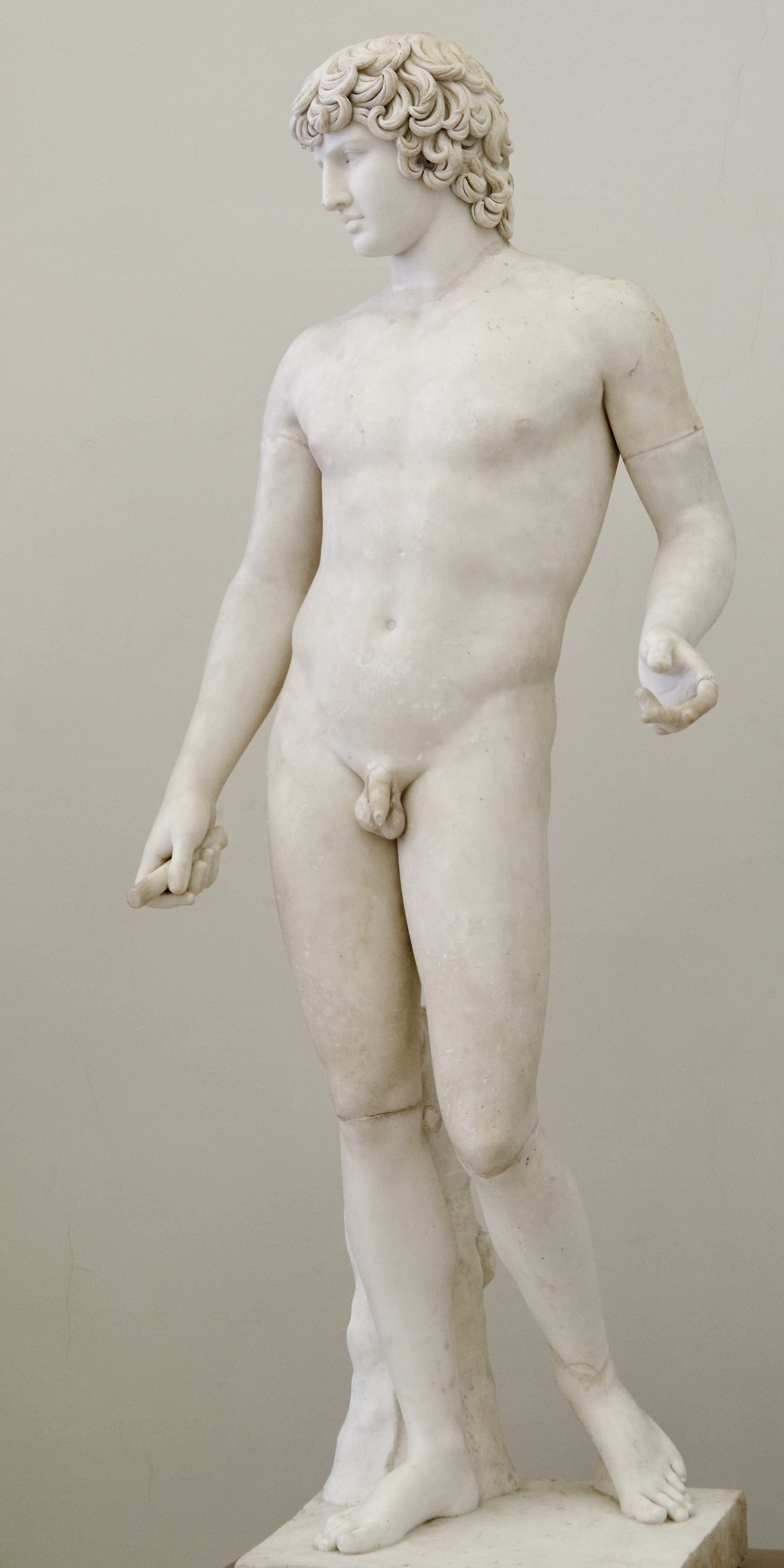
Statua dell'Antinoo Farnese nel Museo archeologico nazionale di Napoli (collezione Farnese)

## Rappresentazione nell'arte antica
Nonostante, come già sottolineato, fosse cosa assai infrequente che persone non appartenenti in forma diretta alla cerchia della famiglia imperiale venissero onorate in una maniera tanto speciale, numerosissime furono le rappresentazioni del giovinetto Antinoo. Ciò è straordinario soprattutto se si considera che il suo culto rimase ai vertici dell'attenzione pubblica solamente dal 130 al 138, ossia gli otto anni trascorsi dalla sua morte a quella dell'imperatore.
Non è chiaro se Antinoo fosse stato ritratto anche durante la sua vita; in ogni caso, tutte le raffigurazioni pervenuteci sono posteriori alla sua morte. Per quel che riguarda le sculture complete, si conserva oggi un centinaio di statue e busti di Antinoo, a cui si vanno ad aggiungere le circa 250 raffigurazioni su moneta o altre opere d'arte in miniatura, gioielli, cammei, tondi e bassorilievi ecc.
Sebbene Antinoo non avesse mai rivestito alcun incarico pubblico, i suoi ritratti mostrano l'idealizzazione simbolica delle caratteristiche fisiche individuali solitamente riservata all'iconografia di insigni personalità di rango pubblico. Oltre che per il loro numero considerevole, le opere colpiscono anche per la loro varietà iconografica, il cui unico parallelo possibile è quello con i ritratti ufficiali degli imperatori romani.
Il ricordo della sua bellezza è così sopravvissuto alla morte: il corpo marmoreo del bell'Antinoo come una valanga è arrivato dai "tondi adrianei" incastonati nell'Arco di Costantino fino alle colonne tortili dell'Antinoeion (venuto alla luce solo nel 2003), la sua tomba-tempio eretta nella residenza privata dell'imperatore, la Villa Adriana.
Adriano, come preso da una smania ossessiva, fece moltiplicare all'infinito gli idoli dell'amato: la sua immagine si offre oggi in decine e decine di ritratti scolpiti nel marmo bianco di Carrara, sempre uguali e sempre differenti, come il busto di Tivoli o quello della collezione Boncompagni-Ludovisi; oppure nel bronzo, come nel ritratto cinquecentesco di Guglielmo Della Porta, o nella quarzite rossa, come l'Antinoo-Osiride di Dresda, proveniente dalla collezione Chigi. Il suo volto si incide nelle monete, nell'onice, nella corniola dei gioielli e nelle piastre votive in terracotta.

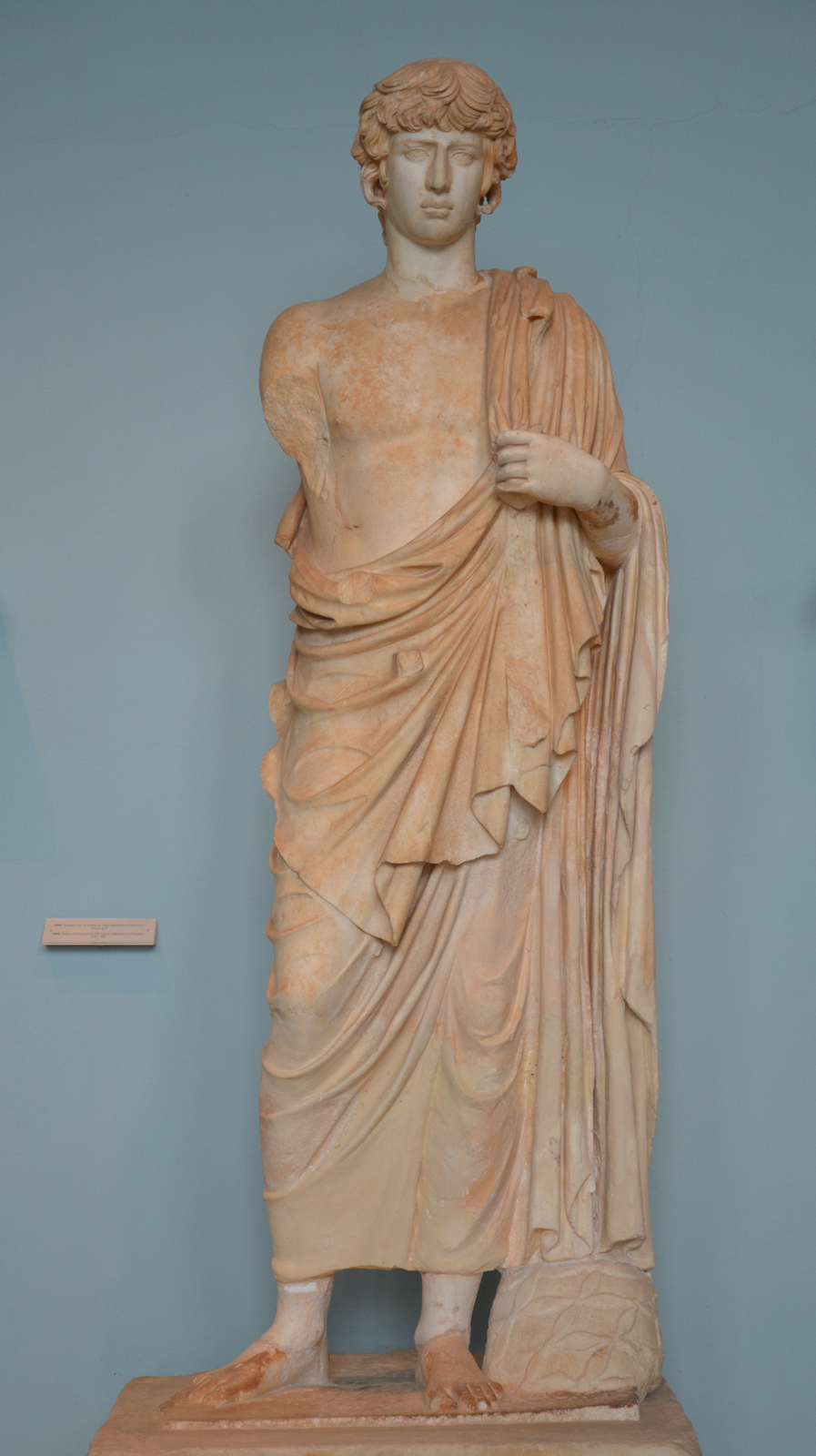
Antinoo come Asclepio (II secolo), Eleusi

### Nella scultura
Adriano si rivolse agli scultori greci per perpetuare la bellezza malinconica, in certo qual modo diffidente, e il corpo agile e sensuale del suo
ragazzo in quel processo creativo artistico che è stato descritto come l'ultima creazione indipendente dell'arte greco-
romana. Si presume che tali statue siano state tutte prodotte tra il 130 e il 138, data di morte dello stesso imperatore, basandosi sul fatto che con tutta probabilità nessun altro sarebbe stato interessato alla messa in opera dello stesso soggetto in seguito. L'ipotesi ufficiale è quella che i modelli venissero inviati a laboratori provinciali sparsi in tutto l'impero per essere copiati e riprodotti, consentendo la possibilità di variazioni locali.
Le caratteristiche peculiari estremamente distintive di queste sculture - un torace ampio quasi fosse affetto da gonfiore, una testa di riccioli arruffati, uno sguardo abbattuto e intenso - consentono loro di essere immediatamente riconosciute. Lambert ritiene che le sculture di Antinoo rimangono senza dubbio uno dei monumenti più elevati di tutto il mondo antico all'amore ideale ricondotto al concetto di pederastia, e li descrive anche come la grande creazione finale dell'arte classica
I ritratti di Antinoo furono modelli imitati per la raffigurazione di giovani personaggi in tutto il II secolo; molte altre sculture a lui estranee fecero riferimento ai suoi tratti caratteristici, tanto che in alcuni casi si è attuata una commistione così forte che risulta quasi difficile distinguere con certezza quali siano gli "Antinoo originali". A quanto ne dice la classicista Caroline Vou, le immagini che sono state identificate come raffigurazioni di Antinoo certe sono tra le più numerose tra quelle di qualsiasi altra figura dell'antichità classica, con le sole eccezioni di Augusto e dello stesso Adriano; il loro studio all'interno dell'ambito della scultura classica sembra inoltre esser stato particolarmente importante in quanto conteneva in sé la rara commistione di "mistero biografico e travolgente presenza fisica".

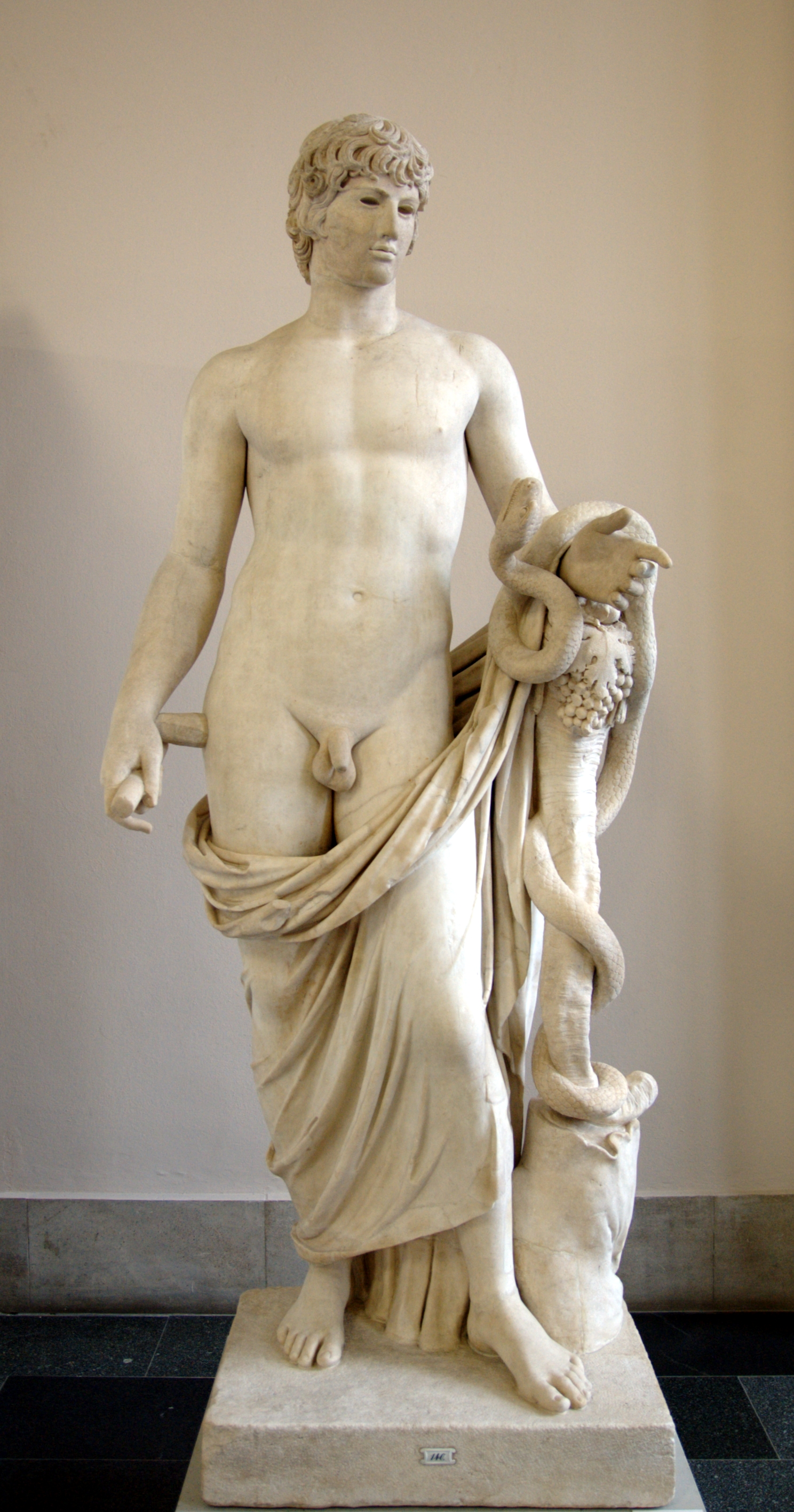
Antinoo come Agathodaimon, con cornucopia

Le sculture sono caratterizzate da lineamenti morbidi, leggermente arrotondati; le labbra sono spesse, ma la bocca non risulta comunque molto grande, mentre il naso si dirige diritto in direzione delle sopracciglia incurvate. L'aspetto è generalmente alquanto assente e, soprattutto, attraversato da un'aura malinconica che finisce col pervaderne l'intera persona. Particolarmente suggestivi sono i riccioli che cadono attorno al collo: a prima vista, questi possono apparire caotici, tuttavia, se si guarda più da vicino si viene a scoprire che essi seguono invece un ordine ben preciso e rigoroso.
Proprio a seconda di come venivano impostati i capelli si possono facilmente distinguere due stili diversi, il cosiddetto "tipo Mondragone" e il "ragazzo egiziano."
Mentre i volti delle statue sono molto simili tra di loro, per il resto del corpo si possono trovare grandi variazioni. È stato ipotizzato che la copia atta a far da prototipo a tutte le altre che ne sono derivate si basi su una statua di stile severo risalente alla prima fase del classicismo greco. Può essere che questo prototipo sia la scultura conosciuta come "Apollo del Tevere". Da questo modello classico si sarebbero prese diverse caratteristiche, per esempio la posizione eretta, la rotazione della testa e le proporzioni, in particolare quelle del busto.
Tuttavia, i ritratti contengono anche elementi che erano comuni al tempo di Adriano: le forme sono difatti più ampie e più arrotondate, il frontale è molto accentuato e il busto è completamente eretto. Per quanto riguarda la parte anteriore, i ritratti di questo tipo sono in linea con i canoni di scultura classica del tempo di Adriano. Chiaramente in questi ritratti la fusione tra elementi di classicismo e la scultura contemporanea dell'epoca sono un tentativo di coniugare l'ideale di bellezza giovanile entro un ritratto classico con dettagli naturalistici: mentre gli artisti greci del periodo classico generalmente eseguivano non ritratti reali ma immagini idealizzate, qui le immagini di bellezza ideale sono associate con le vere caratteristiche del defunto.
Le statue possedevano gli attributi delle divinità con le quali Antinoo doveva essere identificato o fuso: oltre a Dioniso e Osiride, anche Apollo, Ermes e Vertumno. Oggi molte di queste vengono conservate nei maggiori musei archeologici del mondo. Anche se possono nella gran parte dei casi essere considerate come delle immagini idealizzate, dimostrano in ogni caso ciò che tutti gli scrittori contemporanei hanno descritto, ossia la straordinaria bellezza che caratterizzava il ragazzo; seppur molte delle sculture siano immediatamente riconoscibili, alcune possono anche offrire significative variazioni in termini di morbidezza e di sensualità della posa, caratteristiche contrarie all'eccessiva rigidità statuaria e al tipico concetto di mascolinità.

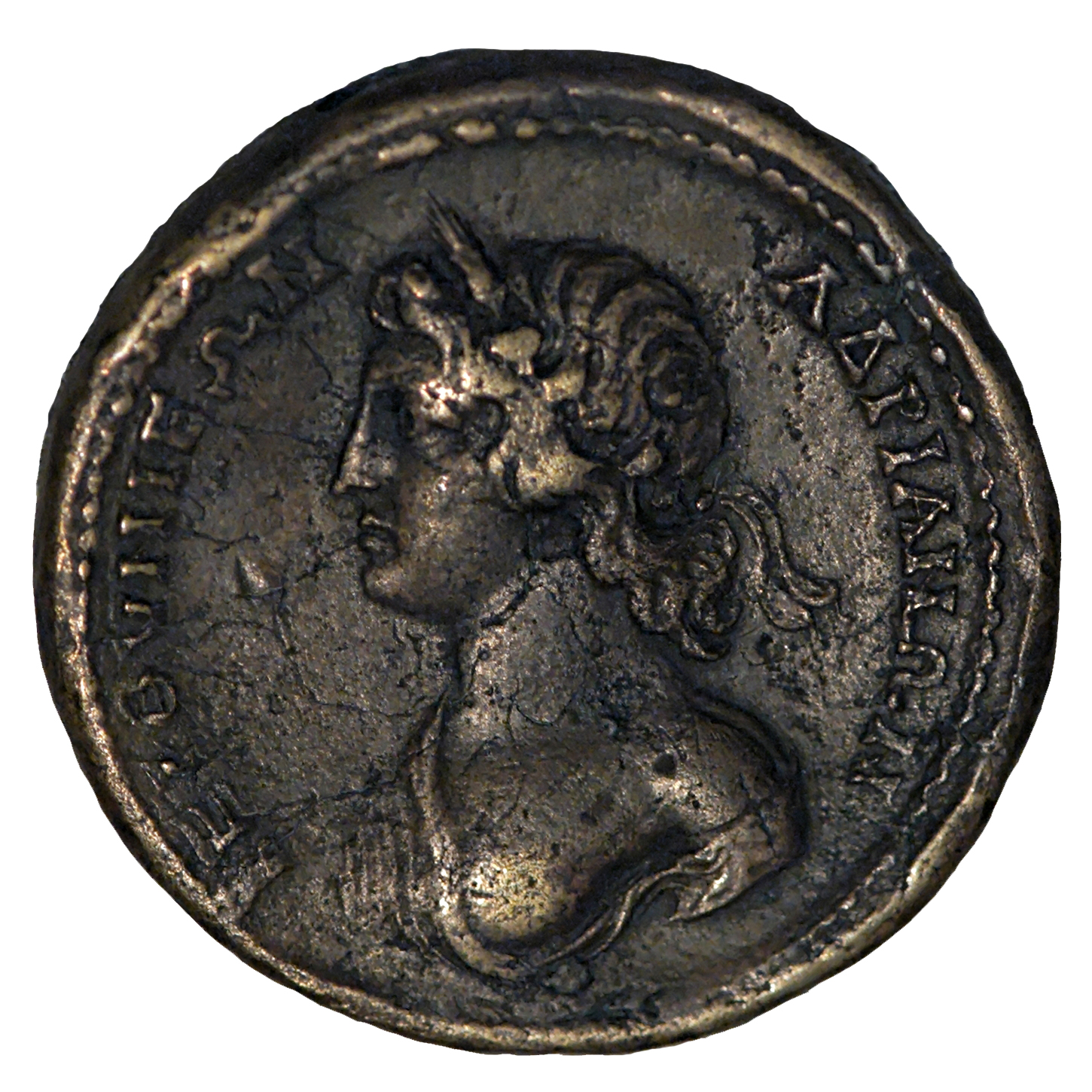
Medaglione in argento proveniente da Claudiopoli

### Nella numismatica
A partire dal 133-134 si vennero a coniare in varie città dell'oriente greco monete con il ritratto del giovane bitino; nella parte occidentale dell'Impero, invece, inclusa la capitale, non sembrano essercene state. Quelle coniate in Egitto includono la data locale, pertanto sono databili con una certa accuratezza; gli ultimi conii documentati risalgono all'anno della morte dell'imperatore avvenuta nel 138: si può quindi affermare che furono coniate monete recanti l'immagine di Antinoo per un periodo massimo di cinque anni.
Questo dimostra ancora una volta quanto grande dovesse essere il dolore di Adriano, che rappresentò l'amato con tanta caparbia frequenza e insistenza, ma anche in parallelo il gran rispetto che la figura del giovinetto aveva acquisito in Oriente, se in un periodo così breve furono coniate centinaia di tipi differenti di monete che raffiguravano la sua immagine. In generale i volti sulla valuta erano riservati all'imperatore, ai membri della famiglia reale o alle divinità: Antinoo fu quindi una deroga speciale, giustificata tuttavia dalla sua avvenuta apoteosi.

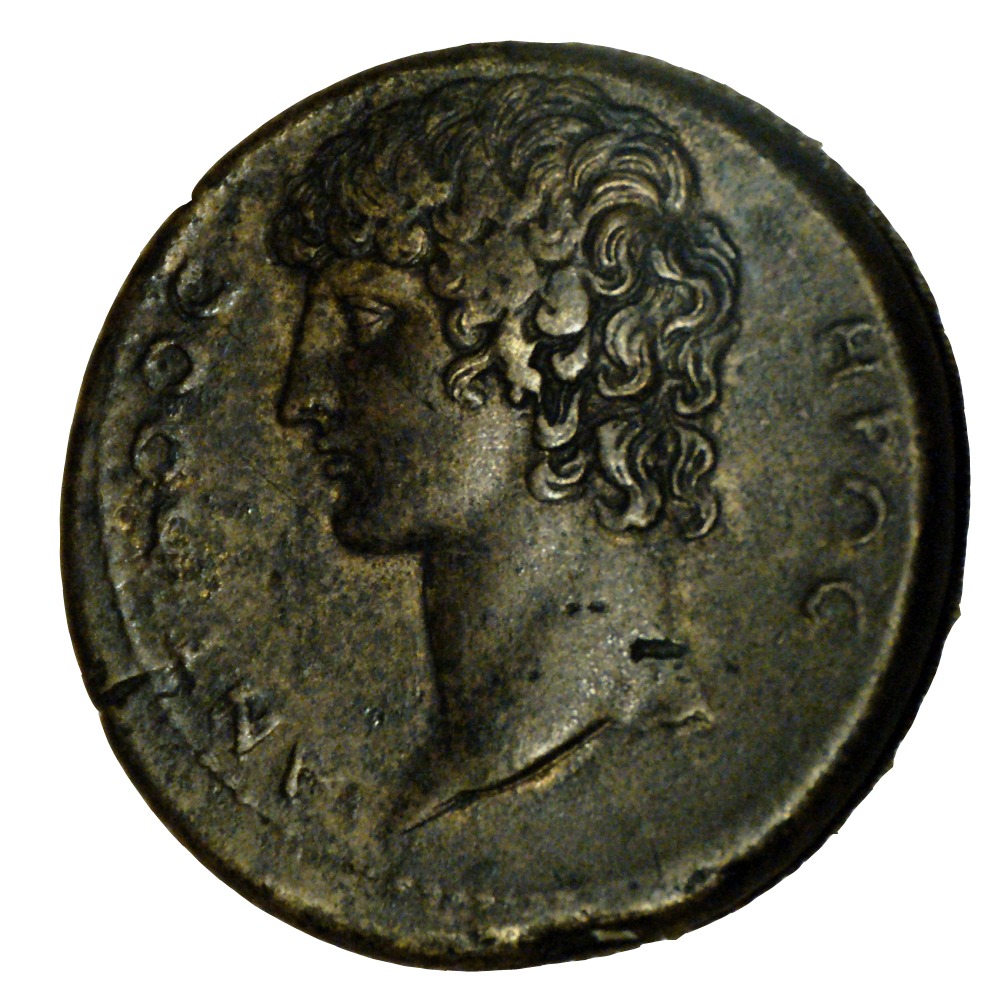
Medaglione di bronzo proveniente da Smirne

Il conio delle monete di Antinoo avveniva in vari centri focali, tra i quali la regione dell'Arcadia in Grecia , la Bitinia in Asia Minore, Alessandria d'Egitto; inoltre, valuta di più alta qualità venne emessa nella città di Smirne. Le monete furono coniate esclusivamente in bronzo e vi si possono distinguere tre tipologie diverse: la prima è costituita da quelle di maggior dimensione, con ritratti finemente lavorati, che hanno quasi l'aspetto di medaglie; la seconda tipologia corrisponde a valute inferiori, maggiormente ordinarie e di uso corrente; la terza infine da monete di più piccola taglia e qualità inferiore.
Generalmente la moneta mostra sul dritto la testa o il busto di Antinoo, mentre nell'iscrizione egli viene identificato come un eroe o un dio; i conii di Alessandria e Tarso omettono quest'iscrizione segnalando invece lo status divino del defunto con la corona egizia o con una stella, simbolo della natura divina del personaggio riprodotto, oltre che simboleggiante la stessa costellazione in cui si era trans-mutato.

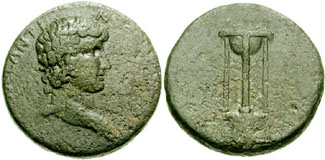
Moneta di Delfi

L'uniformità del recto contrasta con la maggior varietà iconografia del rovescio. Per esempio, nelle monete utilizzate a Cuma eolica sul retro appare Atena Promachos; in quelle emesse a Antiochia sul Cidno il dio Dioniso a cavalcioni di una pantera o la divinità fluviale locale, denominata Cidno; in quelle di Nicopoli è presente una visuale degli edifici e le porte cittadine o un toro, animale quest'ultimo presente anche nella monetazione di Mitilene a Lesbo. Anche in terra di Arcadia appare un toro sul retro, mentre a Delfi un tripode.
Più rari risultano i riferimenti diretti a Antinoo; nella sua città natale si vede accanto a un bue in fuga, caratterizzato come Antinoo-Hermes; a Tarso appare invece in qualità di Osiride-Dioniso. Tutti questi conii avrebbero dovuto anche e non da ultimo - nelle intenzioni delle città che li avevano emessi - mostrare di garantire in tal modo la loro fedeltà a Adriano, attirandosi così la benevolenza dell'imperatore. Gli stessi mitici fondatori delle città in questione sono spesso citati sulle monete, il che viene bene a rispondere a un intento con molta probabilità propagandistico.

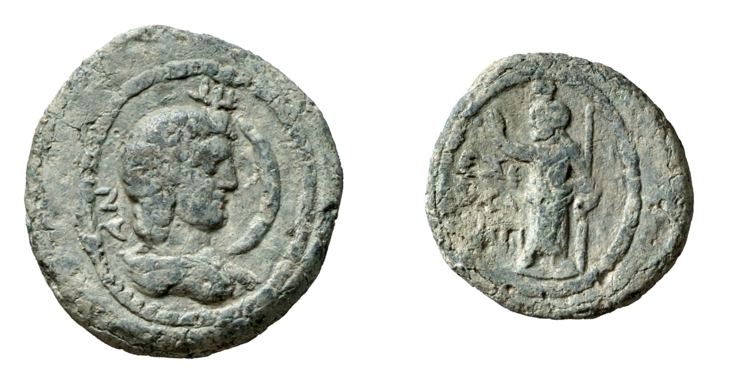
Tessera di piombo prodotta ad Alessandria d'Egitto. Nel dritto si vede Antinoo con corona egizia e luna crescente, nel rovescio c'è Serapide con Kalathos e scettro

Oltre alle vere e proprie monete vennero prodotte anche tessere da mosaico in piombo. Già durante l'epoca antica molte varietà delle monete sopra elencate vennero particolarmente apprezzate come medaglioni portafortuna; è noto che sono state riutilizzate come piccole meridiane o specchietti a mano. Sono state usate anche come fiche da gioco, il che è riconoscibile dai loto contorni fortemente usurati. Si sono conservate anche alcune immagini in monete d'argilla.
Piccole immagini di terracotta sono state sfruttate come tabelle votive o ornamenti per sarcofagi di legno. Ancor oggi tutti questi tipi di numismatica sono pezzi molto ambiti dai collezionisti: durante l'epoca del Rinascimento si sono verificate anche varie contraffazioni conosciute come "padovane" (dalla città di Padova in cui per prima furono create).

### Gemma Marlborough e Tazza Farnese

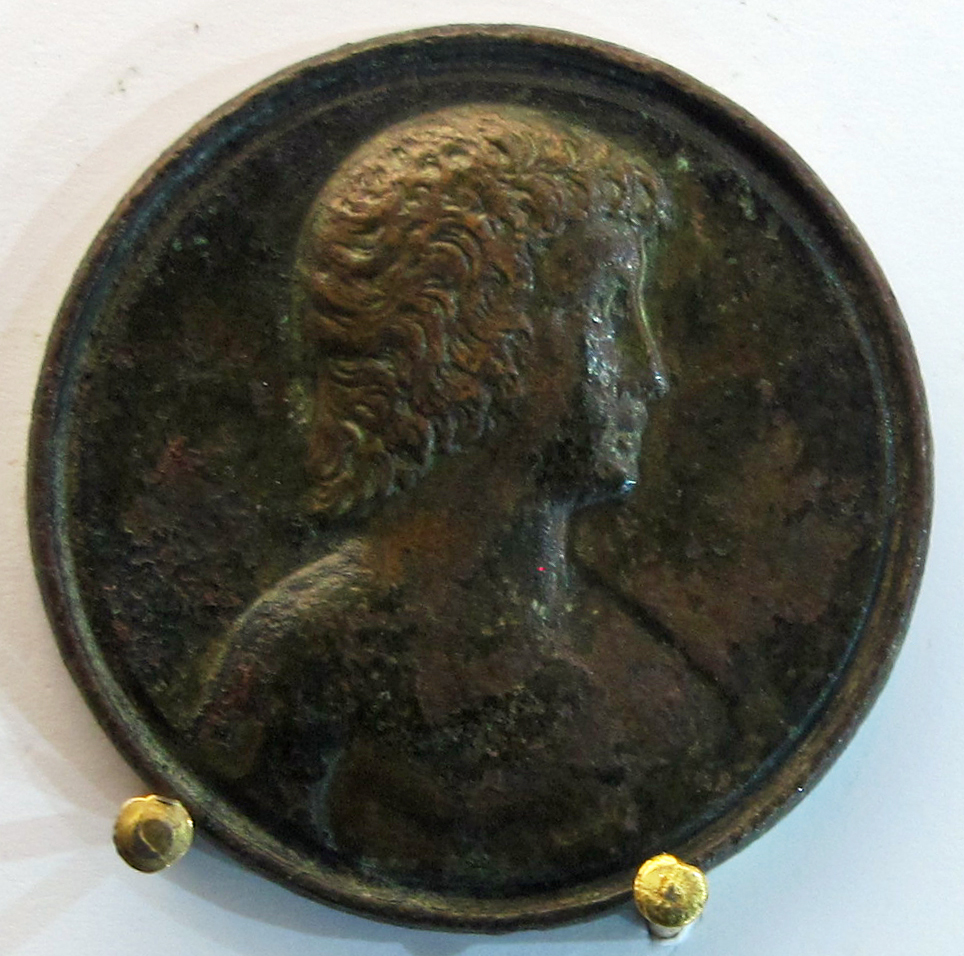
Medaglione contornato di Antinoo

## Ritorno nell'arte moderna
Quasi parallelamente alla rinascita dell'arte classica, l'arte rinascimentale ha anche contribuito alla riscoperta di Antinoo. All'inizio l'attenzione si è concentrata solo sulla sua rappresentazione nell'opera arte, e non sulla persona del giovane bitinio e sulla sua successiva leggenda. Per questa riscoperta è stato decisivo il fatto che vi fossero molte opere d'arte su di lui proprio nel campo della scultura e della numismatica, proprio quelle aree in cui ha iniziato la ricerca rinascimentale sull'arte antica.
Inoltre, è stato anche presto rilevato che il "tipo Antinoo" rappresentava un particolare esempio classico di scultura antica. Due dei più importanti ritratti di Antinoo, che hanno avuto una grande importanza nella successiva accoglienza della sua immagine, sono quelli conosciuti come "Antinoo Belvedere", conservato ai Musei Vaticani e l'"Antinoo Capitolino", oggi ai Musei Capitolini.
Lo scultore e architetto Tullio Lombardo nel suo Adamo di fine XV secolo, che doveva inizialmente far parte del Monumento funebre del doge Andrea Vendramin (oggi al Metropolitan Museum), riecheggia apertamente il modello antico di Antinoo.
Il pittore francese Charles Alphonse Du Fresnoy nel suo trattato intitolato "De arte graphica" si attiva per dimostrare che proprio dall'antichità si potevano ricavare i vari gradi di esempi di bellezza: oltre all'Ercole Farnese, alla Venere del Belvedere e al Gladiatore morente, il "tipo Antinoo".
Quando venne rinvenuto il cosiddetto Gruppo di sant'Ildefonso, attorno al XVII secolo, a una delle due statue di giovinetti abbracciati mancava la testa ed essendo interpretato del tutto erroneamente l'insieme come "Adriano e Antinoo" venne aggiunto il capo dell'amasio dell'imperatore: anche di questo vennero eseguite innumerevoli copie.

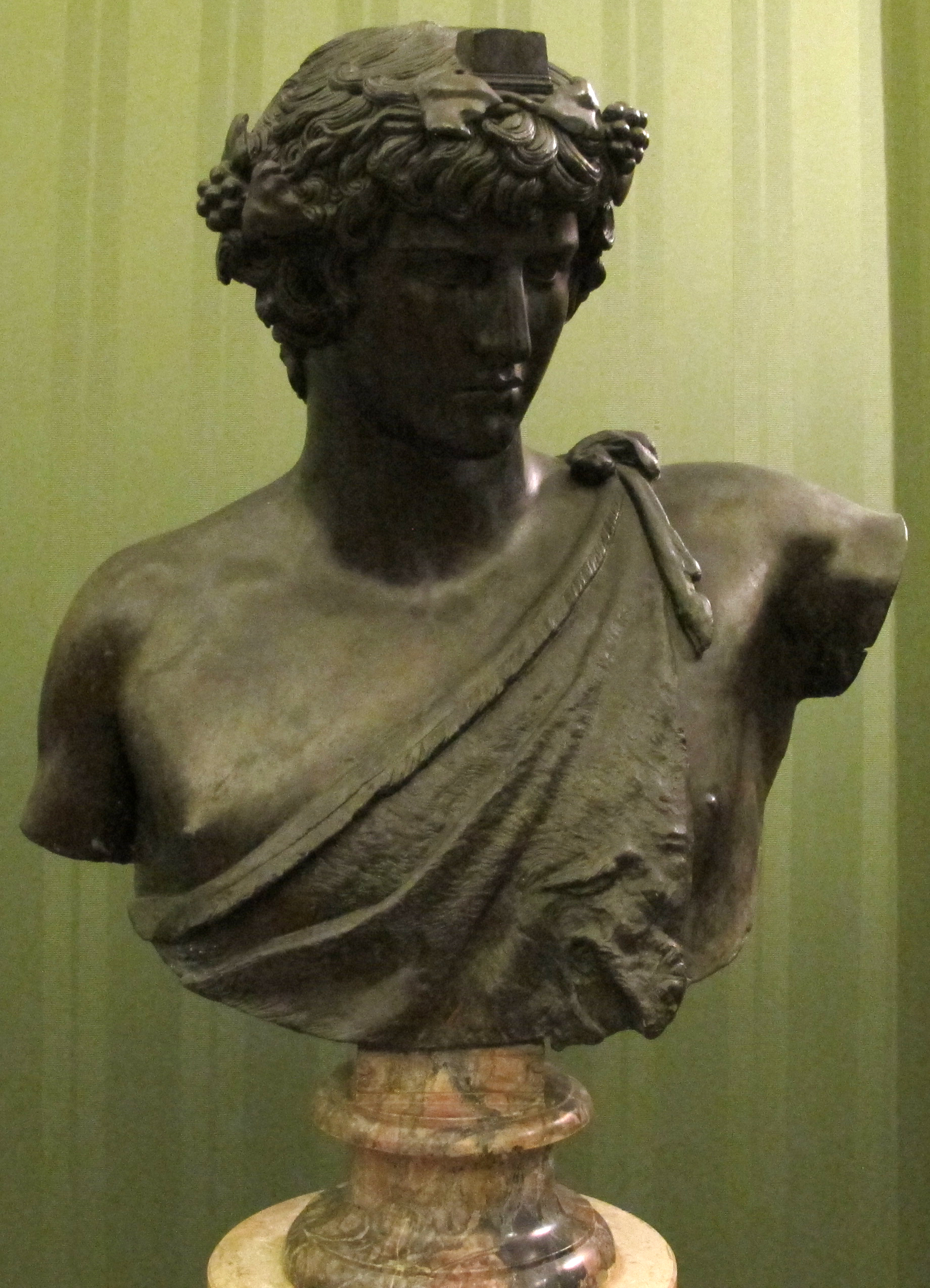
Ritratto di Antinoo di Guglielmo Della Porta, 1564. Galleria Farnese (Museo di Capodimonte)

### Tratti identificativi
Se l'algida bellezza può esser stata idealizzata, dai tratti comuni caratteristici presenti nell'insieme delle raffigurazioni che lo rappresentano, possiamo con buone probabilità d'indovinare supporre che esse riflettano in ogni caso il modello originale: tutti i ritratti di Antinoo in nostro possesso sono caratterizzati da ciocche di capelli irregolari e filiformi, che si fermano spesso alla base del collo; gli occhi sono grandi e sottolineati da ampie sopracciglia arcuate. L'espressione del viso è spesso malinconica, con gli occhi che guardano verso il basso e il volto girato lievemente verso destra; le guance piene e il collo robusto non fanno che accrescerne poi l'idea di vigorosa giovinezza.

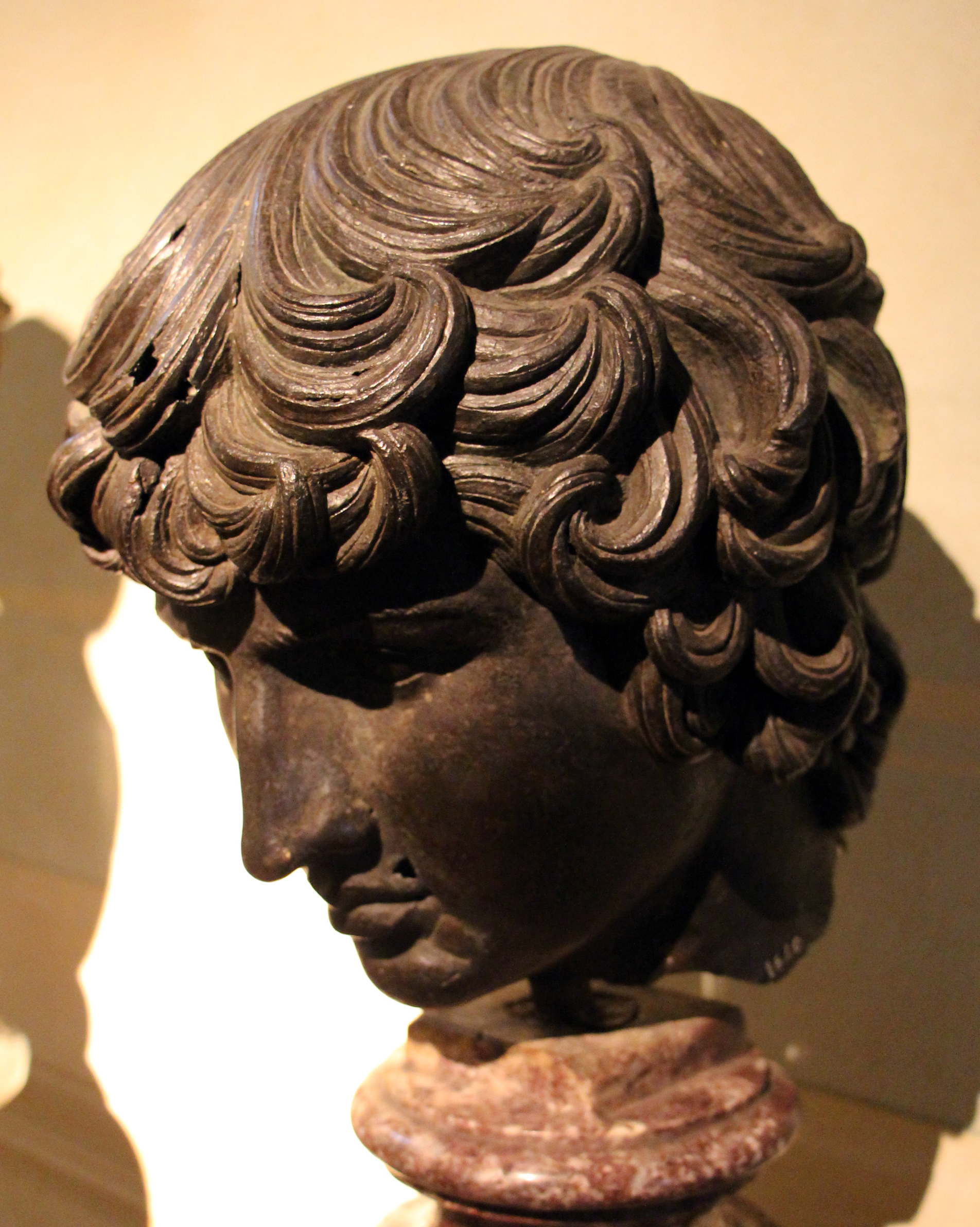
Bronzo pseudoantico di fattura fiorentina, epoca di Cosimo I de' Medici. Facente parte della collezione al museo archeologico nazionale di Firenze

### Problemi d'interpretazione: "Antinoo Belvedere" e "Antinoo Capitolino"
Il cosiddetto "Antinoo del Belvedere" viene menzionato per la prima volta nel 1543: è pertanto verosimile che fosse stato ritrovato solamente poco tempo prima. Ulisse Aldovrandi scrisse nel 1556 che la statua era stata rinvenuta sull'Esquilino nei pressi della chiesa di San Martino; Michele Mercati, tuttavia, nel 1580 affermò invece che la scultura era stata scoperta in un giardino vicino a Castel Sant'Angelo, un tempo Mausoleo di Adriano: da ciò deriva l'identificazione iniziale con Antinoo.
Nicolaus de Palis, all'interno della cui proprietà era stata ritrovata la statua, fu il primo a parlare per iscritto del ritrovamento avvenuto: vendette quasi subito la scultura a papa Paolo III per diecimila ducati. Il lavoro, apprezzato per la sua bellezza, ha trovato presto la sua ubicazione nel cortile del Belvedere in Vaticano; da qui prese il nome con cui venne conosciuto inizialmente.
Già nel 1545 era stato fatto il primo stampo della scultura, statua presto identificata come un ritratto di Antinoo; altre possibili interpretazioni, che ne facevano raffigurazione di un qualche Jinn (genio) non ebbero però seguito. Nel corso degli anni la statua è stata incorporata nel canone universale dell'arte antica e viene menzionata in tutti i casi come una delle opere più importanti del mondo classico. Artisti come Gian Lorenzo Bernini, François Duquesnoy e Nicolas Poussin appresero dal suo studio le pratiche scultoree antiche.
Le case reali d'Inghilterra, Spagna e Francia diedero presto ordine di farne copie in bronzo o in marmo. Lo storico dell'arte Johann Joachim Winckelmann ha apprezzato la statua per la sua bellezza, pur criticandone alcune leggere imperfezioni nelle gambe e all'ombelico; lo studioso tedesco interpretò però erroneamente la scultura come fosse una rappresentazione di Meleagro. Infine, pur essendosi dimostrata la sua identificazione falsa, essa è stata di grande importanza per lo studio dei ritratti di Antinoo.

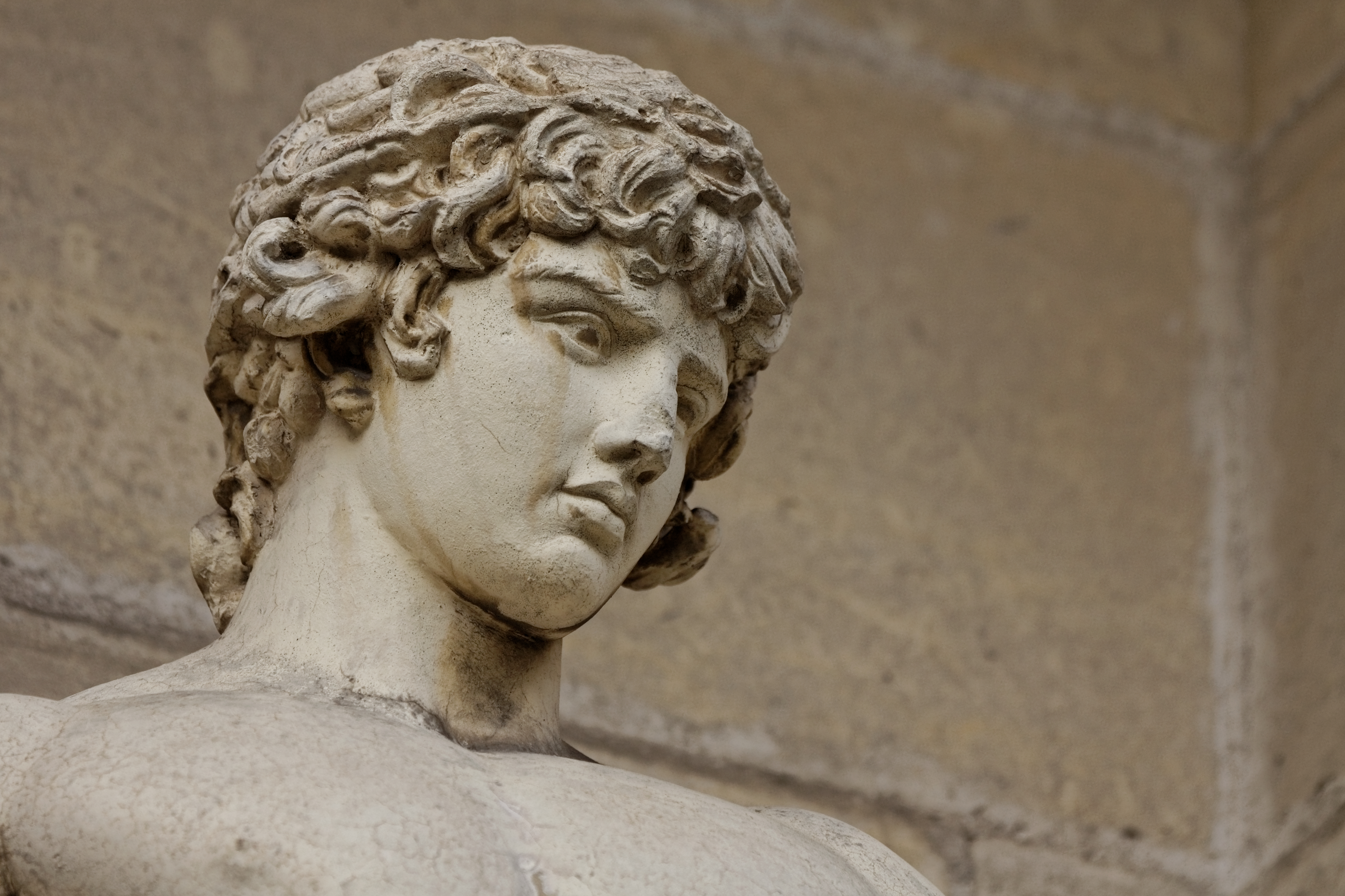
Copia moderna dell'Antinoo delfico, al Castello di Vincennes

All'inizio del XIX secolo Ennio Quirino Visconti la interpretò come rappresentazione di Mercurio; questa identificazione si è dimostrata convincente ed è tutt'oggi quella predominante: è pertanto conosciuta come Ermes Pio-Clementino (o Andros-Farnese). Come è stato difatti presto notato, il suo volto non è quello idealizzato del giovane amante di Adriano; il mantello gettato sulla spalla sinistra e avvolto attorno al braccio, conosciuto come clamide, e il contrapposto rilassato identificano con sicurezza la scultura come raffigurazione di Ermes, così com'era più tipicamente mostrato dalle opere di Prassitele.
Un'importanza del tutto simile ha avuto il ritrovamento dell'Antinoo Capitolino, chiamato anche "Antinoo Albani"; è stato, almeno dal 1733, nella collezione privata del cardinale Alessandro Albani, suo primo acquirente moderno noto (da cui prese inizialmente il nome). Successivamente acquisito nelle collezioni di papa Clemente XII, è andato a formare il nucleo dei Musei capitolini a Roma ove si trova tuttora.
Il giovane avrebbe dovuto tenere nella mano destra il caduceo, oggi scomparso, attributo principale di Ermes; anche per questo l'identificazione con Antinoo rimane discutibile. Altre caratteristiche della figura rimangono però coerenti con la rappresentazione del giovane, ossia la testa voltata leggermente verso destra e gli occhi che guardano in basso.
Presumibilmente l'originale, che viene generalmente attribuita a Prassitele, Eufranore o Policleto, dev'essere stata fatta copiare per ordine dell'imperatore con i caratteri distintivi del suo favorito.

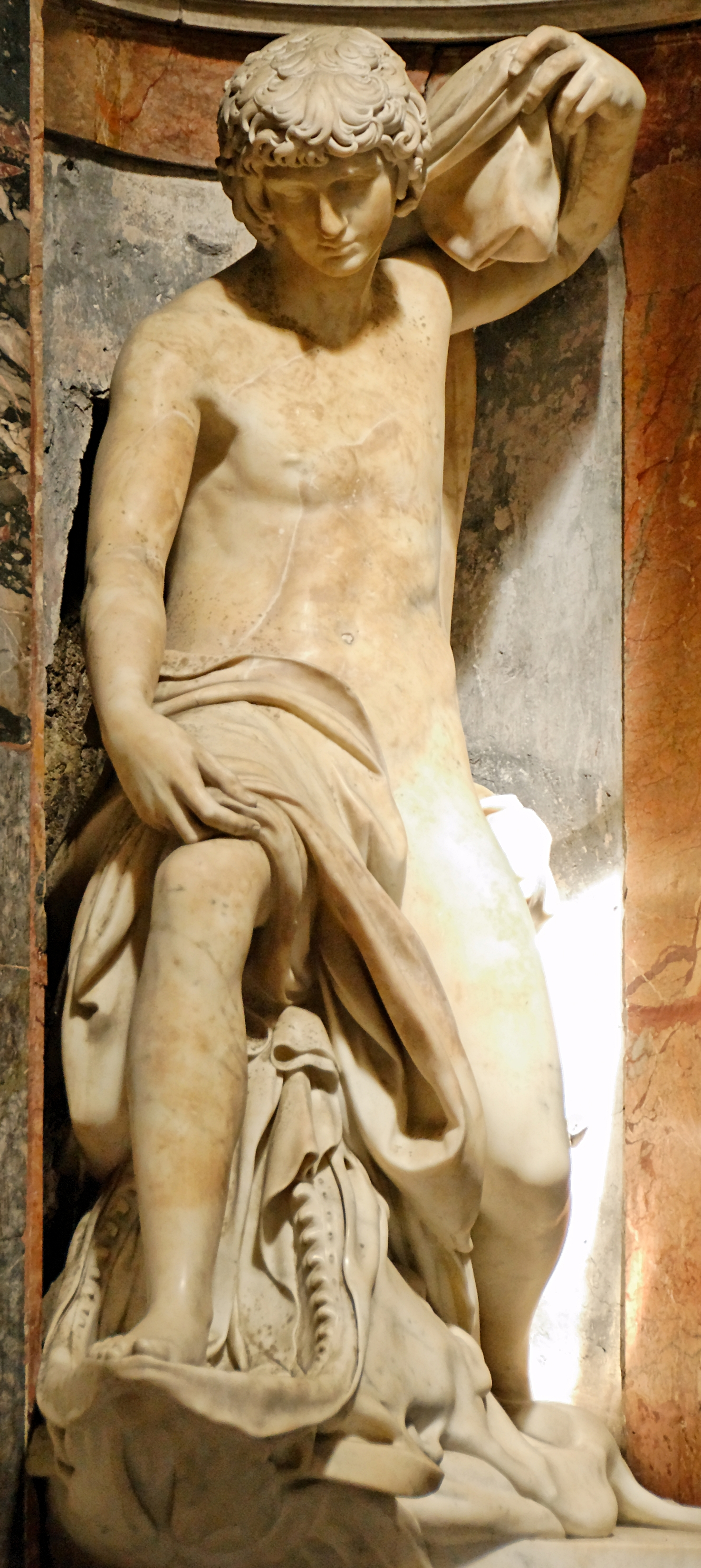
L'"Antinoo-Giona". Marmo, disegnato da Raffaello Sanzio ed eseguito da Lorenzetto (1522-1527); Cappella Chigi della Basilica di Santa Maria del Popolo a Roma

### Antinoo-Giona e il rilievo di Villa Albani
Forse l'immagine più significativa di Antinoo nella scultura più tarda è quella chiamata "Antinoo-Giona" della cappella Chigi, progettata da Raffaello Sanzio a partire dal 1513 e che si trova nella chiesa romana di Santa Maria del Popolo; eseguita da Lorenzo Lotti su disegno dello stesso Raffaello, si tratta di una statua di Antinoo che utilizza le caratteristiche della scultura antica per rappresentare un "tipo" completamente differente.
Raffaello non ha scelto a caso una qualsiasi divinità del mondo classico, bensì il profeta biblico Giona, che ha battezzato con la figura di Antinoo. Giona non è qui rappresentato come il solito vecchio profeta barbuto, ma come un giovane uomo, anche un po' fragile, che è appena scampato alla morte. Nudo, avvolto solamente da una tunica e ancora semi-sdraiato sulla balena. Il lavoro è certamente ispirato alle antiche immagini di Antinoo.
Dal momento che quasi tutte le rappresentazioni del giovane uomo-dio sono state rinvenuti in epoca successiva, è probabile che sia Raffaello così come l'esecutore materiale della scultura, "Lorenzo Giovanni di Ludovico" detto Lotti, abbiano tratto ispirazione direttamente dall'Antinoo Farnese, ben conosciuto già allora e parte in quel momento della raccolta che apparteneva a Agostino Chigi, quella che attualmente si trova conservata nel Museo Nazionale di Napoli.

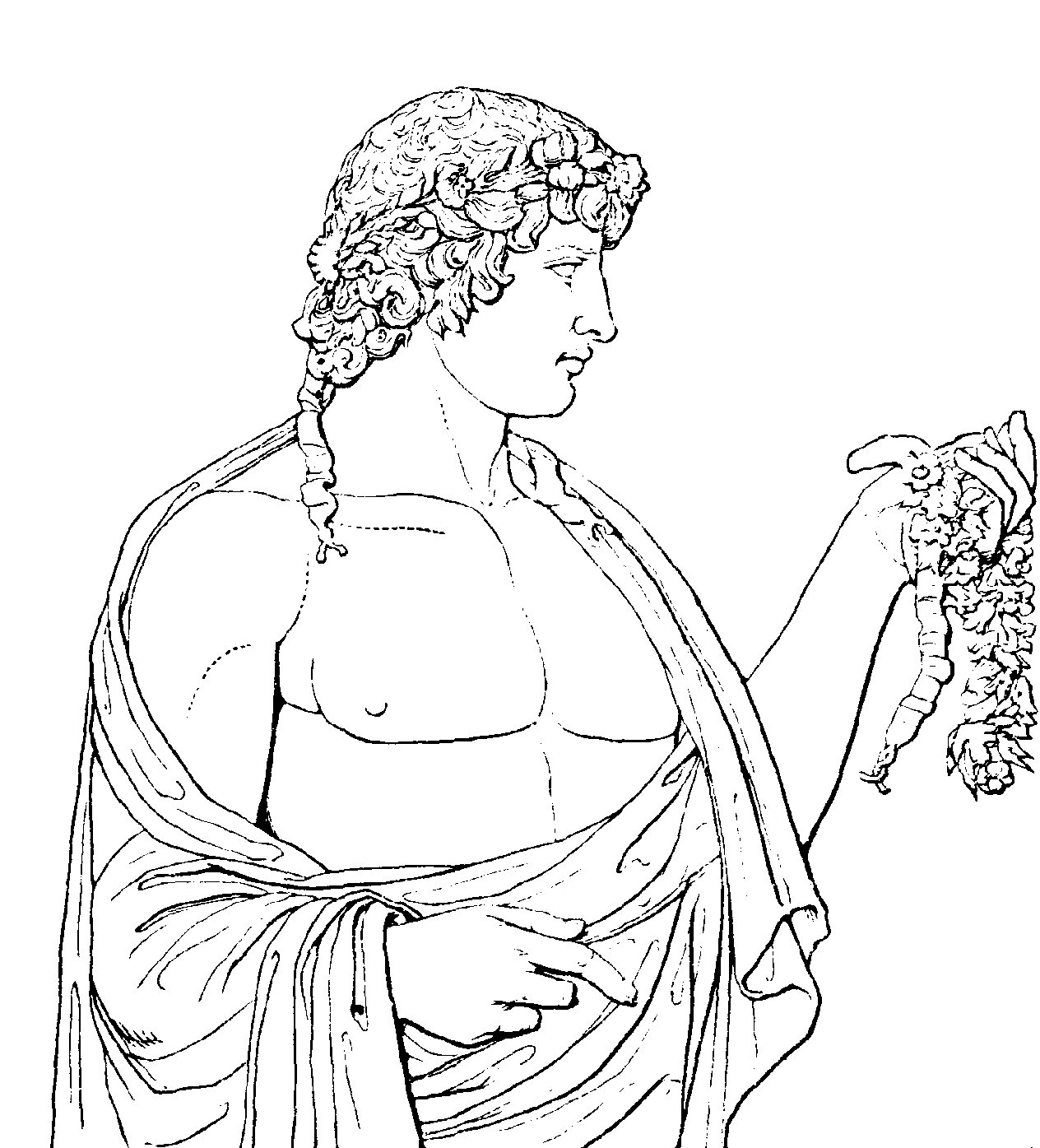
Antinoo come Vertumno, disegno del "Rilievo di villa Albani"

Nel 1734 è stato portato alla luce nei pressi di Villa Adriana un rilievo conosciuto col nome di "Rilievo di villa Albani"; poco dopo la sua scoperta esso è stato considerato negli ambienti specialistici un capolavoro di particolare importanza. Questo, assieme con la testa di Antinoo Mondragone, è stato visto da Winckelmann come gloria e corona dell'arte di questo e di tutti i tempi. Il rilievo mostra chiaramente le caratteristiche individuali di Antinoo; per contro, la "Testa Mondragone" è un esempio di rappresentazione idealizzata.
La testa era probabilmente parte di una statua colossale di Antinoo, destinata al culto. Il personaggio viene mostrato qui nella sua caratterizzazione di Osiride-Dioniso che indossa un diadema, forse un ureo. La testa è stata trovata nel 1720 e inizialmente esposta alla Villa Mondragone, nei pressi di Frascati ed è per questo che è conosciuta sotto questo nome. Secondo Winckelmann è "dopo l'Apollo del Belvedere e il Lacoonte, la più bella scultura che è giunta fino a noi; egli riconobbe anche queste due opere come correttamente appartenenti al tempo di Adriano, e basatesi su modelli greci classici.

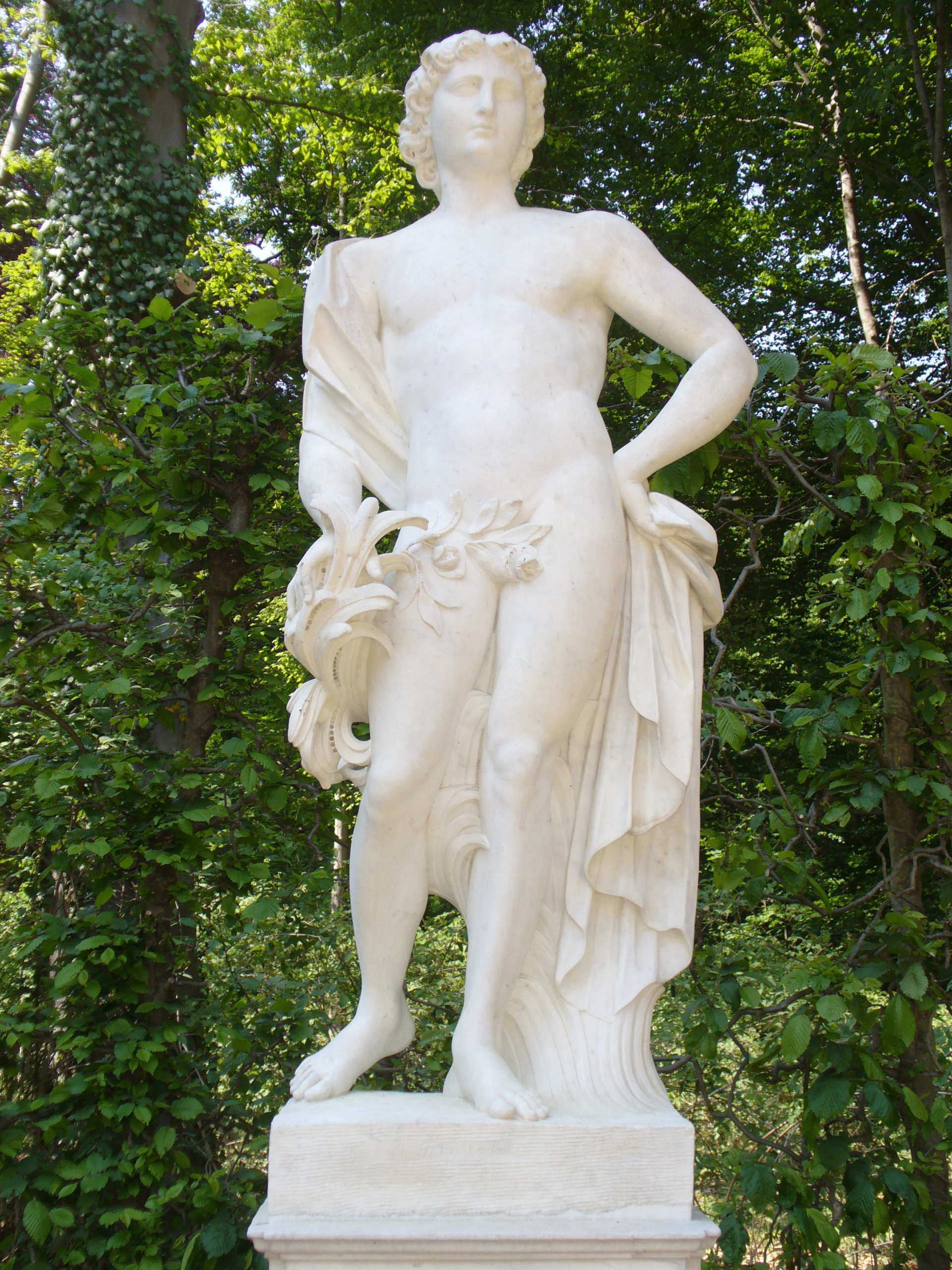
Antinoo del 1748, castello di Sanssouci a Potsdam
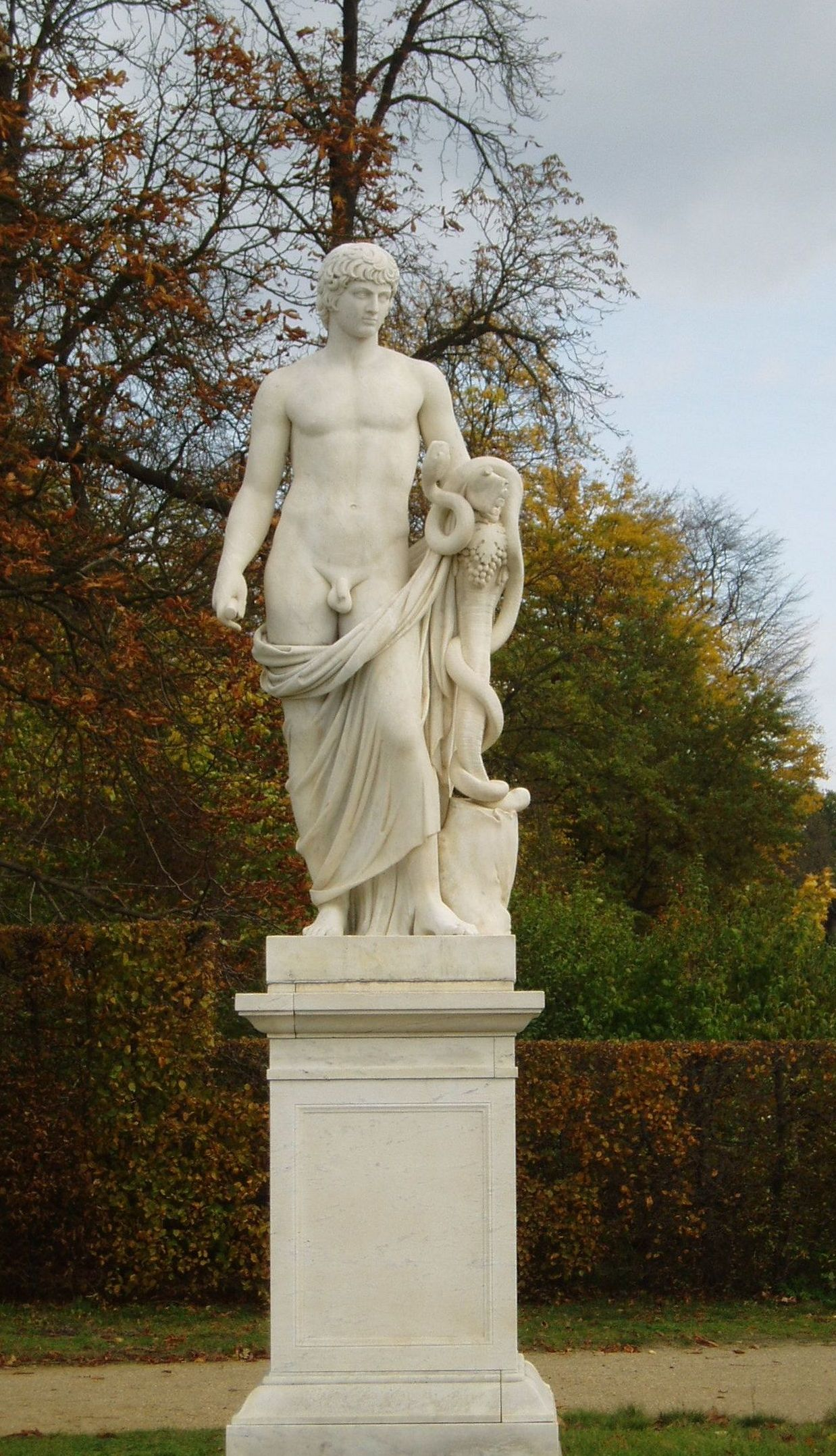
"Antinoo con il serpente" del 1852, di August Julius Streichenberg
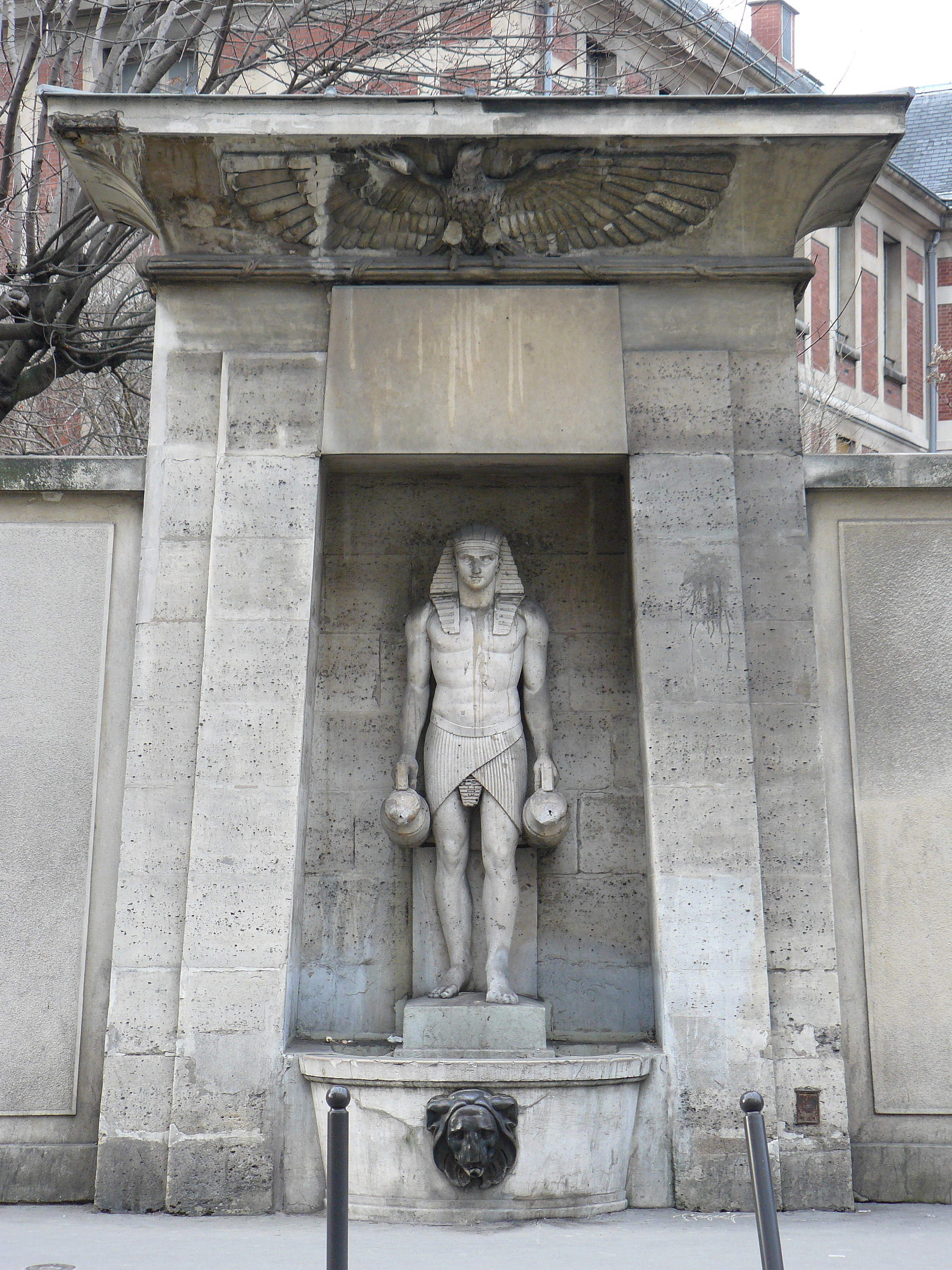
Fontana di Fellah a Parigi. Costruita nel 1806, la statua rappresenta Antinoo

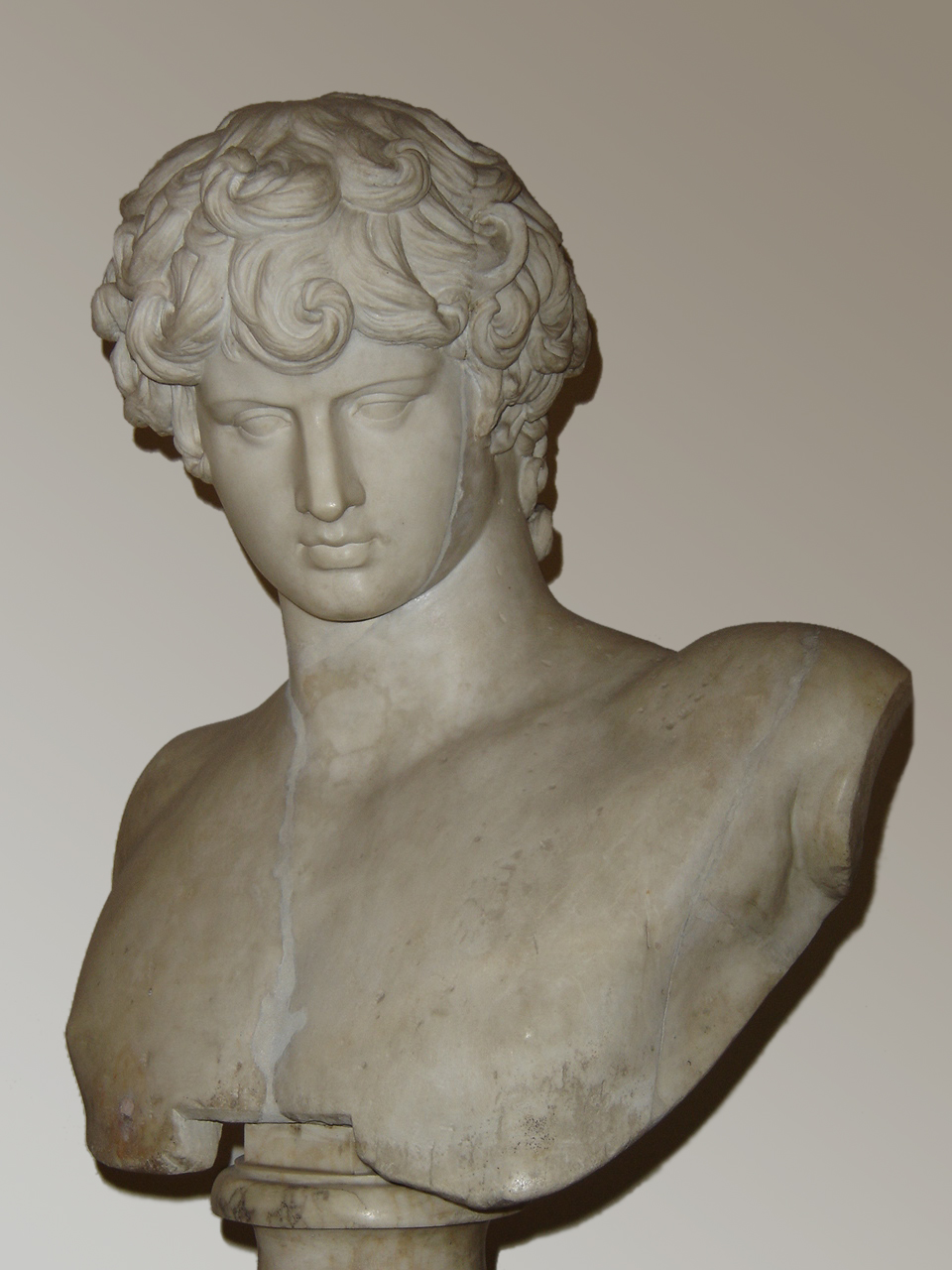
"Antinoo Ludovisi" di Palazzo Altemps, al Museo nazionale romano

## Riferimenti culturali e icona gay
Il filosofo Numenio di Apamea scrisse all'imperatore una consolatio, appena venuto a conoscenza della disgrazia accaduta; mentre i poeti Mesomede di Creta, Ateneo di Naucrati e Pancrate di Alessandria composero poesie e liriche in onore del giovinetto defunto: quest'ultimo, cantando dell'avvenimento mostrando al sovrano un fiore rosso di loto sorto dal sangue dell'animale ucciso a suo tempo in terra libica, a cui dette il nome Antinoo. Adriano lo ricompensò con un impiego al Museo di Alessandria d'Egitto e le sue statue portarono da allora spesso una corona di fiori di loto. Il poema, dal titolo Le cacce di Adriano e Antinoo fu rinvenuto in brevi frammenti in Egitto e pubblicati nel 1911 nella raccolta dei papiri di Ossirinco.
Intanto lo schiavo di Adriano, Mesomede di Creta, poteva già mitizzare il giovanetto in un poema, non pervenutoci, dal titolo Antinoide, chiaro il riferimento nel nome all'Iliade di Omero e all'Eneide di Publio Virgilio Marone.

### Epoca moderna
Sculture di Antinoo cominciarono a essere riprodotte a partire dal '500, in pieno Rinascimento quindi. Dalla seconda metà del XVI secolo fino alla fine del XIX vi fu un'ampia diffusione di busti e statue di Antinoo, di solito fatte eseguire in bronzo; molte di queste opere derivate erano destinate a soddisfare il gusto del tempo e vengono considerate kitsch dal punto di vista corrente.
Antinoo ha cominciato ad attirare l'attenzione della sottocultura omosessuale a partire dalla metà del XVIII secolo, quando il teorico dell'arte classica Johann Joachim Winckelmann riscopre la storia del giovinetto amato dall'imperatore; osservandone il volto nel rilievo della collezione del cardinale Albani, lo aveva identificato con l'ideale assoluto di bellezza greca, e in parte contribuendo al diffondersi di un'estetica di "bellezza malinconica" poco dopo abbracciata a piene mani dal romanticismo.
La studiosa Sarah Waters ha identificato la raffigurazione del giovinetto come una delle massime rappresentazioni di fantasia sessuale di matrice omosessuale nell'Europa di fine '800, icona gay ante-litteram assieme a San Sebastiano; in questo sostituì la figura mitologica di Ganimede che aveva costituito una delle primarie fonti di omoerotismo nelle arti visive durante il XV e XVI secolo.

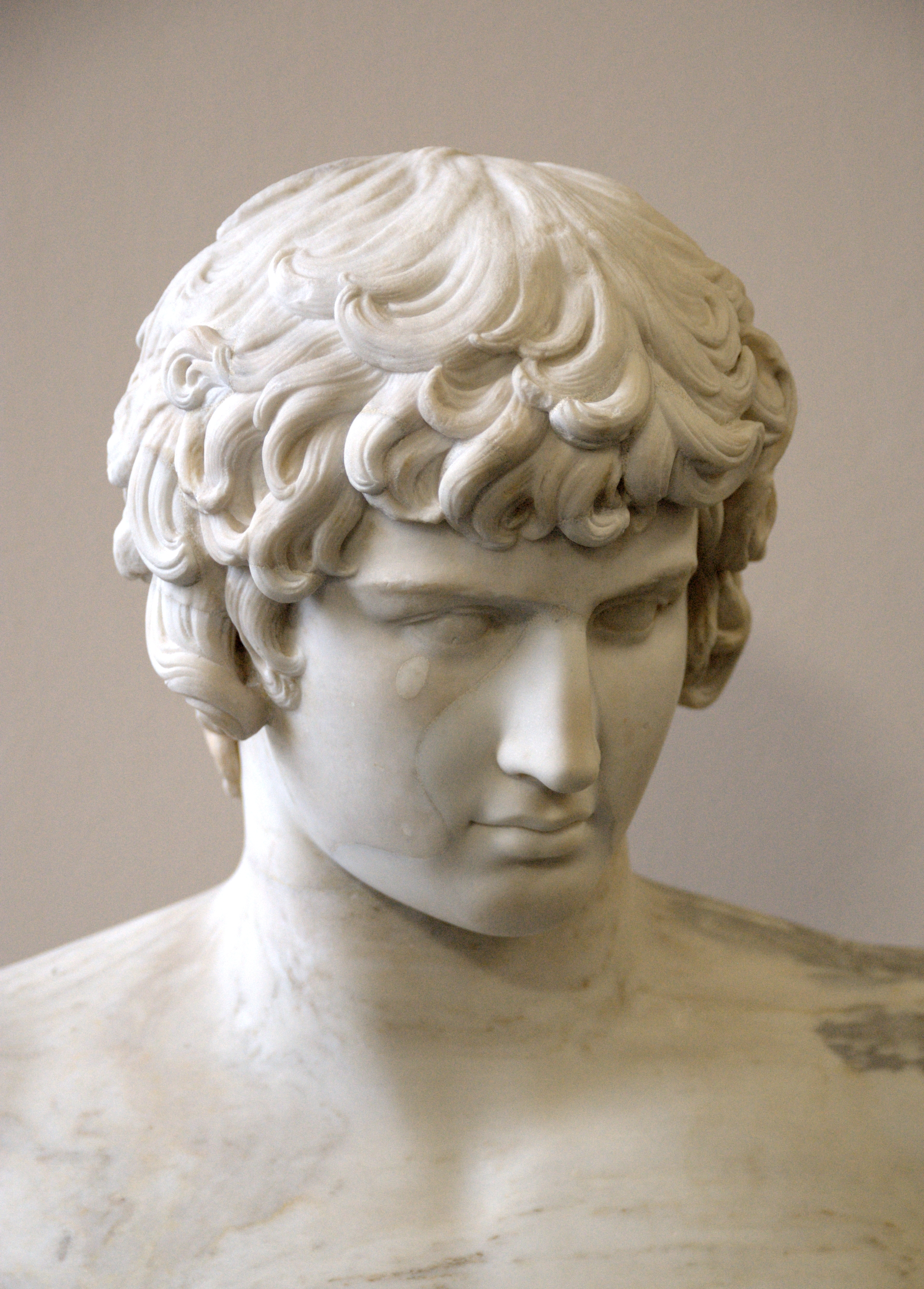
Antinoo facente parte della collezione dell'Altes Museum di Berlino

Uno dei primi attivisti per i diritti LGBT e pioniere del primo movimento omosessuale, il tedesco Karl Heinrich Ulrichs, ha celebrato la figura di Antinoo in un pamphlet del 1865 scritto sotto lo pseudonimo di "Numa Numantius".
Oscar Wilde si richiama a Antinoo sia nel racconto intitolato "Il giovane re", il primo della raccolta La casa dei melograni (1891) sia nella poesia La sfinge senza enigma (1894):
 All'inizio de Il ritratto di Dorian Gray (1890) vi era già stato un accenno:
 Ed è proprio al protagonista del romanzo, Dorian Gray, che l'autore dà un'impronta fisica che rimanda fortemente ad Antinoo (le labbra voluttuosamente tumide e i bei riccioli); Wilde allude al volto di Dorian nei primi due capitoli, associando il fascino della bellezza dei due volti, quello del suo personaggio e quello del giovane divenuto dio:
 Ancora un'allusione ne Il ritratto di Mr W.H. (1889), all'

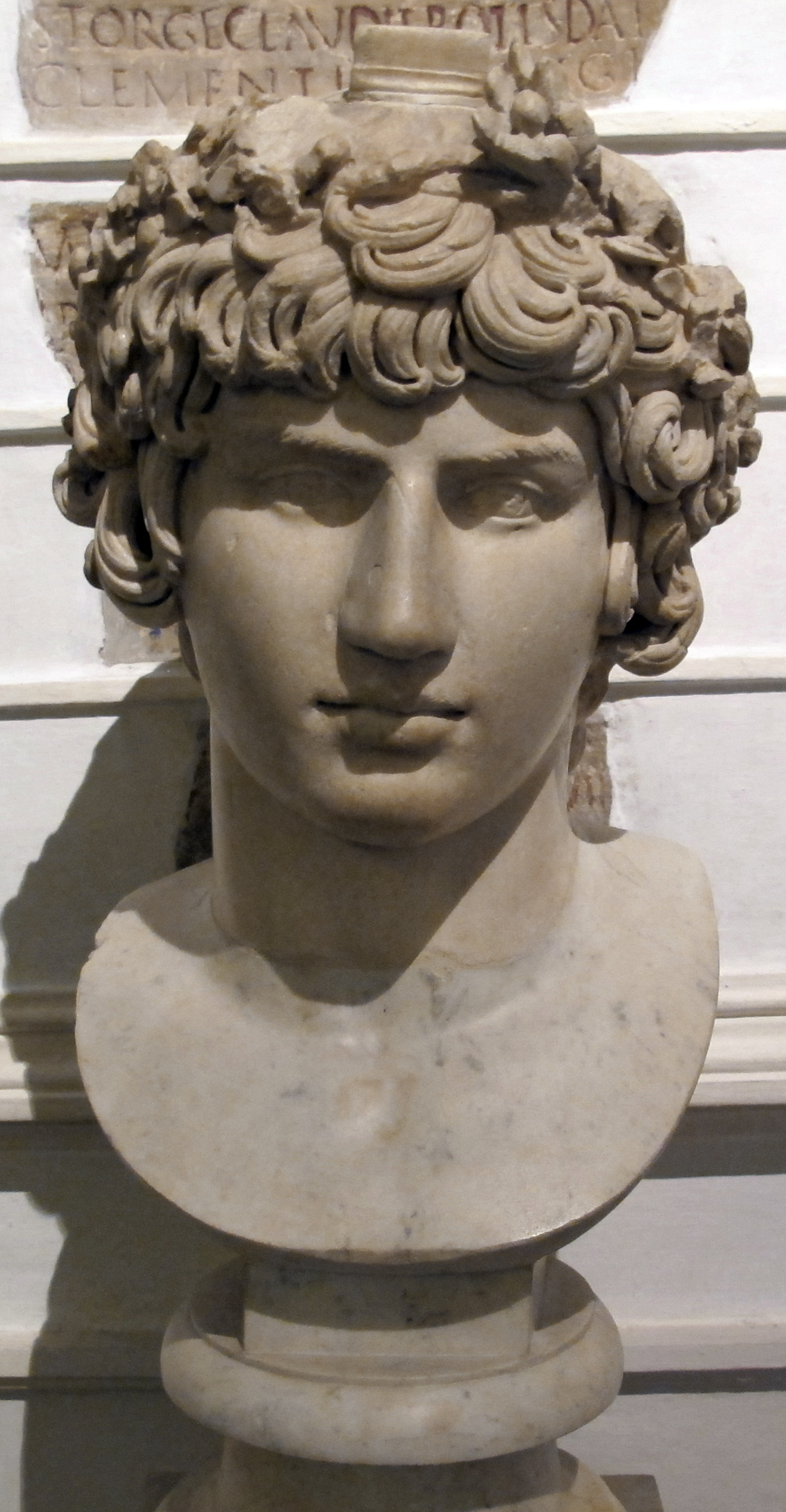
Busto di Antinoo conservato ai musei capitolini

 Infine, ne Il critico come artista (contenuto nel saggio Intenzioni del 1891) parla ancor del Nilo e dei suoi fiori, le ninfee dorate (dal colore di miele), e le collega a un volumetto rilegato in pelle verde-Nilo, I fiori del male di Charles Baudelaire. Le ninfee, simbologia di purezza in quanto escono dalle acque limacciose - la loro etimologia: Nenuphar, deriva da nanoufar, che significa "le belle"; nell'antico Egitto erano considerate i fiori più belli. Antinoo, coronato di fiori di loto, rappresenta per Wilde il trionfo della "demoniaca" bellezza riconducibile al suo Dorian.
Nel 1893 la rivista omofila The Artist iniziò a offrire ai suoi lettori riproduzioni in miniatura delle statue e dei busti conosciuti fino ad allora di Antinoo. Si deve però attendere fino al 1898, con la biografia di Adriano scritta da John Addington Symonds, per veder rotta la tradizione di omettere il nome del bell'Antinoo nelle descrizioni ufficiali della vita dell'imperatore. Da allora in poi i loro due nomi rimangono immancabilmente uniti. Ma già nel 1875 l'autore inglese, uno dei primi sostenitori dell'amore omosessuale in epoca moderna, aveva scritto un lungo poema intitolato The lotos garland of Antinous.
Ma a quel tempo, tra fine XIX e inizio XX secolo, la fama del giovane dio aumentò proporzionalmente nelle opere di finzione di una varietà di scrittori, la maggioranza dei quali non erano omosessuali maschi, bensì lesbiche o eterosessuali. La figura del ragazzo di Bitinia, soprattutto a causa della tragica morte, ispira gli scrittori e i poeti aderenti al romanticismo tedesco da Friedrich Schiller allo stesso Johann Wolfgang von Goethe, fino a giungere nel secolo successivo a Stefan George.
Già ne I miserabili (1862) di Victor Hugo il personaggio di Enjolras, carismatico e affascinante, viene paragonato a Antinoo con queste parole: "era angelicamente bello, come un selvatico Antinoo". La stessa suggestione, da cui s'ispirò Wilde, può essere trovata anche in Gustave Flaubert ne La tentazione di Sant'Antonio (1874).
Altri romanzi che, nel corso degli anni, si sono occupati di Antinoo sono: Historischer Roman aus der römischen Kaiserzeit (1880) di George Taylor; Ein Seelengemälde aus dem Alterthume (1888) di Oscar Linkes; Der Kaiser (1890) dell'egittologo tedesco Georg Ebers; Antinous oder die Reise eines Kaisers (1955) di Ernst Sommers e Antinous, Geliebter! Ein Schicksalsjahr für Kaiser Hadrian (1967) di Ulrich Stöwer.
Nel classico della letteratura erotica intitolato Teleny, Adriano e Antinoo appaiono in una sorta di visione, donata dall'ispirazione musicale al pianoforte dei due personaggi principali, Camille Des Grieux e Rene Teleny. Dop aver terminato di suonare Teleny dice: "Chi lo sa? Forse morirò per te, un giorno, come Antinoo per il suo padrone".

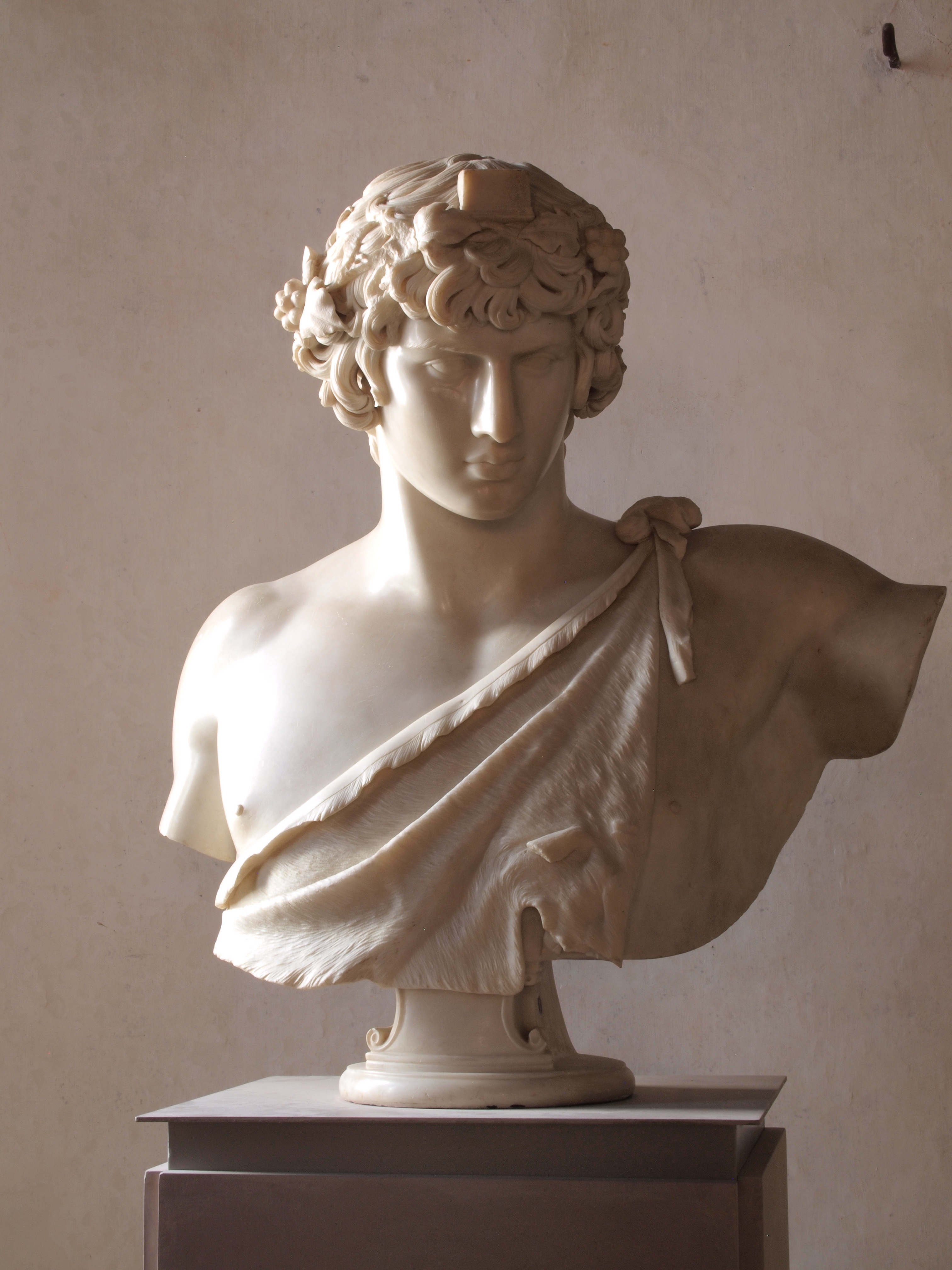
Busto di Antinoo

Le rappresentazioni di Antinoo conservate al museo del Louvre sono anche al centro del romanzo Monsieur de Phocas (1901), appartenente alla corrente del decadentismo e scritto da Jean Lorrain.
In Klage Um Antinoo (Lamento per Antinoo, 1908) Rainer Maria Rilke fa fare poeticamente a Adriano un aspro rimprovero agli dèi per la deificazione di Antinoo, avvenuta in cambio della sua morte.

Nel 1915 Fernando Pessoa scrisse un lungo poema in inglese intitolato Antinoo, ma che pubblicò solo nel 1918: 
 Ancora, a seguire: 

La vicenda di Antinoo e Adriano è stata ulteriormente riscattata dalla poeticità del romanzo di Marguerite Yourcenar, Memorie di Adriano (1951), che pone l'accento sugli aspetti più romantici della loro relazione: l'incontro 
 e la perdita 

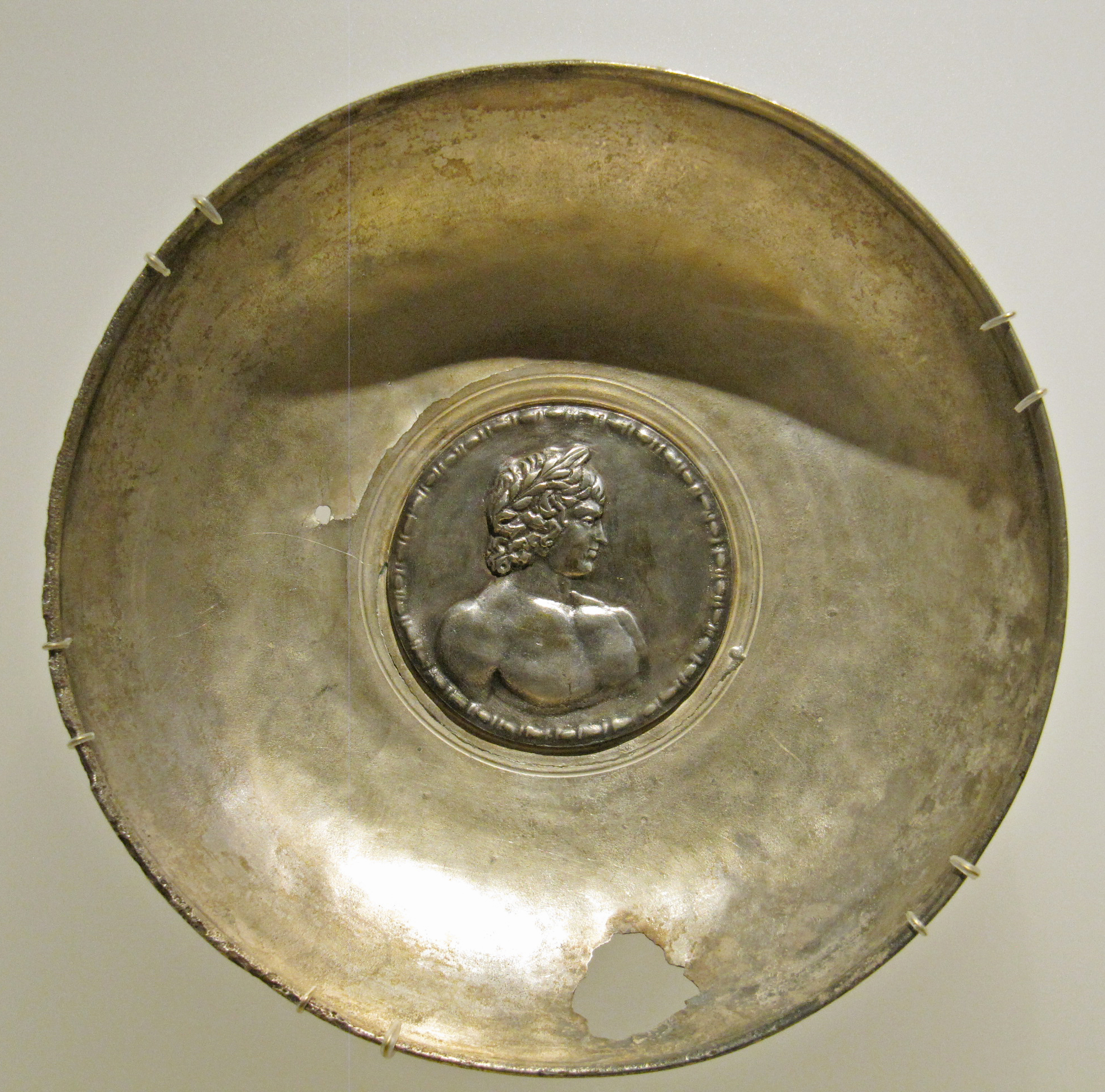
Ritratto su piatto al museo di Tbilisi

A Antinoo è dedicato il balletto Antinois, coreografato da Victor Gzovsky per il Grand Ballet du Marquis de Cuevas. Debuttò il 12 maggio 1953 al Grand Theatre Bordeaux Festival.
Ne L'isola del 1962 Aldous Huxley paragona un giovane che è sessualmente ambivalente proprio al bell'Antinoo.
Del 2000 sono le Memorias de Antinoos dello scrittore argentino Daniel Herrendorf; romanzo che mira a riflettere, attraverso una trama ben sviluppata, l'altra faccia della medaglia di questa storia d'amore, dal punto di vista più carnale se vogliamo, tramite le parole dello stesso Antinoo.
All'Antinoo Capitolino è ispirata una serie di immagini del fotografo gay Robert Mapplethorpe.
Anche la scrittrice di fantasy eroico, la canadese di lingua francese Anne Robilant, nella sua serie di romanzi intitolati Angel parla diffusamente di Adriano e del suo amato.

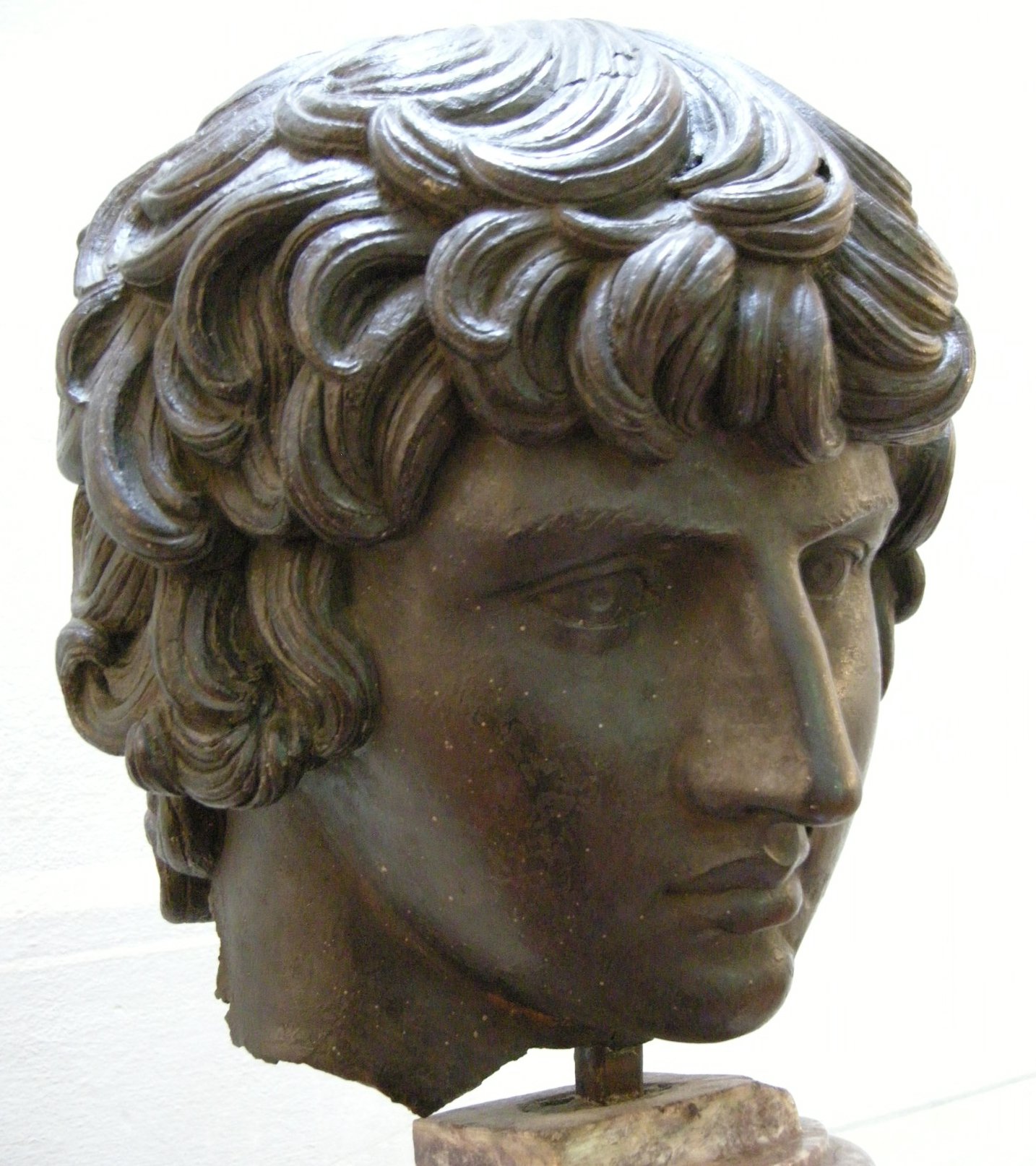
Testa bronzea di Antinoo (sec. II d.C.), molto restaurata, oggi al Museo archeologico nazionale di Firenze

Nel romanzo American Gods del 2001 di Neil Gaiman, Antinoo viene veduto "camminare assieme alle altre divinità".
Nel giallo storico intitolato Il ladro d'acqua (2007) della scrittrice italoamericana Ben Pastor si cerca di sbrogliare la matassa relativa alla morte di Antinoo.
Nel 2012 è uscito La coartada de Antínoo di Manuel Francisco Reina, che vuol raccontare la storia in prima persona del giovane bitino proprio il giorno prima della morte.
La storia della morte di Antinoo è stata portata in scena nel dramma radiofonico intitolato The Glass Ball Game, secondo episodio della seconda serie del dramma CAESAR, trasmesso dalla BBC, scritto da Mike Walker, diretto da Jeremy Mortimer e interpretato da Jonathan Coy nella parte di Svetonio, Jonathan Hyde in quella di Adriano e Andrew Garfield in quella di Antinoo. In questa storia, Svetonio è un testimone degli eventi prima e dopo la morte del ragazzo per suicidio, ma viene a sapere che lui stesso è stato utilizzato come strumento per ingannare Antinoo e spingerlo così a uccidersi volontariamente per soddisfare un patto fatto da Adriano con i sacerdoti egiziani che doveva dare a Adriano un maggior tempo di vita in modo che Marco Aurelio - suo successore designato - potesse crescere fino a diventare l'imperatore successivo.
Infine, sempre nel 2012, per la prima volta la "Soprintendenza per i Beni Archeologici del Lazio" ha inaugurato nell'Antiquarium di Villa Adriana una mostra dedicata a Antinoo, intitolata "Antinoo: il fascino della bellezza". Da aprile a novembre il forte legame che legò l'imperatore Adriano al giovane di Bitinia è stato raccontato in oltre 50 opere tra sculture, rilievi, gemme e monete..

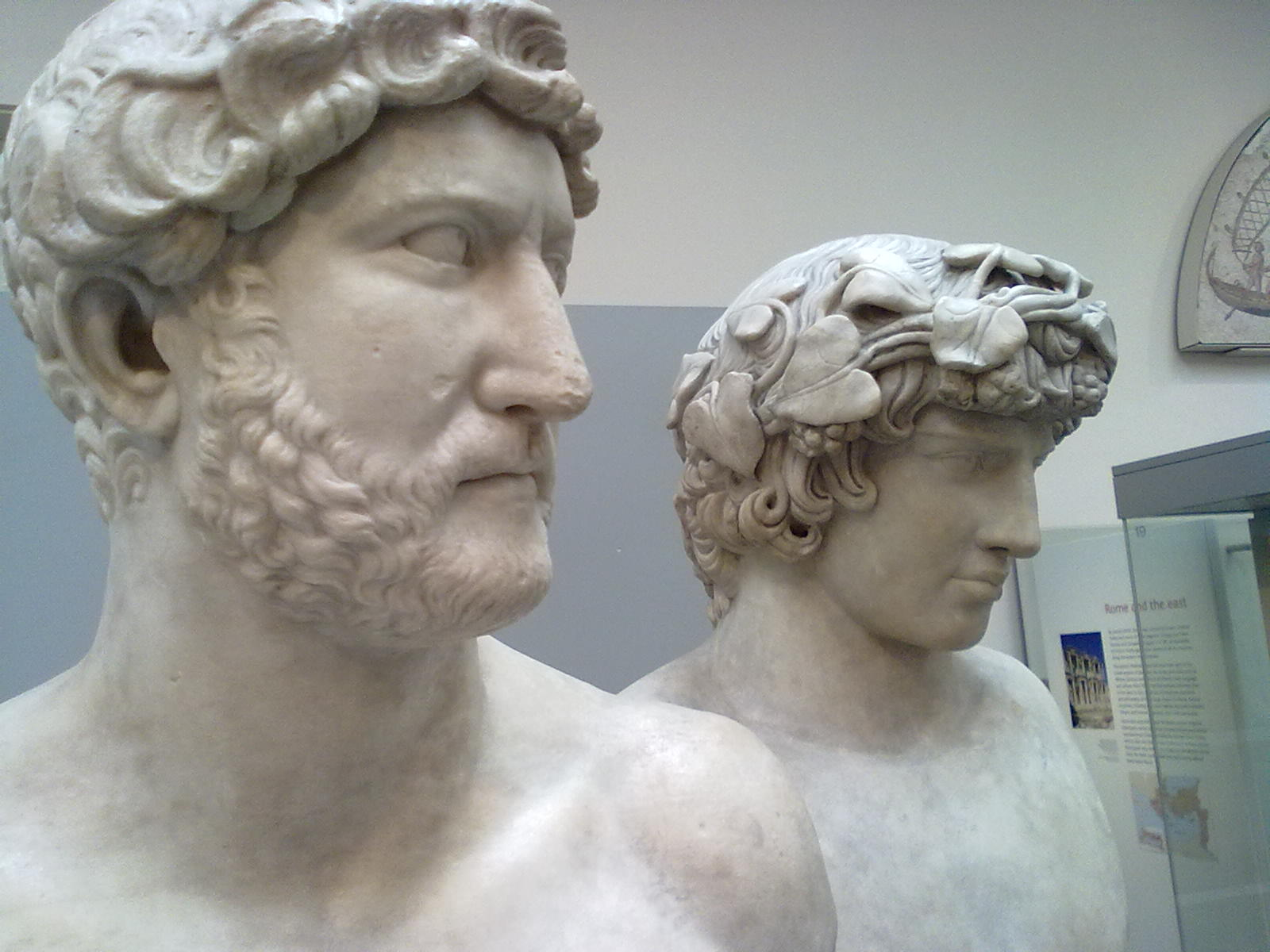
I busti di Adriano e Antinoo, uno accanto all'altro

## Voci correlate

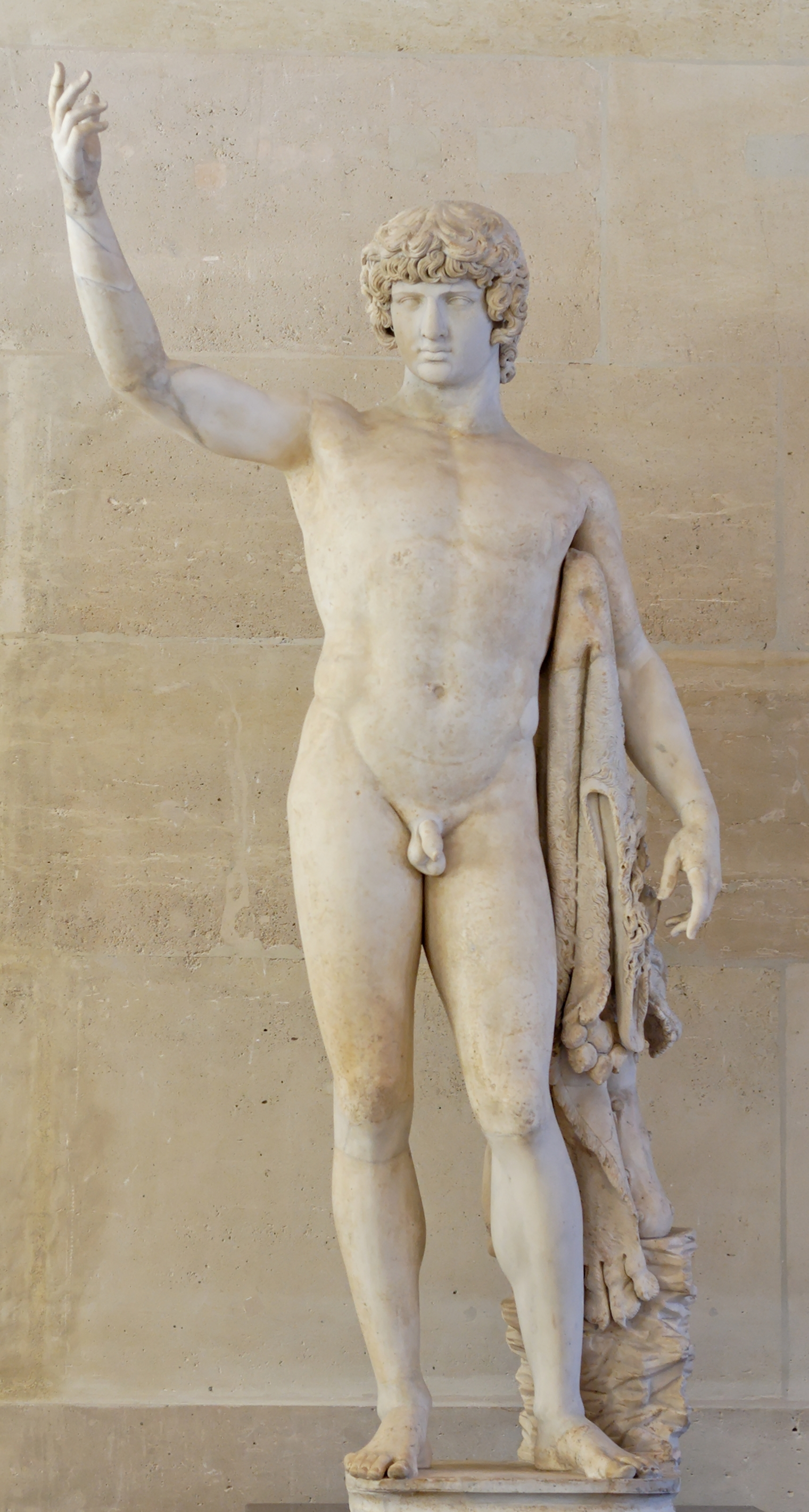
Antinoo Braschi, conservato al museo del Louvre

## Albero genealogico

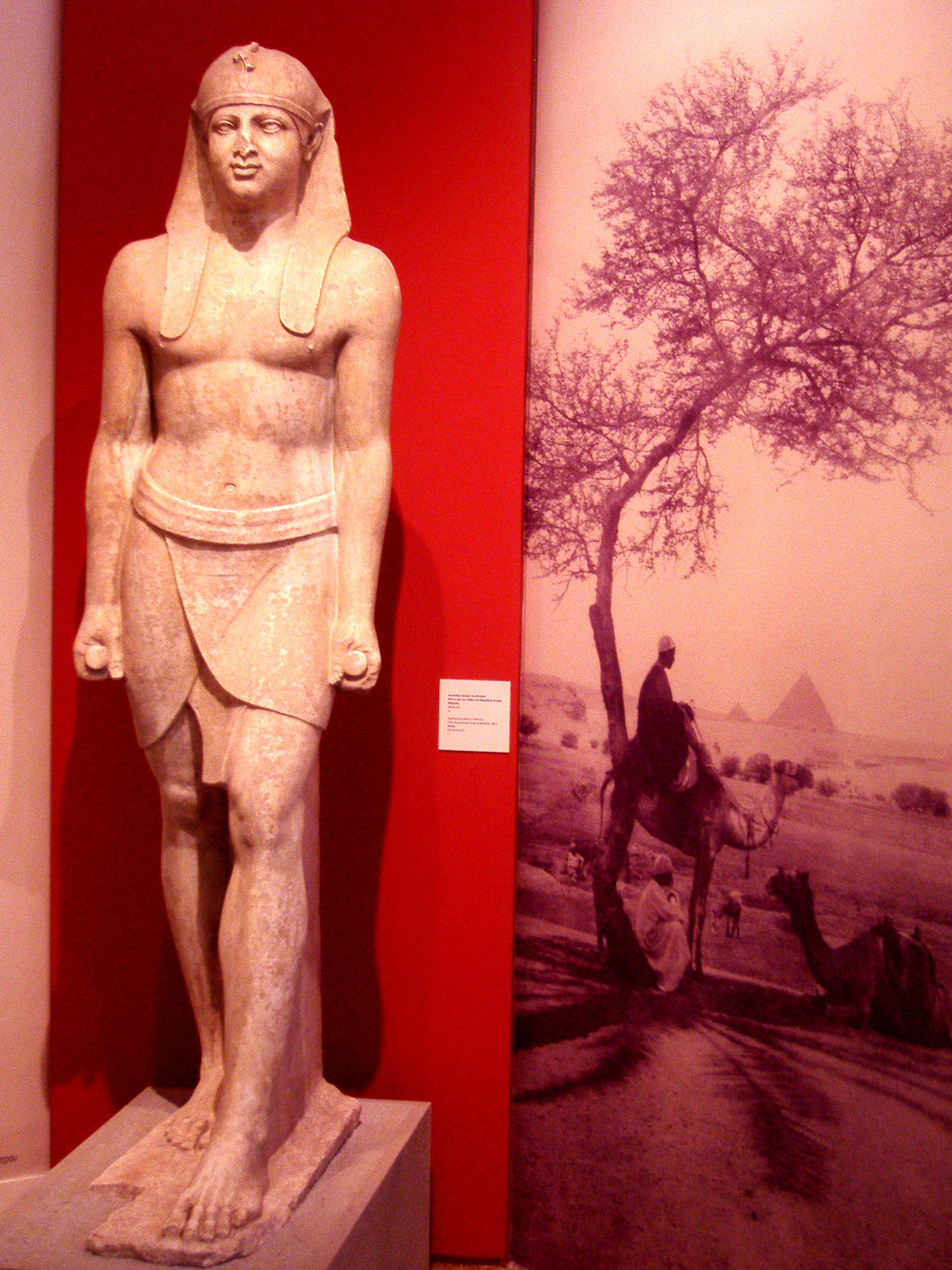
Antinoo in vesti egizie al Museo archeologico nazionale di Atene

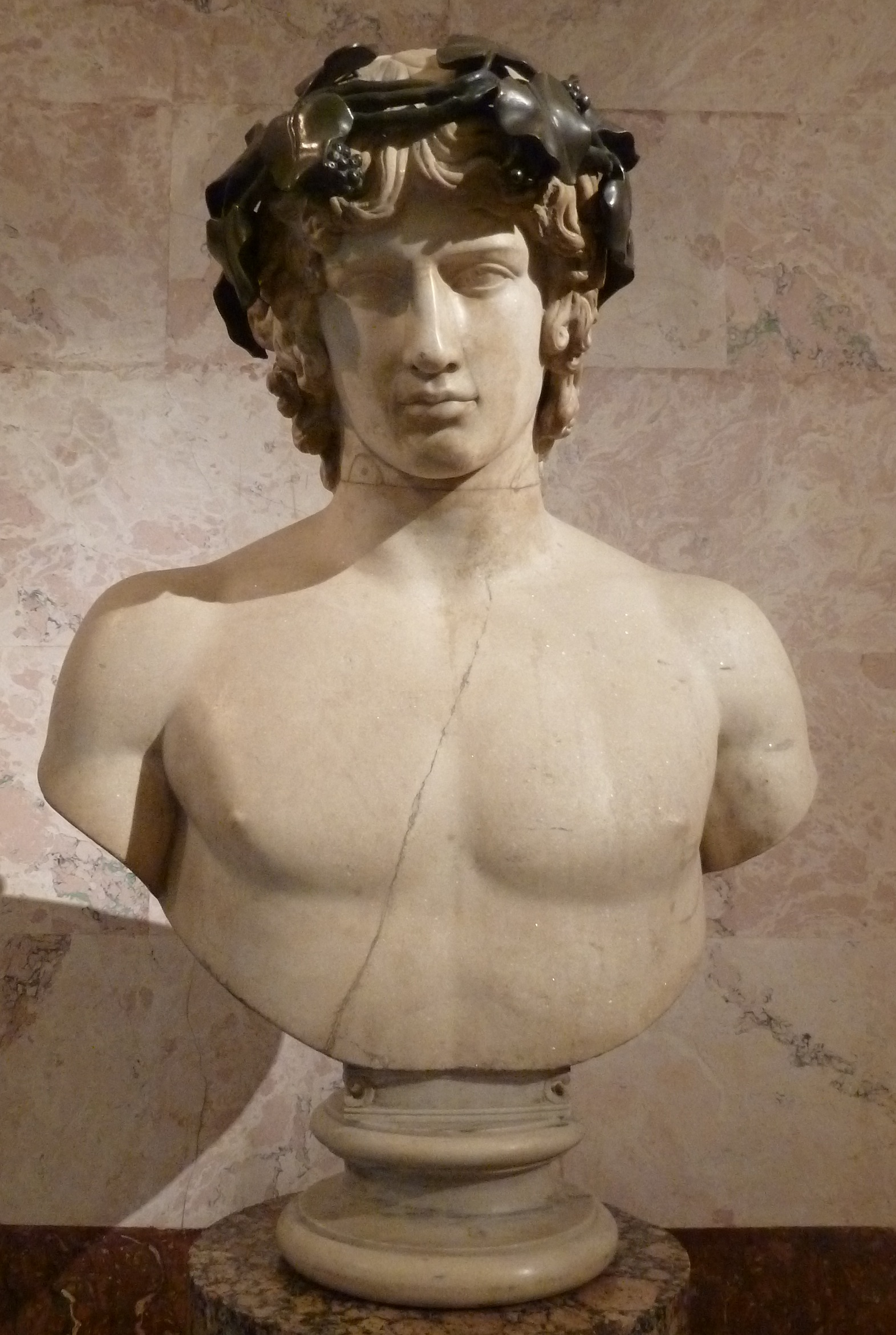
Busto di Antinoo conservato all'Ermitage

Antinoo, nella sua qualità di amasio e favorito dell'imperatore in carica, viene a trovarsi esattamente al centro di quella che è la prima parte della cronologia riguardante la cosiddetta dinastia dei nerva-antonini o degli imperatori adottivi, che inizia con Nerva nel 96 per concludersi con Commodo nel 192; mentre in linea diretta la discendenza arriva, dopo la dinastia dei Severi, fino a Gordiano III nel 244.
- (1) = 1° coniuge
- (2) = 2° coniuge (non mostrato)
- (3) = 3° coniuge
- Il colore viola indica l'imperatore romano della dinastia dei nerva-antonini; il rosa scuro indica l'erede imperiale designato, ma che non arrivò mai al trono.
- Le linee tratteggiate larghe indicano l'adozione; le linee tratteggiate strette indicano relazioni amorose fuori dal matrimonio.

|                                  |                                  |                                  |                                  |                                  |                                  |                         |                         |                               |                               |                               |                               |                               |                               |                               |                               |                               |                               |                               |                               |                               |                               |                               |                               |                               |                               |                             |                             |                             |                             |                          |                          |                                |                                |                                |                                |                                |                                |                                |                                |                                |                                |                               |                               |                               |                               |                                          |                                          |                                          |                                          |                                          |                                          |                               |                               |                          |                          |                           |                           |                                 |                                 |                                 |                                 |                                 |                                 |                       |                       |                            |                            |                            |                            |                             |                             |                             |                             |                             |                             |                            |                            |                            |                            |                     |                     |  |  |  |  |
|                                  |                                  |                                  |                                  |                                  |                                  |                         |                         |                               |                               |                               |                               |                               |                               |                               |                               |                               |                               |                               |                               |                               |                               |                               |                               |                               |                               |                             |                             |                             |                             |                          |                          |                                |                                |                                |                                |                                |                                |                                |                                |                                |                                |                               |                               |                               |                               |                                          |                                          |                                          |                                          |                                          |                                          |                               |                               |                          |                          |                           |                           |                                 |                                 |                                 |                                 |                                 |                                 |                       |                       |                            |                            |                            |                            |                             |                             |                             |                             |                             |                             |                            |                            |                            |                            |                     |                     |  |  |  |  |
| Quinto Marcio Barea Sorano       | Quinto Marcio Barea Sorano       | Quinto Marcio Barea Sorano       | Quinto Marcio Barea Sorano       | Quinto Marcio Barea Sorano       | Quinto Marcio Barea Sorano       |                         |                         | Quinto Marcio Barea Sura      | Quinto Marcio Barea Sura      | Quinto Marcio Barea Sura      | Quinto Marcio Barea Sura      | Quinto Marcio Barea Sura      | Quinto Marcio Barea Sura      |                               |                               | Antonia Furnilla              | Antonia Furnilla              | Antonia Furnilla              | Antonia Furnilla              | Antonia Furnilla              | Antonia Furnilla              |                               |                               |                               |                               |                             |                             |                             |                             |                          |                          | Marco Cocceio Nerva (giurista) | Marco Cocceio Nerva (giurista) | Marco Cocceio Nerva (giurista) | Marco Cocceio Nerva (giurista) | Marco Cocceio Nerva (giurista) | Marco Cocceio Nerva (giurista) |                                |                                | Sergia Plautilla               | Sergia Plautilla               | Sergia Plautilla              | Sergia Plautilla              | Sergia Plautilla              | Sergia Plautilla              |                                          |                                          |                                          |                                          |                                          |                                          |                               |                               |                          |                          |                           |                           |                                 |                                 | P. Aelius Hadrianus             | P. Aelius Hadrianus             | P. Aelius Hadrianus             | P. Aelius Hadrianus             | P. Aelius Hadrianus   | P. Aelius Hadrianus   |                            |                            |                            |                            |                             |                             |                             |                             |                             |                             |                            |                            |                            |                            |                     |                     |  |  |  |  |
| Quinto Marcio Barea Sorano       | Quinto Marcio Barea Sorano       | Quinto Marcio Barea Sorano       | Quinto Marcio Barea Sorano       | Quinto Marcio Barea Sorano       | Quinto Marcio Barea Sorano       |                         |                         | Quinto Marcio Barea Sura      | Quinto Marcio Barea Sura      | Quinto Marcio Barea Sura      | Quinto Marcio Barea Sura      | Quinto Marcio Barea Sura      | Quinto Marcio Barea Sura      |                               |                               | Antonia Furnilla              | Antonia Furnilla              | Antonia Furnilla              | Antonia Furnilla              | Antonia Furnilla              | Antonia Furnilla              |                               |                               |                               |                               |                             |                             |                             |                             |                          |                          | Marco Cocceio Nerva (giurista) | Marco Cocceio Nerva (giurista) | Marco Cocceio Nerva (giurista) | Marco Cocceio Nerva (giurista) | Marco Cocceio Nerva (giurista) | Marco Cocceio Nerva (giurista) |                                |                                | Sergia Plautilla               | Sergia Plautilla               | Sergia Plautilla              | Sergia Plautilla              | Sergia Plautilla              | Sergia Plautilla              |                                          |                                          |                                          |                                          |                                          |                                          |                               |                               |                          |                          |                           |                           |                                 |                                 | P. Aelius Hadrianus             | P. Aelius Hadrianus             | P. Aelius Hadrianus             | P. Aelius Hadrianus             | P. Aelius Hadrianus   | P. Aelius Hadrianus   |                            |                            |                            |                            |                             |                             |                             |                             |                             |                             |                            |                            |                            |                            |                     |                     |  |  |  |  |
|                                  |                                  |                                  |                                  |                                  |                                  |                         |                         |                               |                               |                               |                               |                               |                               |                               |                               |                               |                               |                               |                               |                               |                               |                               |                               |                               |                               |                             |                             |                             |                             |                          |                          |                                |                                |                                |                                |                                |                                |                                |                                |                                |                                |                               |                               |                               |                               |                                          |                                          |                                          |                                          |                                          |                                          |                               |                               |                          |                          |                           |                           |                                 |                                 |                                 |                                 |                                 |                                 |                       |                       |                            |                            |                            |                            |                             |                             |                             |                             |                             |                             |                            |                            |                            |                            |                     |                     |  |  |  |  |
|                                  |                                  |                                  |                                  |                                  |                                  |                         |                         |                               |                               |                               |                               |                               |                               |                               |                               |                               |                               |                               |                               |                               |                               |                               |                               |                               |                               |                             |                             |                             |                             |                          |                          |                                |                                |                                |                                |                                |                                |                                |                                |                                |                                |                               |                               |                               |                               |                                          |                                          |                                          |                                          |                                          |                                          |                               |                               |                          |                          |                           |                           |                                 |                                 |                                 |                                 |                                 |                                 |                       |                       |                            |                            |                            |                            |                             |                             |                             |                             |                             |                             |                            |                            |                            |                            |                     |                     |  |  |  |  |
| Tito (imperatore) (r. 79-81)     | Tito (imperatore) (r. 79-81)     | Tito (imperatore) (r. 79-81)     | Tito (imperatore) (r. 79-81)     | Tito (imperatore) (r. 79-81)     | Tito (imperatore) (r. 79-81)     |                         |                         | Marcia Furnilla               | Marcia Furnilla               | Marcia Furnilla               | Marcia Furnilla               | Marcia Furnilla               | Marcia Furnilla               |                               |                               | Marcia (madre di Traiano)     | Marcia (madre di Traiano)     | Marcia (madre di Traiano)     | Marcia (madre di Traiano)     | Marcia (madre di Traiano)     | Marcia (madre di Traiano)     |                               |                               | Marco Ulpio Traiano (padre)   | Marco Ulpio Traiano (padre)   | Marco Ulpio Traiano (padre) | Marco Ulpio Traiano (padre) | Marco Ulpio Traiano (padre) | Marco Ulpio Traiano (padre) |                          |                          |                                |                                |                                |                                | Marco Cocceio Nerva (r. 96–98) | Marco Cocceio Nerva (r. 96–98) | Marco Cocceio Nerva (r. 96–98) | Marco Cocceio Nerva (r. 96–98) | Marco Cocceio Nerva (r. 96–98) | Marco Cocceio Nerva (r. 96–98) |                               |                               |                               |                               |                                          |                                          | Ulpia (nonna di Adriano)                 | Ulpia (nonna di Adriano)                 | Ulpia (nonna di Adriano)                 | Ulpia (nonna di Adriano)                 | Ulpia (nonna di Adriano)      | Ulpia (nonna di Adriano)      |                          |                          | Elio Adriano Marullino    | Elio Adriano Marullino    | Elio Adriano Marullino          | Elio Adriano Marullino          | Elio Adriano Marullino          | Elio Adriano Marullino          |                                 |                                 |                       |                       |                            |                            |                            |                            |                             |                             |                             |                             |                             |                             |                            |                            |                            |                            |                     |                     |  |  |  |  |
| Tito (imperatore) (r. 79-81)     | Tito (imperatore) (r. 79-81)     | Tito (imperatore) (r. 79-81)     | Tito (imperatore) (r. 79-81)     | Tito (imperatore) (r. 79-81)     | Tito (imperatore) (r. 79-81)     |                         |                         | Marcia Furnilla               | Marcia Furnilla               | Marcia Furnilla               | Marcia Furnilla               | Marcia Furnilla               | Marcia Furnilla               |                               |                               | Marcia (madre di Traiano)     | Marcia (madre di Traiano)     | Marcia (madre di Traiano)     | Marcia (madre di Traiano)     | Marcia (madre di Traiano)     | Marcia (madre di Traiano)     |                               |                               | Marco Ulpio Traiano (padre)   | Marco Ulpio Traiano (padre)   | Marco Ulpio Traiano (padre) | Marco Ulpio Traiano (padre) | Marco Ulpio Traiano (padre) | Marco Ulpio Traiano (padre) |                          |                          |                                |                                |                                |                                | Marco Cocceio Nerva (r. 96–98) | Marco Cocceio Nerva (r. 96–98) | Marco Cocceio Nerva (r. 96–98) | Marco Cocceio Nerva (r. 96–98) | Marco Cocceio Nerva (r. 96–98) | Marco Cocceio Nerva (r. 96–98) |                               |                               |                               |                               |                                          |                                          | Ulpia (nonna di Adriano)                 | Ulpia (nonna di Adriano)                 | Ulpia (nonna di Adriano)                 | Ulpia (nonna di Adriano)                 | Ulpia (nonna di Adriano)      | Ulpia (nonna di Adriano)      |                          |                          | Elio Adriano Marullino    | Elio Adriano Marullino    | Elio Adriano Marullino          | Elio Adriano Marullino          | Elio Adriano Marullino          | Elio Adriano Marullino          |                                 |                                 |                       |                       |                            |                            |                            |                            |                             |                             |                             |                             |                             |                             |                            |                            |                            |                            |                     |                     |  |  |  |  |
|                                  |                                  |                                  |                                  |                                  |                                  |                         |                         |                               |                               |                               |                               |                               |                               |                               |                               |                               |                               |                               |                               |                               |                               |                               |                               |                               |                               |                             |                             |                             |                             |                          |                          |                                |                                |                                |                                |                                |                                |                                |                                |                                |                                |                               |                               |                               |                               |                                          |                                          |                                          |                                          |                                          |                                          |                               |                               |                          |                          |                           |                           |                                 |                                 |                                 |                                 |                                 |                                 |                       |                       |                            |                            |                            |                            |                             |                             |                             |                             |                             |                             |                            |                            |                            |                            |                     |                     |  |  |  |  |
|                                  |                                  |                                  |                                  |                                  |                                  |                         |                         |                               |                               |                               |                               |                               |                               |                               |                               |                               |                               |                               |                               |                               |                               |                               |                               |                               |                               |                             |                             |                             |                             |                          |                          |                                |                                |                                |                                |                                |                                |                                |                                |                                |                                |                               |                               |                               |                               |                                          |                                          |                                          |                                          |                                          |                                          |                               |                               |                          |                          |                           |                           |                                 |                                 |                                 |                                 |                                 |                                 |                       |                       |                            |                            |                            |                            |                             |                             |                             |                             |                             |                             |                            |                            |                            |                            |                     |                     |  |  |  |  |
|                                  |                                  |                                  |                                  | Giulia (figlia di Tito)          | Giulia (figlia di Tito)          | Giulia (figlia di Tito) | Giulia (figlia di Tito) | Giulia (figlia di Tito)       | Giulia (figlia di Tito)       |                               |                               | Ulpia Marciana                | Ulpia Marciana                | Ulpia Marciana                | Ulpia Marciana                | Ulpia Marciana                | Ulpia Marciana                |                               |                               | Gaio Salonio Matidio Patruino | Gaio Salonio Matidio Patruino | Gaio Salonio Matidio Patruino | Gaio Salonio Matidio Patruino | Gaio Salonio Matidio Patruino | Gaio Salonio Matidio Patruino |                             |                             | Traiano (r. 98–117)         | Traiano (r. 98–117)         | Traiano (r. 98–117)      | Traiano (r. 98–117)      | Traiano (r. 98–117)            | Traiano (r. 98–117)            |                                |                                | Plotina                        | Plotina                        | Plotina                        | Plotina                        | Plotina                        | Plotina                        |                               |                               | Publio Acilio Attiano         | Publio Acilio Attiano         | Publio Acilio Attiano                    | Publio Acilio Attiano                    | Publio Acilio Attiano                    | Publio Acilio Attiano                    |                                          |                                          | Publio Elio Adriano Afro      | Publio Elio Adriano Afro      | Publio Elio Adriano Afro | Publio Elio Adriano Afro | Publio Elio Adriano Afro  | Publio Elio Adriano Afro  |                                 |                                 | Domizia Paolina                 | Domizia Paolina                 | Domizia Paolina                 | Domizia Paolina                 | Domizia Paolina       | Domizia Paolina       |                            |                            |                            |                            |                             |                             |                             |                             | Lucio Giulio Urso Serviano  | Lucio Giulio Urso Serviano  | Lucio Giulio Urso Serviano | Lucio Giulio Urso Serviano | Lucio Giulio Urso Serviano | Lucio Giulio Urso Serviano |                     |                     |  |  |  |  |
|                                  |                                  |                                  |                                  | Giulia (figlia di Tito)          | Giulia (figlia di Tito)          | Giulia (figlia di Tito) | Giulia (figlia di Tito) | Giulia (figlia di Tito)       | Giulia (figlia di Tito)       |                               |                               | Ulpia Marciana                | Ulpia Marciana                | Ulpia Marciana                | Ulpia Marciana                | Ulpia Marciana                | Ulpia Marciana                |                               |                               | Gaio Salonio Matidio Patruino | Gaio Salonio Matidio Patruino | Gaio Salonio Matidio Patruino | Gaio Salonio Matidio Patruino | Gaio Salonio Matidio Patruino | Gaio Salonio Matidio Patruino |                             |                             | Traiano (r. 98–117)         | Traiano (r. 98–117)         | Traiano (r. 98–117)      | Traiano (r. 98–117)      | Traiano (r. 98–117)            | Traiano (r. 98–117)            |                                |                                | Plotina                        | Plotina                        | Plotina                        | Plotina                        | Plotina                        | Plotina                        |                               |                               | Publio Acilio Attiano         | Publio Acilio Attiano         | Publio Acilio Attiano                    | Publio Acilio Attiano                    | Publio Acilio Attiano                    | Publio Acilio Attiano                    |                                          |                                          | Publio Elio Adriano Afro      | Publio Elio Adriano Afro      | Publio Elio Adriano Afro | Publio Elio Adriano Afro | Publio Elio Adriano Afro  | Publio Elio Adriano Afro  |                                 |                                 | Domizia Paolina                 | Domizia Paolina                 | Domizia Paolina                 | Domizia Paolina                 | Domizia Paolina       | Domizia Paolina       |                            |                            |                            |                            |                             |                             |                             |                             | Lucio Giulio Urso Serviano  | Lucio Giulio Urso Serviano  | Lucio Giulio Urso Serviano | Lucio Giulio Urso Serviano | Lucio Giulio Urso Serviano | Lucio Giulio Urso Serviano |                     |                     |  |  |  |  |
|                                  |                                  |                                  |                                  |                                  |                                  |                         |                         |                               |                               |                               |                               |                               |                               |                               |                               |                               |                               |                               |                               |                               |                               |                               |                               |                               |                               |                             |                             |                             |                             |                          |                          |                                |                                |                                |                                |                                |                                |                                |                                |                                |                                |                               |                               |                               |                               |                                          |                                          |                                          |                                          |                                          |                                          |                               |                               |                          |                          |                           |                           |                                 |                                 |                                 |                                 |                                 |                                 |                       |                       |                            |                            |                            |                            |                             |                             |                             |                             |                             |                             |                            |                            |                            |                            |                     |                     |  |  |  |  |
|                                  |                                  |                                  |                                  |                                  |                                  |                         |                         |                               |                               |                               |                               |                               |                               |                               |                               |                               |                               |                               |                               |                               |                               |                               |                               |                               |                               |                             |                             |                             |                             |                          |                          |                                |                                |                                |                                |                                |                                |                                |                                |                                |                                |                               |                               |                               |                               |                                          |                                          |                                          |                                          |                                          |                                          |                               |                               |                          |                          |                           |                           |                                 |                                 |                                 |                                 |                                 |                                 |                       |                       |                            |                            |                            |                            |                             |                             |                             |                             |                             |                             |                            |                            |                            |                            |                     |                     |  |  |  |  |
| Lucio Mindio (2)                 | Lucio Mindio (2)                 | Lucio Mindio (2)                 | Lucio Mindio (2)                 | Lucio Mindio (2)                 | Lucio Mindio (2)                 |                         |                         | Libo Rupilio Frugi (3)        | Libo Rupilio Frugi (3)        | Libo Rupilio Frugi (3)        | Libo Rupilio Frugi (3)        | Libo Rupilio Frugi (3)        | Libo Rupilio Frugi (3)        |                               |                               | Salonina Matidia              | Salonina Matidia              | Salonina Matidia              | Salonina Matidia              | Salonina Matidia              | Salonina Matidia              |                               |                               | Lucio Vibio Sabino (1)        | Lucio Vibio Sabino (1)        | Lucio Vibio Sabino (1)      | Lucio Vibio Sabino (1)      | Lucio Vibio Sabino (1)      | Lucio Vibio Sabino (1)      |                          |                          |                                |                                |                                |                                |                                |                                | Antinoo                        | Antinoo                        | Antinoo                        | Antinoo                        | Antinoo                       | Antinoo                       |                               |                               | Publio Elio Traiano Adriano (r. 117–138) | Publio Elio Traiano Adriano (r. 117–138) | Publio Elio Traiano Adriano (r. 117–138) | Publio Elio Traiano Adriano (r. 117–138) | Publio Elio Traiano Adriano (r. 117–138) | Publio Elio Traiano Adriano (r. 117–138) |                               |                               |                          |                          |                           |                           |                                 |                                 |                                 |                                 |                                 |                                 | Elia Domizia Paulina  | Elia Domizia Paulina  | Elia Domizia Paulina       | Elia Domizia Paulina       | Elia Domizia Paulina       | Elia Domizia Paulina       |                             |                             |                             |                             |                             |                             |                            |                            |                            |                            |                     |                     |  |  |  |  |

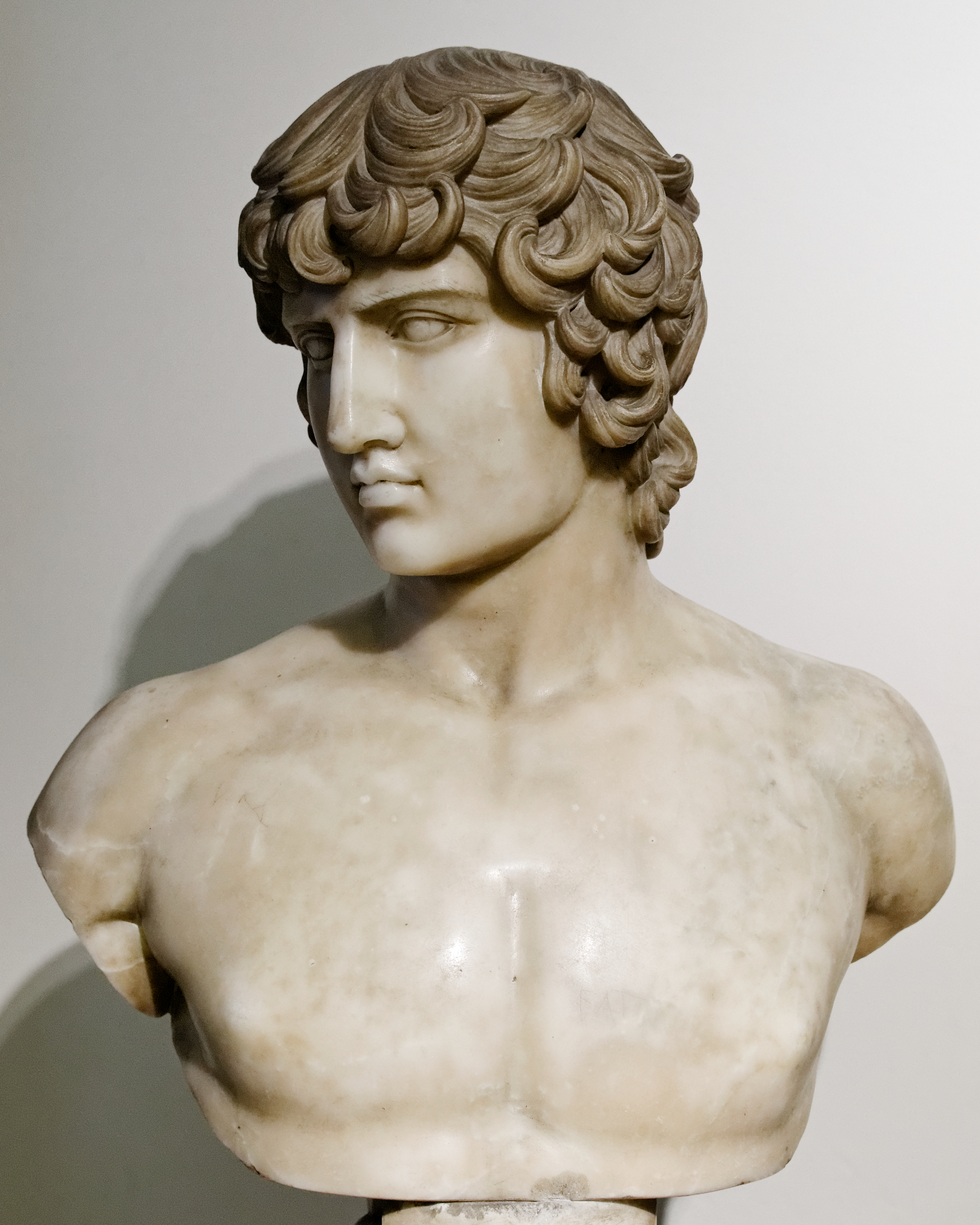
Busto di Antinoo conservato a Palazzo Vecchio

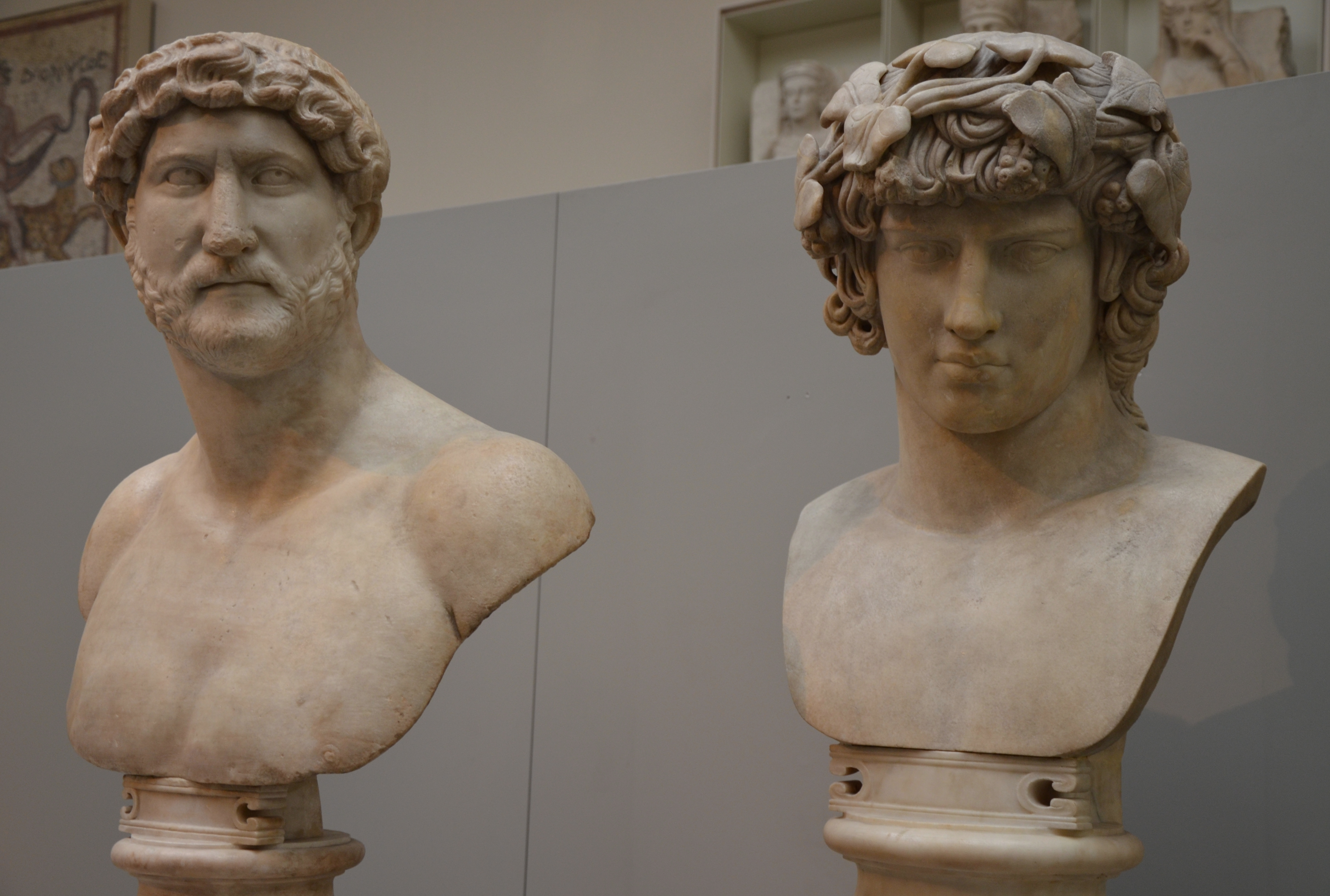
Adriano e Antinoo

| Lucio Mindio (2)                 | Lucio Mindio (2)                 | Lucio Mindio (2)                 | Lucio Mindio (2)                 | Lucio Mindio (2)                 | Lucio Mindio (2)                 |                         |                         | Libo Rupilio Frugi (3)        | Libo Rupilio Frugi (3)        | Libo Rupilio Frugi (3)        | Libo Rupilio Frugi (3)        | Libo Rupilio Frugi (3)        | Libo Rupilio Frugi (3)        |                               |                               | Salonina Matidia              | Salonina Matidia              | Salonina Matidia              | Salonina Matidia              | Salonina Matidia              | Salonina Matidia              |                               |                               | Lucio Vibio Sabino (1)        | Lucio Vibio Sabino (1)        | Lucio Vibio Sabino (1)      | Lucio Vibio Sabino (1)      | Lucio Vibio Sabino (1)      | Lucio Vibio Sabino (1)      |                          |                          |                                |                                |                                |                                |                                |                                | Antinoo                        | Antinoo                        | Antinoo                        | Antinoo                        | Antinoo                       | Antinoo                       |                               |                               | Publio Elio Traiano Adriano (r. 117–138) | Publio Elio Traiano Adriano (r. 117–138) | Publio Elio Traiano Adriano (r. 117–138) | Publio Elio Traiano Adriano (r. 117–138) | Publio Elio Traiano Adriano (r. 117–138) | Publio Elio Traiano Adriano (r. 117–138) |                               |                               |                          |                          |                           |                           |                                 |                                 |                                 |                                 |                                 |                                 | Elia Domizia Paulina  | Elia Domizia Paulina  | Elia Domizia Paulina       | Elia Domizia Paulina       | Elia Domizia Paulina       | Elia Domizia Paulina       |                             |                             |                             |                             |                             |                             |                            |                            |                            |                            |                     |                     |  |  |  |  |
|                                  |                                  |                                  |                                  |                                  |                                  |                         |                         |                               |                               |                               |                               |                               |                               |                               |                               |                               |                               |                               |                               |                               |                               |                               |                               |                               |                               |                             |                             |                             |                             |                          |                          |                                |                                |                                |                                |                                |                                |                                |                                |                                |                                |                               |                               |                               |                               |                                          |                                          |                                          |                                          |                                          |                                          |                               |                               |                          |                          |                           |                           |                                 |                                 |                                 |                                 |                                 |                                 |                       |                       |                            |                            |                            |                            |                             |                             |                             |                             |                             |                             |                            |                            |                            |                            |                     |                     |  |  |  |  |
|                                  |                                  |                                  |                                  |                                  |                                  |                         |                         |                               |                               |                               |                               |                               |                               |                               |                               |                               |                               |                               |                               |                               |                               |                               |                               |                               |                               |                             |                             |                             |                             |                          |                          |                                |                                |                                |                                |                                |                                |                                |                                |                                |                                |                               |                               |                               |                               |                                          |                                          |                                          |                                          |                                          |                                          |                               |                               |                          |                          |                           |                           |                                 |                                 |                                 |                                 |                                 |                                 |                       |                       |                            |                            |                            |                            |                             |                             |                             |                             |                             |                             |                            |                            |                            |                            |                     |                     |  |  |  |  |
|                                  |                                  |                                  |                                  | Vibia Matidia                    | Vibia Matidia                    | Vibia Matidia           | Vibia Matidia           | Vibia Matidia                 | Vibia Matidia                 |                               |                               |                               |                               |                               |                               |                               |                               |                               |                               |                               |                               |                               |                               |                               |                               |                             |                             |                             |                             |                          |                          | Gaio Svetonio Tranquillo       | Gaio Svetonio Tranquillo       | Gaio Svetonio Tranquillo       | Gaio Svetonio Tranquillo       | Gaio Svetonio Tranquillo       | Gaio Svetonio Tranquillo       |                                |                                | Vibia Sabina                   | Vibia Sabina                   | Vibia Sabina                  | Vibia Sabina                  | Vibia Sabina                  | Vibia Sabina                  |                                          |                                          |                                          |                                          |                                          |                                          |                               |                               |                          |                          |                           |                           |                                 |                                 |                                 |                                 |                                 |                                 |                       |                       |                            |                            |                            |                            |                             |                             |                             |                             |                             |                             |                            |                            |                            |                            |                     |                     |  |  |  |  |
|                                  |                                  |                                  |                                  | Vibia Matidia                    | Vibia Matidia                    | Vibia Matidia           | Vibia Matidia           | Vibia Matidia                 | Vibia Matidia                 |                               |                               |                               |                               |                               |                               |                               |                               |                               |                               |                               |                               |                               |                               |                               |                               |                             |                             |                             |                             |                          |                          | Gaio Svetonio Tranquillo       | Gaio Svetonio Tranquillo       | Gaio Svetonio Tranquillo       | Gaio Svetonio Tranquillo       | Gaio Svetonio Tranquillo       | Gaio Svetonio Tranquillo       |                                |                                | Vibia Sabina                   | Vibia Sabina                   | Vibia Sabina                  | Vibia Sabina                  | Vibia Sabina                  | Vibia Sabina                  |                                          |                                          |                                          |                                          |                                          |                                          |                               |                               |                          |                          |                           |                           |                                 |                                 |                                 |                                 |                                 |                                 |                       |                       |                            |                            |                            |                            |                             |                             |                             |                             |                             |                             |                            |                            |                            |                            |                     |                     |  |  |  |  |
|                                  |                                  |                                  |                                  |                                  |                                  |                         |                         |                               |                               |                               |                               |                               |                               | Marco Annio Vero (console 97) | Marco Annio Vero (console 97) | Marco Annio Vero (console 97) | Marco Annio Vero (console 97) | Marco Annio Vero (console 97) | Marco Annio Vero (console 97) |                               |                               |                               |                               |                               |                               |                             |                             |                             |                             |                          |                          |                                |                                |                                |                                |                                |                                |                                |                                |                                |                                |                               |                               |                               |                               |                                          |                                          |                                          |                                          |                                          |                                          |                               |                               |                          |                          |                           |                           |                                 |                                 |                                 |                                 |                                 |                                 | C. Fuscus Salinator I | C. Fuscus Salinator I | C. Fuscus Salinator I      | C. Fuscus Salinator I      | C. Fuscus Salinator I      | C. Fuscus Salinator I      |                             |                             | Giulia Serviana Paulina     | Giulia Serviana Paulina     | Giulia Serviana Paulina     | Giulia Serviana Paulina     | Giulia Serviana Paulina    | Giulia Serviana Paulina    |                            |                            |                     |                     |  |  |  |  |
|                                  |                                  |                                  |                                  |                                  |                                  |                         |                         |                               |                               |                               |                               |                               |                               | Marco Annio Vero (console 97) | Marco Annio Vero (console 97) | Marco Annio Vero (console 97) | Marco Annio Vero (console 97) | Marco Annio Vero (console 97) | Marco Annio Vero (console 97) |                               |                               |                               |                               |                               |                               |                             |                             |                             |                             |                          |                          |                                |                                |                                |                                |                                |                                |                                |                                |                                |                                |                               |                               |                               |                               |                                          |                                          |                                          |                                          |                                          |                                          |                               |                               |                          |                          |                           |                           |                                 |                                 |                                 |                                 |                                 |                                 | C. Fuscus Salinator I | C. Fuscus Salinator I | C. Fuscus Salinator I      | C. Fuscus Salinator I      | C. Fuscus Salinator I      | C. Fuscus Salinator I      |                             |                             | Giulia Serviana Paulina     | Giulia Serviana Paulina     | Giulia Serviana Paulina     | Giulia Serviana Paulina     | Giulia Serviana Paulina    | Giulia Serviana Paulina    |                            |                            |                     |                     |  |  |  |  |
|                                  |                                  |                                  |                                  | Rupilia Faustina                 | Rupilia Faustina                 | Rupilia Faustina        | Rupilia Faustina        | Rupilia Faustina              | Rupilia Faustina              |                               |                               |                               |                               |                               |                               |                               |                               |                               |                               |                               |                               |                               |                               | Boionia Procilla              | Boionia Procilla              | Boionia Procilla            | Boionia Procilla            | Boionia Procilla            | Boionia Procilla            |                          |                          | Gneo Arrio Antonino            | Gneo Arrio Antonino            | Gneo Arrio Antonino            | Gneo Arrio Antonino            | Gneo Arrio Antonino            | Gneo Arrio Antonino            |                                |                                |                                |                                |                               |                               |                               |                               |                                          |                                          |                                          |                                          |                                          |                                          |                               |                               |                          |                          |                           |                           |                                 |                                 |                                 |                                 |                                 |                                 |                       |                       |                            |                            |                            |                            |                             |                             |                             |                             |                             |                             |                            |                            |                            |                            |                     |                     |  |  |  |  |
|                                  |                                  |                                  |                                  | Rupilia Faustina                 | Rupilia Faustina                 | Rupilia Faustina        | Rupilia Faustina        | Rupilia Faustina              | Rupilia Faustina              |                               |                               |                               |                               |                               |                               |                               |                               |                               |                               |                               |                               |                               |                               | Boionia Procilla              | Boionia Procilla              | Boionia Procilla            | Boionia Procilla            | Boionia Procilla            | Boionia Procilla            |                          |                          | Gneo Arrio Antonino            | Gneo Arrio Antonino            | Gneo Arrio Antonino            | Gneo Arrio Antonino            | Gneo Arrio Antonino            | Gneo Arrio Antonino            |                                |                                |                                |                                |                               |                               |                               |                               |                                          |                                          |                                          |                                          |                                          |                                          |                               |                               |                          |                          |                           |                           |                                 |                                 |                                 |                                 |                                 |                                 |                       |                       |                            |                            |                            |                            |                             |                             |                             |                             |                             |                             |                            |                            |                            |                            |                     |                     |  |  |  |  |
|                                  |                                  |                                  |                                  |                                  |                                  |                         |                         |                               |                               |                               |                               | L. Caesennius Paetus          | L. Caesennius Paetus          | L. Caesennius Paetus          | L. Caesennius Paetus          | L. Caesennius Paetus          | L. Caesennius Paetus          |                               |                               |                               |                               |                               |                               |                               |                               |                             |                             |                             |                             |                          |                          |                                |                                |                                |                                |                                |                                |                                |                                |                                |                                |                               |                               |                               |                               |                                          |                                          |                                          |                                          |                                          |                                          | L. Ceionius Commodus          | L. Ceionius Commodus          | L. Ceionius Commodus     | L. Ceionius Commodus     | L. Ceionius Commodus      | L. Ceionius Commodus      |                                 |                                 | Appia Severa                    | Appia Severa                    | Appia Severa                    | Appia Severa                    | Appia Severa          | Appia Severa          |                            |                            | C. Fuscus Salinator II     | C. Fuscus Salinator II     | C. Fuscus Salinator II      | C. Fuscus Salinator II      | C. Fuscus Salinator II      | C. Fuscus Salinator II      |                             |                             |                            |                            |                            |                            |                     |                     |  |  |  |  |
|                                  |                                  |                                  |                                  |                                  |                                  |                         |                         |                               |                               |                               |                               |                               | L. Caesennius Paetus          | L. Caesennius Paetus          | L. Caesennius Paetus          | L. Caesennius Paetus          | L. Caesennius Paetus          |                               |                               |                               |                               |                               |                               |                               |                               |                             |                             |                             |                             |                          |                          |                                |                                |                                |                                |                                |                                |                                |                                |                                |                                |                               |                               |                               |                               |                                          |                                          |                                          |                                          |                                          |                                          | L. Ceionius Commodus          | L. Ceionius Commodus          | L. Ceionius Commodus     | L. Ceionius Commodus     | L. Ceionius Commodus      | L. Ceionius Commodus      |                                 |                                 | Appia Severa                    | Appia Severa                    | Appia Severa                    | Appia Severa                    | Appia Severa          | Appia Severa          |                            |                            | C. Fuscus Salinator II     | C. Fuscus Salinator II     | C. Fuscus Salinator II      | C. Fuscus Salinator II      | C. Fuscus Salinator II      | C. Fuscus Salinator II      |                             |                             |                            |                            |                            |                            |                     |                     |  |  |  |  |
|                                  |                                  |                                  |                                  |                                  |                                  |                         |                         |                               |                               |                               |                               |                               |                               |                               |                               |                               |                               |                               |                               |                               |                               |                               |                               | Arria Antonia                 | Arria Antonia                 | Arria Antonia               | Arria Antonia               | Arria Antonia               | Arria Antonia               |                          |                          | Arria Fadilla                  | Arria Fadilla                  | Arria Fadilla                  | Arria Fadilla                  | Arria Fadilla                  | Arria Fadilla                  |                                |                                |                                |                                | Tito Aurelio Fulvo            | Tito Aurelio Fulvo            | Tito Aurelio Fulvo            | Tito Aurelio Fulvo            | Tito Aurelio Fulvo                       | Tito Aurelio Fulvo                       |                                          |                                          |                                          |                                          |                               |                               |                          |                          |                           |                           |                                 |                                 |                                 |                                 |                                 |                                 |                       |                       |                            |                            |                            |                            |                             |                             |                             |                             |                             |                             |                            |                            |                            |                            |                     |                     |  |  |  |  |
|                                  |                                  |                                  |                                  |                                  |                                  |                         |                         |                               |                               |                               |                               |                               |                               |                               |                               |                               |                               |                               |                               |                               |                               |                               |                               |                               | Arria Antonia                 | Arria Antonia               | Arria Antonia               | Arria Antonia               | Arria Antonia               |                          |                          | Arria Fadilla                  | Arria Fadilla                  | Arria Fadilla                  | Arria Fadilla                  | Arria Fadilla                  | Arria Fadilla                  |                                |                                |                                |                                | Tito Aurelio Fulvo            | Tito Aurelio Fulvo            | Tito Aurelio Fulvo            | Tito Aurelio Fulvo            | Tito Aurelio Fulvo                       | Tito Aurelio Fulvo                       |                                          |                                          |                                          |                                          |                               |                               |                          |                          |                           |                           |                                 |                                 |                                 |                                 |                                 |                                 |                       |                       |                            |                            |                            |                            |                             |                             |                             |                             |                             |                             |                            |                            |                            |                            |                     |                     |  |  |  |  |
|                                  |                                  |                                  |                                  |                                  |                                  |                         |                         |                               |                               |                               |                               |                               |                               |                               |                               | Lucio Cesennio Antonino       | Lucio Cesennio Antonino       | Lucio Cesennio Antonino       | Lucio Cesennio Antonino       | Lucio Cesennio Antonino       | Lucio Cesennio Antonino       |                               |                               |                               |                               |                             |                             |                             |                             |                          |                          |                                |                                |                                |                                |                                |                                |                                |                                |                                |                                |                               |                               |                               |                               |                                          |                                          |                                          |                                          |                                          |                                          | Lucio Commodo                 | Lucio Commodo                 | Lucio Commodo            | Lucio Commodo            | Lucio Commodo             | Lucio Commodo             |                                 |                                 | Fundania Plautia                | Fundania Plautia                | Fundania Plautia                | Fundania Plautia                | Fundania Plautia      | Fundania Plautia      |                            |                            | Ignota Plautia             | Ignota Plautia             | Ignota Plautia              | Ignota Plautia              | Ignota Plautia              | Ignota Plautia              |                             |                             | Gaio Avidio Nigrino        | Gaio Avidio Nigrino        | Gaio Avidio Nigrino        | Gaio Avidio Nigrino        | Gaio Avidio Nigrino | Gaio Avidio Nigrino |  |  |  |  |
|                                  |                                  |                                  |                                  |                                  |                                  |                         |                         |                               |                               |                               |                               |                               |                               |                               |                               | Lucio Cesennio Antonino       | Lucio Cesennio Antonino       | Lucio Cesennio Antonino       | Lucio Cesennio Antonino       | Lucio Cesennio Antonino       | Lucio Cesennio Antonino       |                               |                               |                               |                               |                             |                             |                             |                             |                          |                          |                                |                                |                                |                                |                                |                                |                                |                                |                                |                                |                               |                               |                               |                               |                                          |                                          |                                          |                                          |                                          |                                          | Lucio Commodo                 | Lucio Commodo                 | Lucio Commodo            | Lucio Commodo            | Lucio Commodo             | Lucio Commodo             |                                 |                                 | Fundania Plautia                | Fundania Plautia                | Fundania Plautia                | Fundania Plautia                | Fundania Plautia      | Fundania Plautia      |                            |                            | Ignota Plautia             | Ignota Plautia             | Ignota Plautia              | Ignota Plautia              | Ignota Plautia              | Ignota Plautia              |                             |                             | Gaio Avidio Nigrino        | Gaio Avidio Nigrino        | Gaio Avidio Nigrino        | Gaio Avidio Nigrino        | Gaio Avidio Nigrino | Gaio Avidio Nigrino |  |  |  |  |
|                                  |                                  |                                  |                                  |                                  |                                  |                         |                         |                               |                               |                               |                               |                               |                               |                               |                               |                               |                               |                               |                               |                               |                               |                               |                               |                               |                               |                             |                             |                             |                             |                          |                          |                                |                                |                                |                                |                                |                                |                                |                                |                                |                                |                               |                               | Antonino Pio (r. 138–161)     |                               |                                          |                                          |                                          |                                          |                                          |                                          |                               |                               |                          |                          |                           |                           |                                 |                                 |                                 |                                 |                                 |                                 |                       |                       |                            |                            |                            |                            |                             |                             |                             |                             |                             |                             |                            |                            |                            |                            |                     |                     |  |  |  |  |
|                                  |                                  |                                  |                                  |                                  |                                  |                         |                         |                               |                               |                               |                               |                               |                               |                               |                               |                               |                               |                               |                               |                               |                               |                               |                               |                               |                               |                             |                             |                             |                             |                          |                          |                                |                                |                                |                                |                                |                                |                                |                                |                                |                                |                               |                               |                               |                               |                                          |                                          |                                          |                                          |                                          |                                          |                               |                               |                          |                          |                           |                           |                                 |                                 |                                 |                                 |                                 |                                 |                       |                       |                            |                            |                            |                            |                             |                             |                             |                             |                             |                             |                            |                            |                            |                            |                     |                     |  |  |  |  |
| Marco Annio Vero (pretore)       | Marco Annio Vero (pretore)       | Marco Annio Vero (pretore)       | Marco Annio Vero (pretore)       | Marco Annio Vero (pretore)       | Marco Annio Vero (pretore)       |                         |                         | Domizia Lucilla               | Domizia Lucilla               | Domizia Lucilla               | Domizia Lucilla               | Domizia Lucilla               | Domizia Lucilla               |                               |                               |                               |                               |                               |                               | Fundania                      | Fundania                      | Fundania                      | Fundania                      | Fundania                      | Fundania                      |                             |                             | Marco Annio Libone          | Marco Annio Libone          | Marco Annio Libone       | Marco Annio Libone       | Marco Annio Libone             | Marco Annio Libone             |                                |                                | Faustina maggiore              | Faustina maggiore              | Faustina maggiore              | Faustina maggiore              | Faustina maggiore              | Faustina maggiore              |                               |                               |                               |                               |                                          |                                          |                                          |                                          |                                          |                                          |                               |                               |                          |                          | Lucio Elio Cesare         | Lucio Elio Cesare         | Lucio Elio Cesare               | Lucio Elio Cesare               | Lucio Elio Cesare               | Lucio Elio Cesare               |                                 |                                 |                       |                       |                            |                            |                            |                            |                             |                             | Avidia Plauzia              | Avidia Plauzia              | Avidia Plauzia              | Avidia Plauzia              | Avidia Plauzia             | Avidia Plauzia             |                            |                            |                     |                     |  |  |  |  |
| Marco Annio Vero (pretore)       | Marco Annio Vero (pretore)       | Marco Annio Vero (pretore)       | Marco Annio Vero (pretore)       | Marco Annio Vero (pretore)       | Marco Annio Vero (pretore)       |                         |                         | Domizia Lucilla               | Domizia Lucilla               | Domizia Lucilla               | Domizia Lucilla               | Domizia Lucilla               | Domizia Lucilla               |                               |                               |                               |                               |                               |                               | Fundania                      | Fundania                      | Fundania                      | Fundania                      | Fundania                      | Fundania                      |                             |                             |                             | Marco Annio Libone          | Marco Annio Libone       | Marco Annio Libone       | Marco Annio Libone             | Marco Annio Libone             |                                |                                | Faustina maggiore              | Faustina maggiore              | Faustina maggiore              | Faustina maggiore              | Faustina maggiore              | Faustina maggiore              |                               |                               |                               |                               |                                          |                                          |                                          |                                          |                                          |                                          |                               |                               |                          |                          | Lucio Elio Cesare         | Lucio Elio Cesare         | Lucio Elio Cesare               | Lucio Elio Cesare               | Lucio Elio Cesare               | Lucio Elio Cesare               |                                 |                                 |                       |                       |                            |                            |                            |                            |                             |                             | Avidia Plauzia              | Avidia Plauzia              | Avidia Plauzia              | Avidia Plauzia              | Avidia Plauzia             | Avidia Plauzia             |                            |                            |                     |                     |  |  |  |  |
|                                  |                                  |                                  |                                  |                                  |                                  |                         |                         |                               |                               |                               |                               |                               |                               |                               |                               |                               |                               |                               |                               |                               |                               |                               |                               |                               |                               |                             |                             |                             |                             |                          |                          |                                |                                |                                |                                |                                |                                |                                |                                |                                |                                |                               |                               |                               |                               |                                          |                                          |                                          |                                          |                                          |                                          |                               |                               |                          |                          |                           |                           |                                 |                                 |                                 |                                 |                                 |                                 |                       |                       |                            |                            |                            |                            |                             |                             |                             |                             |                             |                             |                            |                            |                            |                            |                     |                     |  |  |  |  |
|                                  |                                  |                                  |                                  |                                  |                                  |                         |                         |                               |                               |                               |                               |                               |                               |                               |                               |                               |                               |                               |                               |                               |                               |                               |                               |                               |                               |                             |                             |                             |                             |                          |                          |                                |                                |                                |                                |                                |                                |                                |                                |                                |                                |                               |                               |                               |                               |                                          |                                          |                                          |                                          |                                          |                                          |                               |                               |                          |                          |                           |                           |                                 |                                 |                                 |                                 |                                 |                                 |                       |                       |                            |                            |                            |                            |                             |                             |                             |                             |                             |                             |                            |                            |                            |                            |                     |                     |  |  |  |  |
| Cornificia                       | Cornificia                       | Cornificia                       | Cornificia                       | Cornificia                       | Cornificia                       |                         |                         | Marco Aurelio (r. 161–180)    | Marco Aurelio (r. 161–180)    | Marco Aurelio (r. 161–180)    | Marco Aurelio (r. 161–180)    | Marco Aurelio (r. 161–180)    | Marco Aurelio (r. 161–180)    |                               |                               |                               |                               | Faustina minore               | Faustina minore               | Faustina minore               | Faustina minore               | Faustina minore               | Faustina minore               |                               |                               | Gaio Cassio Avidio          | Gaio Cassio Avidio          | Gaio Cassio Avidio          | Gaio Cassio Avidio          | Gaio Cassio Avidio       | Gaio Cassio Avidio       |                                |                                |                                |                                | Aurelia Fadilla                | Aurelia Fadilla                | Aurelia Fadilla                | Aurelia Fadilla                | Aurelia Fadilla                | Aurelia Fadilla                |                               |                               | Lucio Vero (r. 161–169) (1)   | Lucio Vero (r. 161–169) (1)   | Lucio Vero (r. 161–169) (1)              | Lucio Vero (r. 161–169) (1)              | Lucio Vero (r. 161–169) (1)              | Lucio Vero (r. 161–169) (1)              |                                          |                                          | Ceionia Fabia                 | Ceionia Fabia                 | Ceionia Fabia            | Ceionia Fabia            | Ceionia Fabia             | Ceionia Fabia             |                                 |                                 | Plauzio Quintillo               | Plauzio Quintillo               | Plauzio Quintillo               | Plauzio Quintillo               | Plauzio Quintillo     | Plauzio Quintillo     |                            |                            | Quinto Servilio Pudente    | Quinto Servilio Pudente    | Quinto Servilio Pudente     | Quinto Servilio Pudente     | Quinto Servilio Pudente     | Quinto Servilio Pudente     |                             |                             | Ceionia Plauzia            | Ceionia Plauzia            | Ceionia Plauzia            | Ceionia Plauzia            | Ceionia Plauzia     | Ceionia Plauzia     |  |  |  |  |
| Cornificia                       | Cornificia                       | Cornificia                       | Cornificia                       | Cornificia                       | Cornificia                       |                         |                         | Marco Aurelio (r. 161–180)    | Marco Aurelio (r. 161–180)    | Marco Aurelio (r. 161–180)    | Marco Aurelio (r. 161–180)    | Marco Aurelio (r. 161–180)    | Marco Aurelio (r. 161–180)    |                               |                               |                               |                               | Faustina minore               | Faustina minore               | Faustina minore               | Faustina minore               | Faustina minore               | Faustina minore               |                               |                               | Gaio Cassio Avidio          | Gaio Cassio Avidio          | Gaio Cassio Avidio          | Gaio Cassio Avidio          | Gaio Cassio Avidio       | Gaio Cassio Avidio       |                                |                                |                                |                                | Aurelia Fadilla                | Aurelia Fadilla                | Aurelia Fadilla                | Aurelia Fadilla                | Aurelia Fadilla                | Aurelia Fadilla                |                               |                               | Lucio Vero (r. 161–169) (1)   | Lucio Vero (r. 161–169) (1)   | Lucio Vero (r. 161–169) (1)              | Lucio Vero (r. 161–169) (1)              | Lucio Vero (r. 161–169) (1)              | Lucio Vero (r. 161–169) (1)              |                                          |                                          | Ceionia Fabia                 | Ceionia Fabia                 | Ceionia Fabia            | Ceionia Fabia            | Ceionia Fabia             | Ceionia Fabia             |                                 |                                 | Plauzio Quintillo               | Plauzio Quintillo               | Plauzio Quintillo               | Plauzio Quintillo               | Plauzio Quintillo     | Plauzio Quintillo     |                            |                            | Quinto Servilio Pudente    | Quinto Servilio Pudente    | Quinto Servilio Pudente     | Quinto Servilio Pudente     | Quinto Servilio Pudente     | Quinto Servilio Pudente     |                             |                             | Ceionia Plauzia            | Ceionia Plauzia            | Ceionia Plauzia            | Ceionia Plauzia            | Ceionia Plauzia     | Ceionia Plauzia     |  |  |  |  |
|                                  |                                  |                                  |                                  |                                  |                                  |                         |                         |                               |                               |                               |                               |                               |                               |                               |                               |                               |                               |                               |                               |                               |                               |                               |                               |                               |                               |                             |                             |                             |                             |                          |                          |                                |                                |                                |                                |                                |                                |                                |                                |                                |                                |                               |                               |                               |                               |                                          |                                          |                                          |                                          |                                          |                                          |                               |                               |                          |                          |                           |                           |                                 |                                 |                                 |                                 |                                 |                                 |                       |                       |                            |                            |                            |                            |                             |                             |                             |                             |                             |                             |                            |                            |                            |                            |                     |                     |  |  |  |  |
|                                  |                                  |                                  |                                  |                                  |                                  |                         |                         |                               |                               |                               |                               |                               |                               |                               |                               |                               |                               |                               |                               |                               |                               |                               |                               |                               |                               |                             |                             |                             |                             |                          |                          |                                |                                |                                |                                |                                |                                |                                |                                |                                |                                |                               |                               |                               |                               |                                          |                                          |                                          |                                          |                                          |                                          |                               |                               |                          |                          |                           |                           |                                 |                                 |                                 |                                 |                                 |                                 |                       |                       |                            |                            |                            |                            |                             |                             |                             |                             |                             |                             |                            |                            |                            |                            |                     |                     |  |  |  |  |
| Annia Cornificia Faustina minore | Annia Cornificia Faustina minore | Annia Cornificia Faustina minore | Annia Cornificia Faustina minore | Annia Cornificia Faustina minore | Annia Cornificia Faustina minore |                         |                         | Marco Petronio Sura Mamertino | Marco Petronio Sura Mamertino | Marco Petronio Sura Mamertino | Marco Petronio Sura Mamertino | Marco Petronio Sura Mamertino | Marco Petronio Sura Mamertino |                               |                               | Commodo (r. 177–192)          | Commodo (r. 177–192)          | Commodo (r. 177–192)          | Commodo (r. 177–192)          | Commodo (r. 177–192)          | Commodo (r. 177–192)          |                               |                               | Fadilla                       | Fadilla                       | Fadilla                     | Fadilla                     | Fadilla                     | Fadilla                     |                          |                          | Marco Annio Vero Cesare        | Marco Annio Vero Cesare        | Marco Annio Vero Cesare        | Marco Annio Vero Cesare        | Marco Annio Vero Cesare        | Marco Annio Vero Cesare        |                                |                                | Tiberio Claudio Pompeiano (2)  | Tiberio Claudio Pompeiano (2)  | Tiberio Claudio Pompeiano (2) | Tiberio Claudio Pompeiano (2) | Tiberio Claudio Pompeiano (2) | Tiberio Claudio Pompeiano (2) |                                          |                                          | Annia Aurelia Galeria Lucilla            | Annia Aurelia Galeria Lucilla            | Annia Aurelia Galeria Lucilla            | Annia Aurelia Galeria Lucilla            | Annia Aurelia Galeria Lucilla | Annia Aurelia Galeria Lucilla |                          |                          |                           |                           | Marco Peduceo Plauzio Quintillo | Marco Peduceo Plauzio Quintillo | Marco Peduceo Plauzio Quintillo | Marco Peduceo Plauzio Quintillo | Marco Peduceo Plauzio Quintillo | Marco Peduceo Plauzio Quintillo |                       |                       | Giunio Licinio Balbo padre | Giunio Licinio Balbo padre | Giunio Licinio Balbo padre | Giunio Licinio Balbo padre | Giunio Licinio Balbo padre  | Giunio Licinio Balbo padre  |                             |                             | Servilia Ceionia            | Servilia Ceionia            | Servilia Ceionia           | Servilia Ceionia           | Servilia Ceionia           | Servilia Ceionia           |                     |                     |  |  |  |  |
| Annia Cornificia Faustina minore | Annia Cornificia Faustina minore | Annia Cornificia Faustina minore | Annia Cornificia Faustina minore | Annia Cornificia Faustina minore | Annia Cornificia Faustina minore |                         |                         | Marco Petronio Sura Mamertino | Marco Petronio Sura Mamertino | Marco Petronio Sura Mamertino | Marco Petronio Sura Mamertino | Marco Petronio Sura Mamertino | Marco Petronio Sura Mamertino |                               |                               |                               | Commodo (r. 177–192)          | Commodo (r. 177–192)          | Commodo (r. 177–192)          | Commodo (r. 177–192)          | Commodo (r. 177–192)          |                               |                               | Fadilla                       | Fadilla                       | Fadilla                     | Fadilla                     | Fadilla                     | Fadilla                     |                          |                          | Marco Annio Vero Cesare        | Marco Annio Vero Cesare        | Marco Annio Vero Cesare        | Marco Annio Vero Cesare        | Marco Annio Vero Cesare        | Marco Annio Vero Cesare        |                                |                                | Tiberio Claudio Pompeiano (2)  | Tiberio Claudio Pompeiano (2)  | Tiberio Claudio Pompeiano (2) | Tiberio Claudio Pompeiano (2) | Tiberio Claudio Pompeiano (2) | Tiberio Claudio Pompeiano (2) |                                          |                                          | Annia Aurelia Galeria Lucilla            | Annia Aurelia Galeria Lucilla            | Annia Aurelia Galeria Lucilla            | Annia Aurelia Galeria Lucilla            | Annia Aurelia Galeria Lucilla | Annia Aurelia Galeria Lucilla |                          |                          |                           |                           | Marco Peduceo Plauzio Quintillo | Marco Peduceo Plauzio Quintillo | Marco Peduceo Plauzio Quintillo | Marco Peduceo Plauzio Quintillo | Marco Peduceo Plauzio Quintillo | Marco Peduceo Plauzio Quintillo |                       |                       | Giunio Licinio Balbo padre | Giunio Licinio Balbo padre | Giunio Licinio Balbo padre | Giunio Licinio Balbo padre | Giunio Licinio Balbo padre  | Giunio Licinio Balbo padre  |                             |                             | Servilia Ceionia            | Servilia Ceionia            | Servilia Ceionia           | Servilia Ceionia           | Servilia Ceionia           | Servilia Ceionia           |                     |                     |  |  |  |  |
|                                  |                                  |                                  |                                  |                                  |                                  |                         |                         |                               |                               |                               |                               |                               |                               |                               |                               |                               |                               |                               |                               |                               |                               |                               |                               |                               |                               |                             |                             |                             |                             |                          |                          |                                |                                |                                |                                |                                |                                |                                |                                |                                |                                |                               |                               |                               |                               |                                          |                                          |                                          |                                          |                                          |                                          |                               |                               |                          |                          |                           |                           |                                 |                                 |                                 |                                 |                                 |                                 |                       |                       |                            |                            |                            |                            |                             |                             |                             |                             |                             |                             |                            |                            |                            |                            |                     |                     |  |  |  |  |
|                                  |                                  |                                  |                                  |                                  |                                  |                         |                         |                               |                               |                               |                               |                               |                               |                               |                               |                               |                               |                               |                               |                               |                               |                               |                               |                               |                               |                             |                             |                             |                             |                          |                          |                                |                                |                                |                                |                                |                                |                                |                                |                                |                                |                               |                               |                               |                               |                                          |                                          |                                          |                                          |                                          |                                          |                               |                               |                          |                          |                           |                           |                                 |                                 |                                 |                                 |                                 |                                 |                       |                       |                            |                            |                            |                            |                             |                             |                             |                             |                             |                             |                            |                            |                            |                            |                     |                     |  |  |  |  |
|                                  |                                  |                                  |                                  | Petronio Antonino                | Petronio Antonino                | Petronio Antonino       | Petronio Antonino       | Petronio Antonino             | Petronio Antonino             |                               |                               | L. Aurelius Agaclytus (2)     | L. Aurelius Agaclytus (2)     | L. Aurelius Agaclytus (2)     | L. Aurelius Agaclytus (2)     | L. Aurelius Agaclytus (2)     | L. Aurelius Agaclytus (2)     |                               |                               | Vibia Sabina Aurelia          | Vibia Sabina Aurelia          | Vibia Sabina Aurelia          | Vibia Sabina Aurelia          | Vibia Sabina Aurelia          | Vibia Sabina Aurelia          |                             |                             | Lucio Antistio Burro (1)    | Lucio Antistio Burro (1)    | Lucio Antistio Burro (1) | Lucio Antistio Burro (1) | Lucio Antistio Burro (1)       | Lucio Antistio Burro (1)       |                                |                                | Plauzio Quintillo              | Plauzio Quintillo              | Plauzio Quintillo              | Plauzio Quintillo              | Plauzio Quintillo              | Plauzio Quintillo              |                               |                               | Plauzia Servilla              | Plauzia Servilla              | Plauzia Servilla                         | Plauzia Servilla                         | Plauzia Servilla                         | Plauzia Servilla                         |                                          |                                          |                               |                               | Timesiteo                | Timesiteo                | Timesiteo                 | Timesiteo                 | Timesiteo                       | Timesiteo                       |                                 |                                 | Antonia Gordiana                | Antonia Gordiana                | Antonia Gordiana      | Antonia Gordiana      | Antonia Gordiana           | Antonia Gordiana           |                            |                            | Giunio Licinio Balbo figlio | Giunio Licinio Balbo figlio | Giunio Licinio Balbo figlio | Giunio Licinio Balbo figlio | Giunio Licinio Balbo figlio | Giunio Licinio Balbo figlio |                            |                            |                            |                            |                     |                     |  |  |  |  |
|                                  |                                  |                                  |                                  | Petronio Antonino                | Petronio Antonino                | Petronio Antonino       | Petronio Antonino       | Petronio Antonino             | Petronio Antonino             |                               |                               | L. Aurelius Agaclytus (2)     | L. Aurelius Agaclytus (2)     | L. Aurelius Agaclytus (2)     | L. Aurelius Agaclytus (2)     | L. Aurelius Agaclytus (2)     | L. Aurelius Agaclytus (2)     |                               |                               | Vibia Sabina Aurelia          | Vibia Sabina Aurelia          | Vibia Sabina Aurelia          | Vibia Sabina Aurelia          | Vibia Sabina Aurelia          | Vibia Sabina Aurelia          |                             |                             | Lucio Antistio Burro (1)    | Lucio Antistio Burro (1)    | Lucio Antistio Burro (1) | Lucio Antistio Burro (1) | Lucio Antistio Burro (1)       | Lucio Antistio Burro (1)       |                                |                                | Plauzio Quintillo              | Plauzio Quintillo              | Plauzio Quintillo              | Plauzio Quintillo              | Plauzio Quintillo              | Plauzio Quintillo              |                               |                               | Plauzia Servilla              | Plauzia Servilla              | Plauzia Servilla                         | Plauzia Servilla                         | Plauzia Servilla                         | Plauzia Servilla                         |                                          |                                          |                               |                               | Timesiteo                | Timesiteo                | Timesiteo                 | Timesiteo                 | Timesiteo                       | Timesiteo                       |                                 |                                 | Antonia Gordiana                | Antonia Gordiana                | Antonia Gordiana      | Antonia Gordiana      | Antonia Gordiana           | Antonia Gordiana           |                            |                            | Giunio Licinio Balbo figlio | Giunio Licinio Balbo figlio | Giunio Licinio Balbo figlio | Giunio Licinio Balbo figlio | Giunio Licinio Balbo figlio | Giunio Licinio Balbo figlio |                            |                            |                            |                            |                     |                     |  |  |  |  |
|                                  |                                  |                                  |                                  |                                  |                                  |                         |                         |                               |                               |                               |                               |                               |                               |                               |                               |                               |                               |                               |                               |                               |                               |                               |                               |                               |                               |                             |                             |                             |                             |                          |                          |                                |                                |                                |                                |                                |                                |                                |                                |                                |                                |                               |                               |                               |                               |                                          |                                          |                                          |                                          |                                          |                                          |                               |                               |                          |                          |                           |                           |                                 |                                 |                                 |                                 |                                 |                                 |                       |                       |                            |                            |                            |                            |                             |                             |                             |                             |                             |                             |                            |                            |                            |                            |                     |                     |  |  |  |  |
|                                  |                                  |                                  |                                  |                                  |                                  |                         |                         |                               |                               |                               |                               |                               |                               |                               |                               |                               |                               |                               |                               |                               |                               |                               |                               |                               |                               |                             |                             |                             |                             |                          |                          |                                |                                |                                |                                |                                |                                |                                |                                |                                |                                |                               |                               |                               |                               |                                          |                                          |                                          |                                          |                                          |                                          |                               |                               |                          |                          |                           |                           |                                 |                                 |                                 |                                 |                                 |                                 |                       |                       |                            |                            |                            |                            |                             |                             |                             |                             |                             |                             |                            |                            |                            |                            |                     |                     |  |  |  |  |
|                                  |                                  |                                  |                                  |                                  |                                  |                         |                         |                               |                               |                               |                               |                               |                               |                               |                               |                               |                               |                               |                               |                               |                               |                               |                               |                               |                               |                             |                             |                             |                             |                          |                          |                                |                                |                                |                                |                                |                                |                                |                                |                                |                                |                               |                               |                               |                               |                                          |                                          |                                          |                                          |                                          |                                          |                               |                               |                          |                          | Furia Sabina Tranquillina | Furia Sabina Tranquillina | Furia Sabina Tranquillina       | Furia Sabina Tranquillina       | Furia Sabina Tranquillina       | Furia Sabina Tranquillina       |                                 |                                 |                       |                       | Gordiano III (r. 238-244)  | Gordiano III (r. 238-244)  | Gordiano III (r. 238-244)  | Gordiano III (r. 238-244)  | Gordiano III (r. 238-244)   | Gordiano III (r. 238-244)   |                             |                             |                             |                             |                            |                            |                            |                            |                     |                     |  |  |  |  |
|                                  |                                  |                                  |                                  |                                  |                                  |                         |                         |                               |                               |                               |                               |                               |                               |                               |                               |                               |                               |                               |                               |                               |                               |                               |                               |                               |                               |                             |                             |                             |                             |                          |                          |                                |                                |                                |                                |                                |                                |                                |                                |                                |                                |                               |                               |                               |                               |                                          |                                          |                                          |                                          |                                          |                                          |                               |                               |                          |                          | Furia Sabina Tranquillina | Furia Sabina Tranquillina | Furia Sabina Tranquillina       | Furia Sabina Tranquillina       | Furia Sabina Tranquillina       | Furia Sabina Tranquillina       |                                 |                                 |                       |                       | Gordiano III (r. 238-244)  | Gordiano III (r. 238-244)  | Gordiano III (r. 238-244)  | Gordiano III (r. 238-244)  | Gordiano III (r. 238-244)   | Gordiano III (r. 238-244)   |                             |                             |                             |                             |                            |                            |                            |                            |                     |                     |  |  |  |  |

## Bibliografia

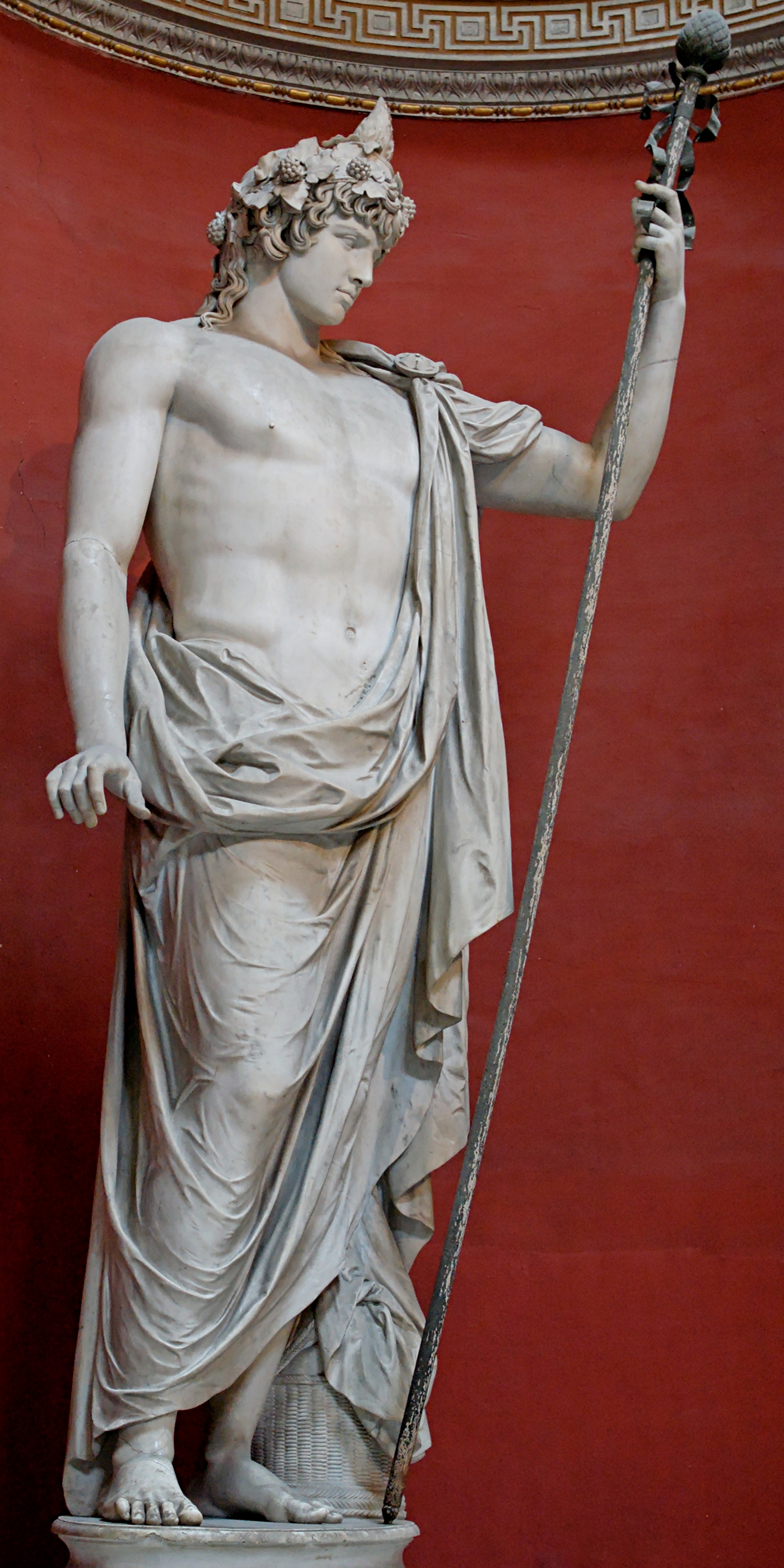
Antinoo dionisiaco ai Musei Vaticani di Roma